# 京急1000形電車 (2代)
京急1000形電車（けいきゅう1000がたでんしゃ）は、2002年（平成14年）4月15日に営業運転を開始した、京浜急行電鉄（京急）の通勤形電車。
1959年（昭和34年）登場の初代1000形と同時に営業運転に使用された期間があり、区別のため、本形式は新1000形と呼称されており、初代1000形の引退後も「新1000形」と呼称されることが多い。なお、京急電鉄社内では初代1000形の引退後である2011年4月ごろに「新1000形の呼称ではなく、1000形の呼称を使う旨」の通達が出されているほか、初代1000形が引退してから時間が経過し、2021年頃から表記も順次「新」の付かない1000形に改められつつある。
本項では、特記のない限り、各種文献に倣い、京急本線上で南側を「浦賀寄り」または「浦賀方」、北側を「品川寄り」または「品川方」、東側を「海側」、西側を「山側」と表記する。編成番号は浦賀方先頭車の車両番号で表記する。また、「新1000形」は本形式、「1000形」は1959年（昭和34年）登場の1000形（初代）、「700形」は1967年（昭和42年）登場の700形（2代）、「600形」は1994年（平成6年）登場の600形（3代）を指すものとする。文中の編成表では左側を浦賀方とする。また、本形式についてはアルミ合金製車体の編成群（1 - 5次車）を「アルミ車両」、ステンレス製車体の編成群（6次車以降）を「ステンレス車両」と表記する。

## 概要
初代1000形と700形の置き換え用として2100形の車体や主要機器をベースとして設計され、快適性の向上、環境への配慮、省エネルギー化、保守の低減などを目指した。
座席は1 - 5、16次車以降では客用扉間にはロングシートを、車端部にはクロスシートを採用したが、6 - 15次車では車端部も全てロングシートとなった。製造時期によって各種設計変更が行われており、2007年導入分からは車体の材質や制御機器が変更される等、その内容は非常に多岐にわたることが特筆される。
車両番号は、1 - 19次車では浦賀寄りから連番とされた。8両編成は百の位を0として1001から、6両編成は当初百の位を3として1301から、2016年（平成28年）度製造の16次車以降は百の位を6として1601から、4両編成は百の位を当初4として1401から、2015年（平成27年）度製造の15次車以降は百の位を8として1801から付番されている。
20次車以降では表記にハイフンが用いられるようになり、編成番号の後にハイフン以下一桁で浦賀方から編成内の順位を表すように付番されるようになった。4両編成では2021年(令和3年)度製造の20次車以降に1891-1から、6両編成では2023年(令和5年)度製造の22次車以降に1501-1から付番されている。各製造時の車両番号は製造時のバリエーションを参照のこと。
2016年3月31日現在、8両編成22本（176両）、6両編成12本（72両）、4両編成25本（100両）の計59本・348両が在籍し、京急で最大車両数の形式である。

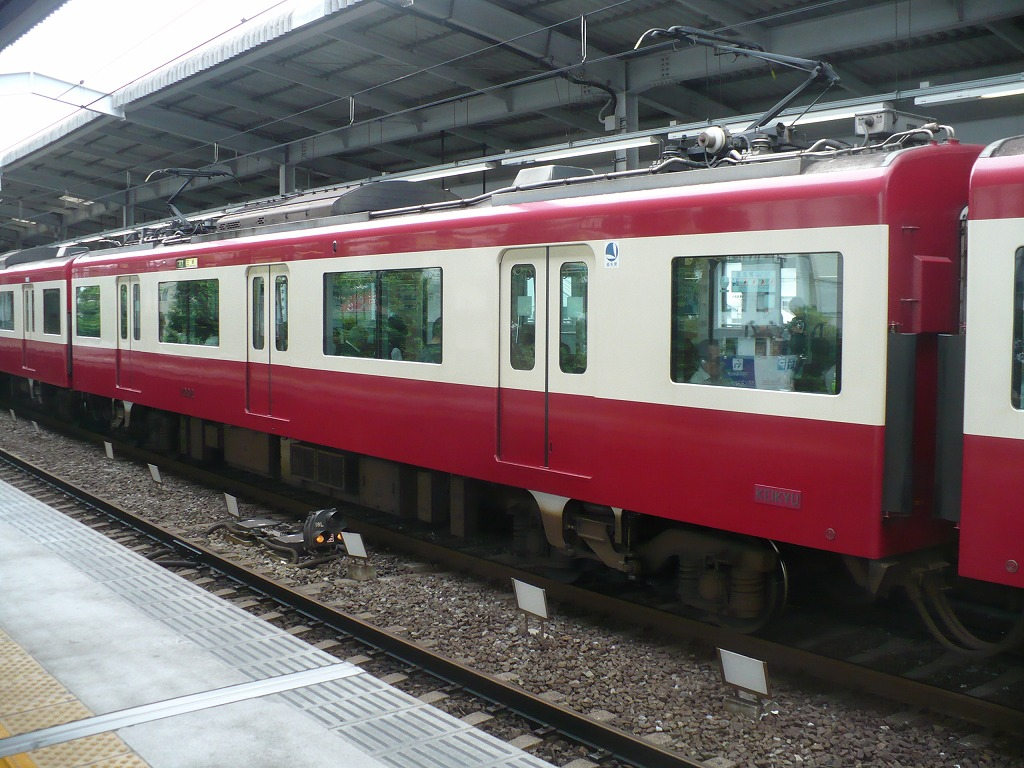
アルミ車体の外観
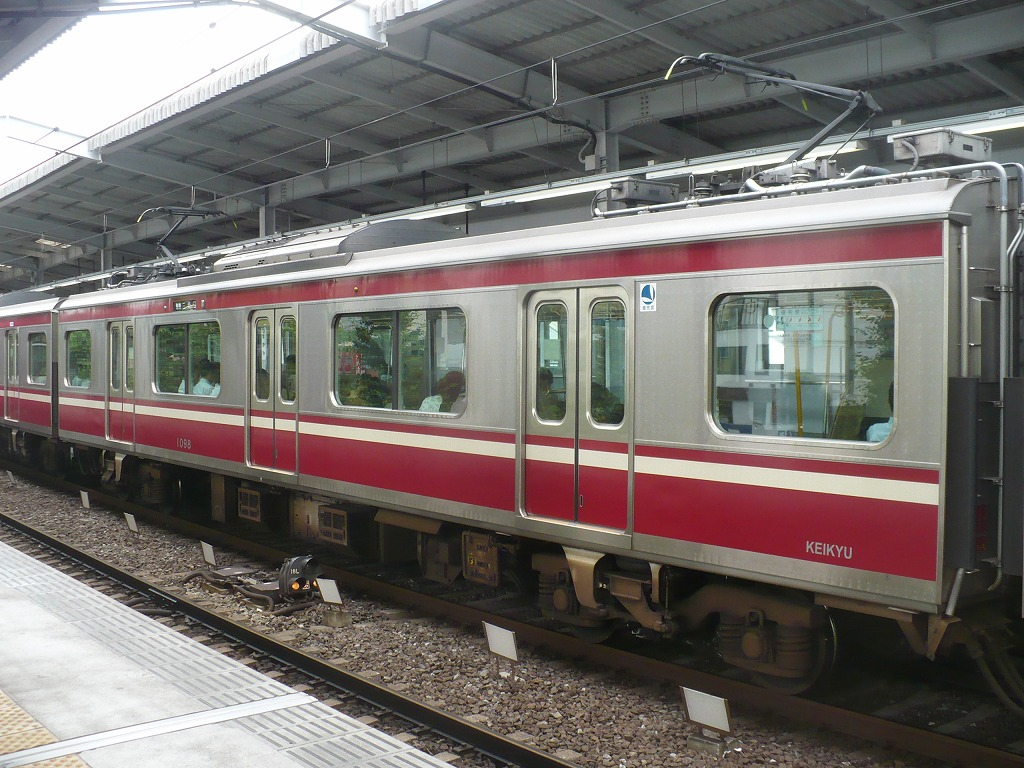
ステンレス車体の外観
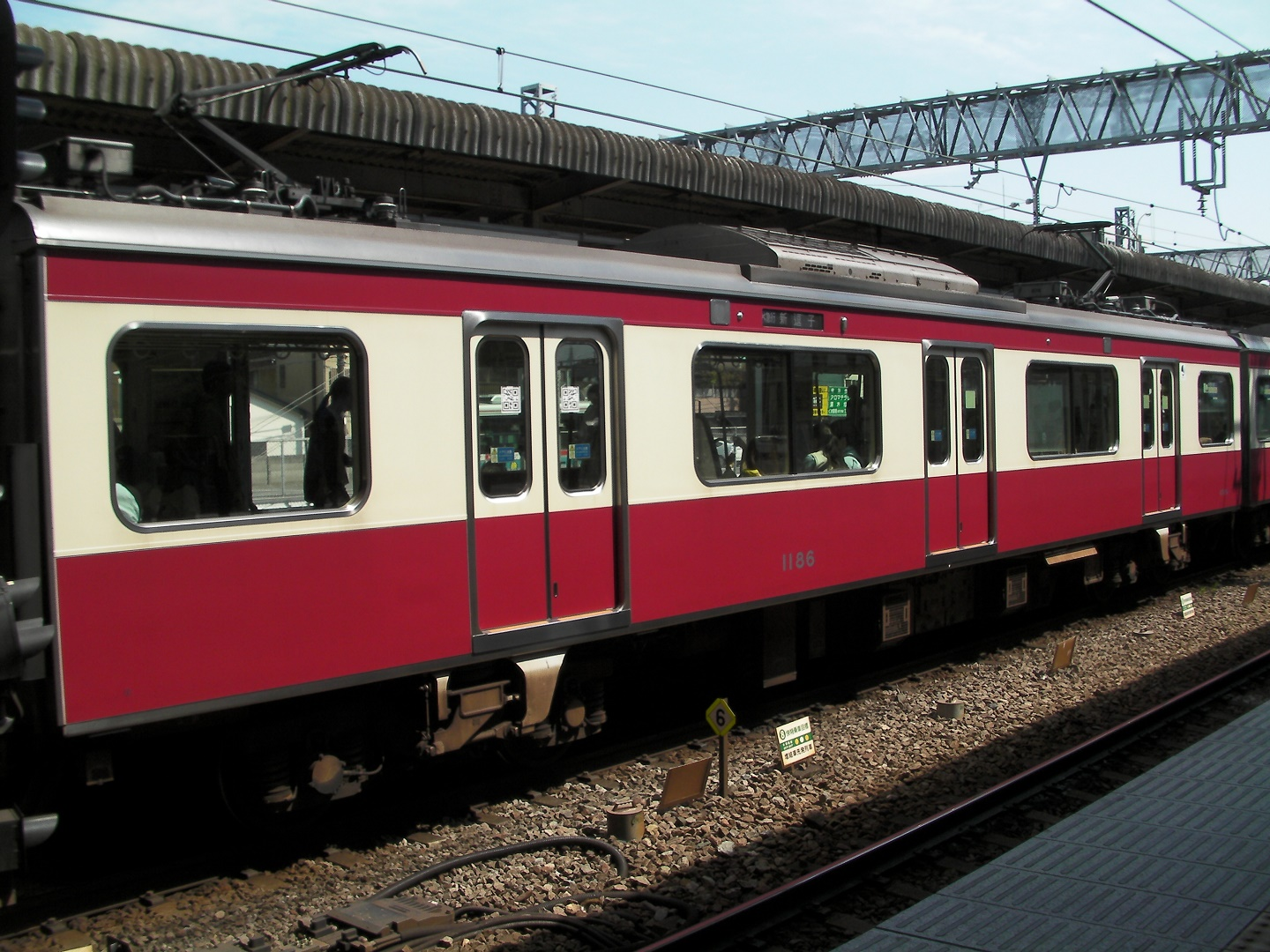
ステンレス車体・ラッピング車の外観
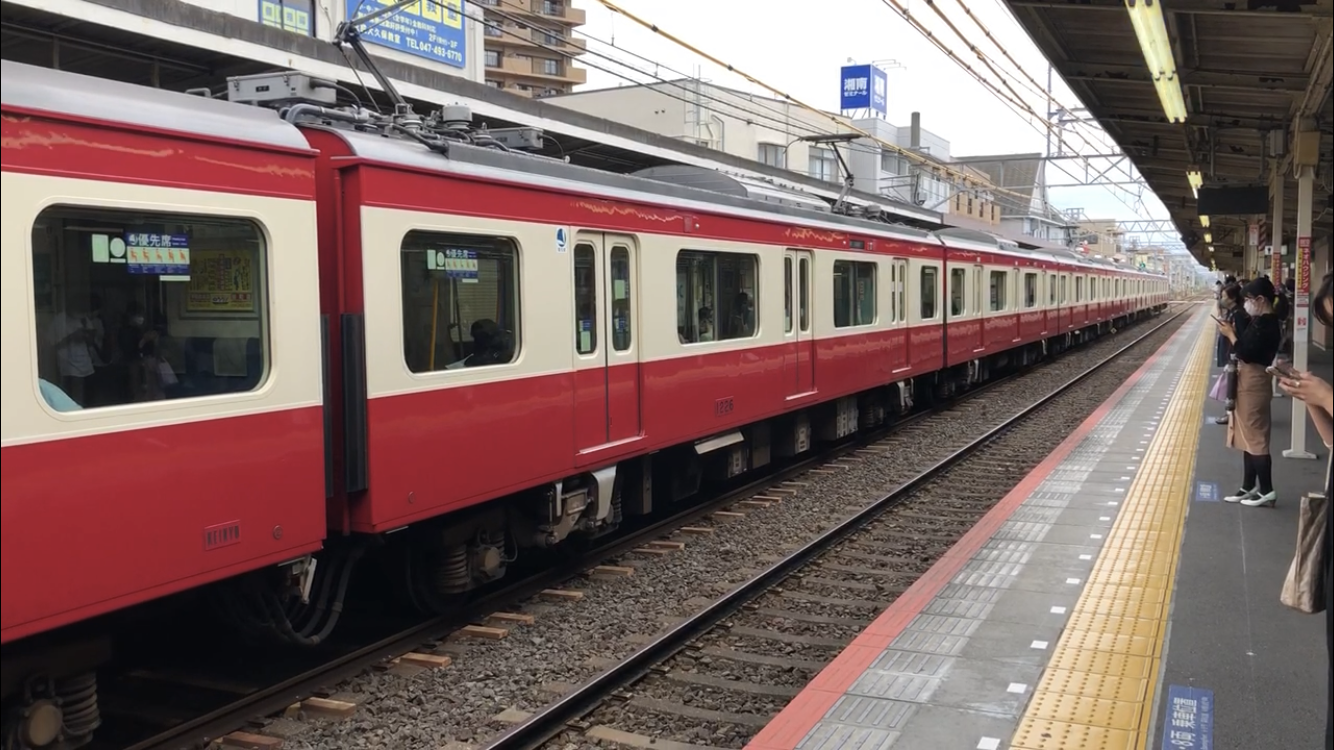
ステンレス車体・全塗装車の外観

## アルミ車両

### 外観
車体は軽量化と保守の軽減を狙ったアルミ軽合金製で、外板塗装は600形・2100形と同様赤い車体、窓周り白塗装である。ロングシート主体の車両であることから、当初はそれまでの慣例に倣い、赤い車体に白帯の塗装とすることも検討されていたが、1998年に開業した羽田空港駅ホームの照明によって停車する車両の発色が悪くなってしまい、駅の雰囲気が重苦しくなることから、「全く新たな色の明るい塗装」とすることも含めて再検討されたが、最終的にはそれまで特別な車両に塗られてきたこの塗装が施された。雨樋やパンタグラフからの高圧配管など、車体妻面にある配管類は車体埋め込み形となっている。
先頭形状は2100形の三次元曲面を踏襲し、正面向かって左端には非常用のスイングプラグドアを設置した。スカートと一体感を持った3次元曲面で構成されている。先頭車の正面のワイパーカバーには2100形同様に形式名がスリットで打ち抜かれ、連結作業時に運転士から連結器先端が見えるよう配慮されている。形式名と併せ、車両番号の下3桁が貫通扉に表示され、遠方からでも600形・2100形との識別ができる。ワイパーはフレキシブルケーブルで連結された電動2連式で、使用時以外はワイパーカバー内に収納される。正面運転席上行先表示器両脇に前照灯を、腰部に急行灯と尾灯を備える。尾灯は電球式で、2100形4次車以降と同様急行灯の内側に置かれている。
客室窓はすべて固定窓とされ、車体清掃の容易化のため車体外板との段差がなくなるよう設計されている。扉間の窓は幅2,325 mm、中央部に75 mmの柱があり、車端部は幅1,455 mmの1枚構成である。
車端部から客扉の中心までの寸法は3,345 mmで、600形の3,200 mm、2100形の3,150 mmより長く確保されており、車端部をロングシートにした際に5人掛けにできるよう設計されている。

### 内装
内装は暖色系を採用し、温かみのある親しみやすい空間を目指した。内張りは白色系の化粧板を、乗務員室背面仕切壁や妻面にはピンク色の化粧板を採用し、床材には明るい青色のロンリウム材を使用した。乗客が触れやすい部分である、客用ドアの袖や化粧板の縁押しなどはビス頭をモールで隠されている。京急の車両では初めて電動車床面の点検蓋が省略された。
扉間は脚台をなくし、座面に暖房装置を取り付けた片持ち式ロングシート、車端部が補助いす付きのクロスシートである。先に3扉ロングシート化改造が行われた2000形にて、工事が急がれたことからやむを得ず残された車端部のクロスシートが好評で、かつ混雑時間帯でも問題なく使用可能なこと、「少子高齢化が進む中で、座りやすい椅子が重要であることや家族連れが快適に利用できるように」という議論がなされたことで配置された。
ロングシートは内部構造にバネを使用したバケットタイプを採用、1人分の掛け幅は455 mmとした。座席端の袖仕切は大型板とされ、扉間の8人掛ロングシートを3人と5人に分割する仕切板と握り棒（立席ポスト）を設置した。座席表地はロング・クロスシートとも赤系色としている。計画段階では、座席の表地に2100形と同様にスウェーデンのボーゲサンズ(Bogesunds)社の製品が使用される予定であったが、1998年に3扉化改造を施した2000形で採用した国産の蘇芳色の表地のデザインが好評で汎用性も高かったことから、同様の物へと変更された。補助いすは乗務員室からの操作で施錠と解錠が可能で、閑散時には使用可能となり、混雑時には収納状態で固定される。
バリアフリー対応のため各先頭車に安全手すり付きの車椅子スペースを設け、乗務員との通話が可能な非常通報装置を備えている。
中央天井部はリサイクル性を考慮し、2100形のFRP製からアルミ化粧板に変更され、各車両にラインフローファン4台が設置されている。側窓も同様に、ロールカーテンのガイドを兼ねた内キセを、FRPからアルミ製に変更している。固定式のため、非常時の換気を考慮し、蓄電池を電源として停電時でも約1時間運転可能な排気扇を各車2台搭載している。
車内騒音の低減を図る目的から客用窓はドアガラスも含めて複層構造による固定窓とされた。室内側の窓枠はアルミ製とし、遮光用のロールカーテンを設置する。
客用ドアは幅1,300 mm、高さ1,850 mmで室内側は化粧板で仕上げられ、軽量化のためペーパーハニカム構造を採用、扉本体とガラス面をフラットにすることで手などの巻き込みを防止するよう配慮されているほか、副次的に結露の防止にも役立っている。車両間を仕切る貫通扉は2次車までは奇数号車の浦賀寄りに設置、3次車以降は浦賀方先頭車を除く全車の浦賀寄りに設置した。貫通路扉は客用ドア同様にペーパーハニカム構造と10 mm厚の単層ガラスの採用で軽量化をはかると共に開閉操作を容易にした。ドアエンジンには戸閉力弱め機構を搭載し、閉扉後6秒間は戸閉力が24%となる戸閉め力弱め機能が追加された。
車内ドア上部には旅客へのLEDを使用した文字スクロール表示式のドアチャイム内蔵車内案内表示器が設置された。

### 運転台

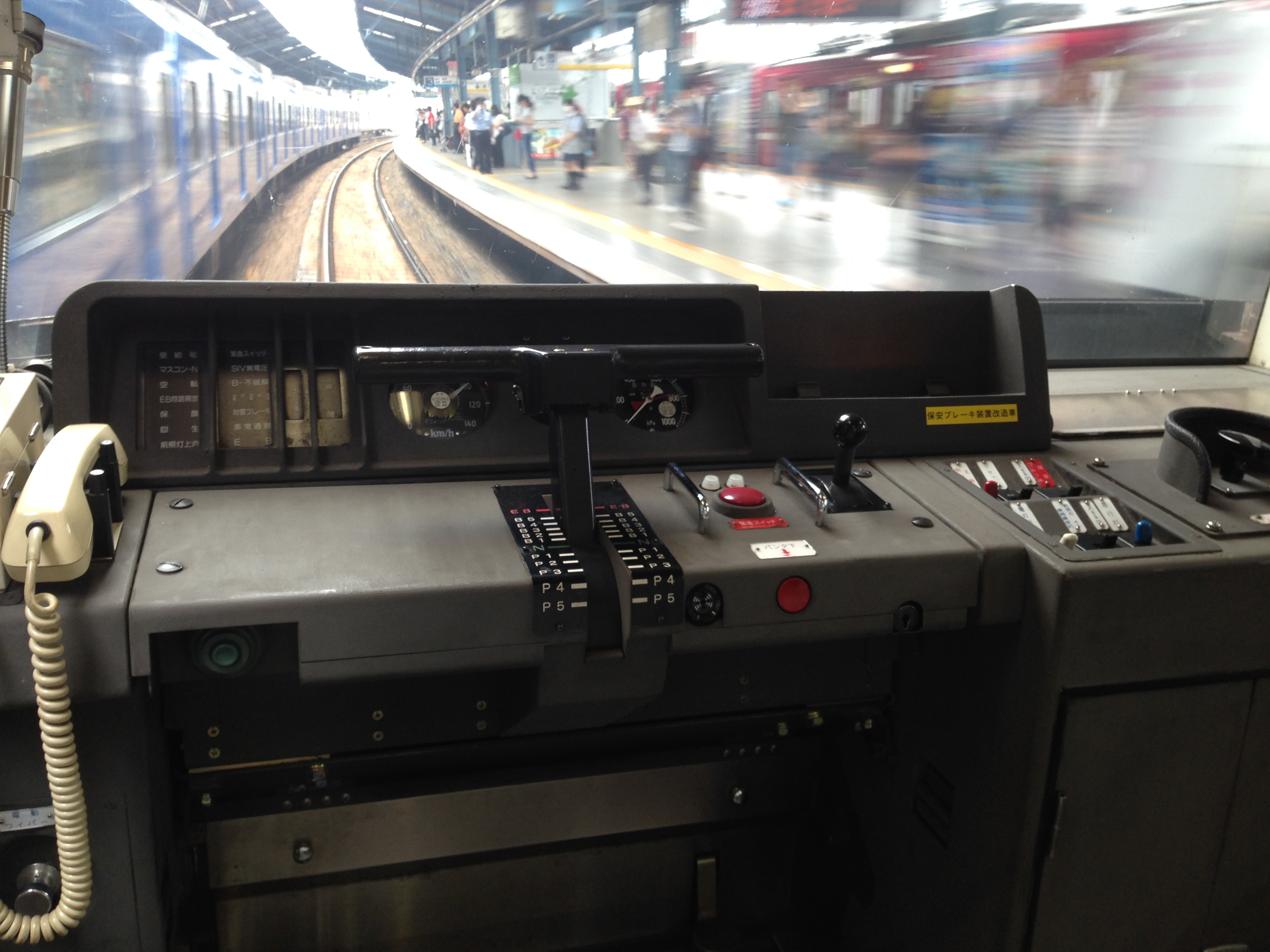
運転台（デハ1001）

乗務員室基本構成は2100形を踏襲、視認性を考慮し運転台計器台周辺はダークグレーの落ち着いた色調とした。
主幹制御器（マスコンハンドル）は1号線直通規格に基づいた力行1 - 5段、常用ブレーキ1 - 5段、非常のT字形ワンハンドル式を採用、マスコンの右側には非常ブレーキ動作、パンタグラフ降下、非常発報がボタンひとつの操作で行える緊急スイッチを設置した。また、乗務員室内には折りたたみ式非常ハシゴを設置している。
乗務員室仕切りは仕切窓が3枚並び、そのうち中央は仕切扉である。

### 主要機器
600形4次車でMT比1:1を採用したが、雨天時などの粘着低下により加速度低下、前後衝動が発生したため、2100形ではスリップ・スライド制御を盛り込んだドイツ・シーメンス社製制御装置を採用した。本形式の制御装置は2100形での試験データを反映させて改良されたものである。
VVVFインバータ制御装置は、1・2次車では2100形と同じくGTOサイリスタ素子（素子耐圧4,500 V - 3,000 A）によるものを採用した。2100形と同様にシーメンス独特の音階による磁励音を主電動機およびインバータ装置から発する。 動作音この制御装置はVVVFインバータ制御装置本体、断流器、フィルタリアクトル等を「トラクションコンテナ」と呼ばれる一体の箱に収納している。3 - 5次車では同じシーメンス社製であるが、使用素子はIGBTに変更され、純電気ブレーキが搭載された。
主電動機の仕様も2100形と同一で、シーメンス社製1TB2010-0GC02系、出力190 kW、1 - 5次車では互換性があるが、3次車以降は速度センサを制御に使用していないため、センサが実装されていない。シーメンス製電動機の出力は1時間定格出力ではなく、連続定格出力である。
なお、シーメンス社は日本市場から既に撤退しており、1・2次車に対する更新工事も進められた結果、最後に残った1033編成も2021年7月20日を以て運用を終了し、起動時に音階の流れる編成は消滅した。
補助電源装置は三菱電機製のIGBT素子 (IPM) を使用した静止形インバータ (SIV) を採用し、8両編成では150 kVAのNC-EAT150Aを、4両編成では75 kVAのNC-EAT75Aをそれぞれ編成に2台搭載しており、出力電圧は三相交流440 Vとしている。
空気圧縮機 (CP) はドイツ・クノールブレムゼ社製のスクリュー式の装置で、除湿装置、起動装置などを一体形としたものである。8両編成ではSL-22形（吐出量1,600 L/min）、4両編成ではSL-6形（吐出量800 L/min）を編成に各2台搭載する。
集電装置は東洋電機製造製のPT7117-A形シングルアーム式パンタグラフを搭載している。駆動装置は2100形と同一のTD平行カルダン駆動方式だが、たわみ板材質を特殊鋼から炭素繊維強化プラスチック (CFRP) へ変更し、継ぎ手カバーを不要として保守の容易化を図った。
台車は乗り心地・走行性・保守性の点から乾式ゴム入り円筒案内式のボルスタ付き台車を採用し、車体支持装置は車体直結空気ばね方式である。この台車は2100形とほぼ同形だが、軽量化のため付随車用に主電動機架軽量化を省略した専用台車を用意した。2次車までは軸ダンパを準備工事としているが、3次車からは省略され、台車形式を変更している。
冷房装置には、冷媒にオゾン破壊係数が0の新代替フロンであるHFC-R407Cを使用した、三菱電機製の屋根上集中式CU-71H形・能力41.86 kW (36,000 kcal/h) を搭載する。暖房装置は出庫時に外気気温が摂氏10度以下、かつ室内外の気温差が10度以上の際に室温が15度以上になるまで補助ヒーターとして作動する6kWの急速暖房器を備える。2100形に搭載されたCU-71G形では境界層と呼ばれる空気の流れにより、車速が速くなった際に熱交換器である凝縮器の冷却風が排出出来ずに過熱し、冷房能力が極端に下がる現象が問題となっていたことから、排風が流れる隙間を生み出す整流板を取り付けた。

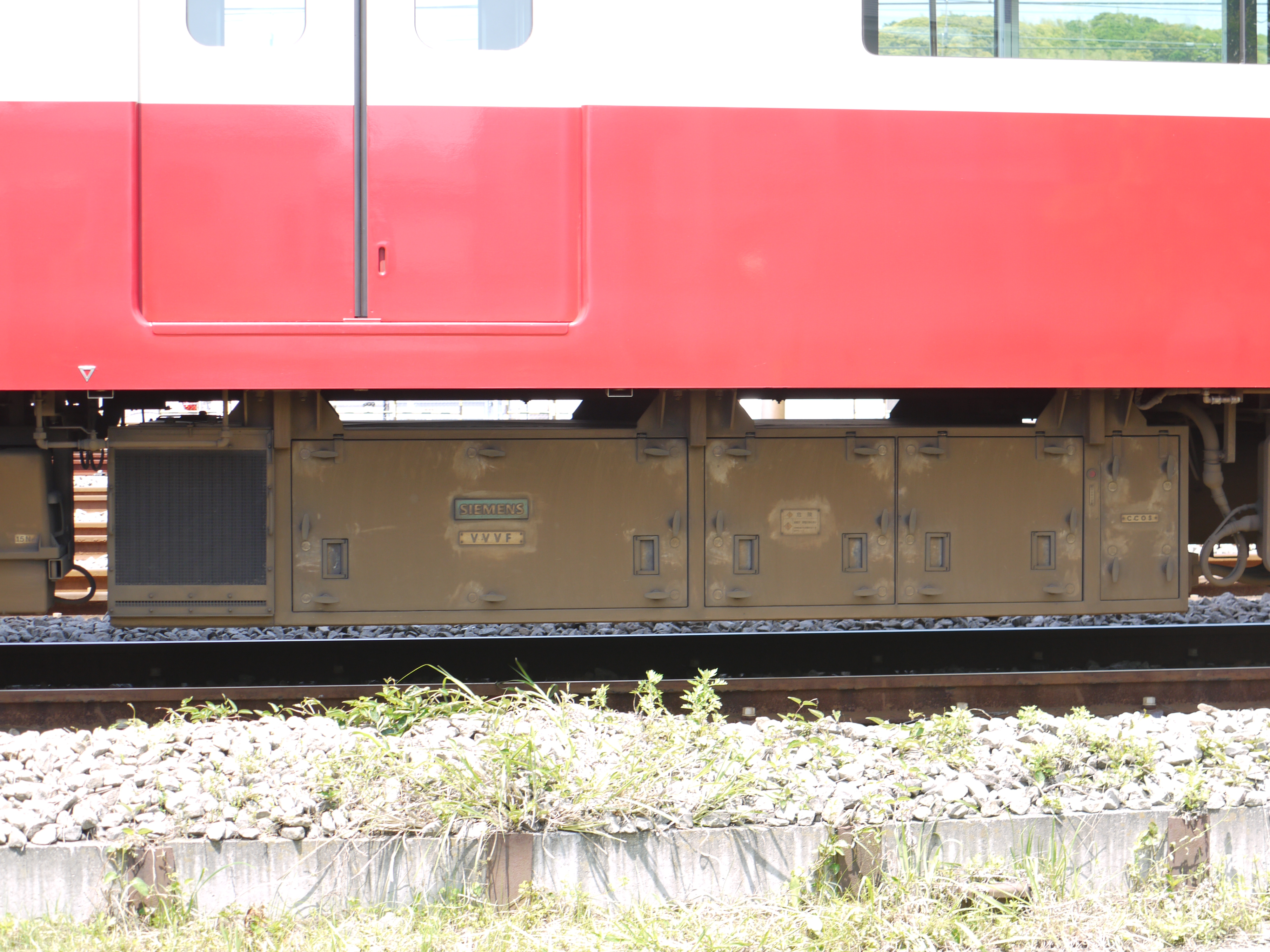
1次車のトラクションコンテナ（VVVFインバータ装置）
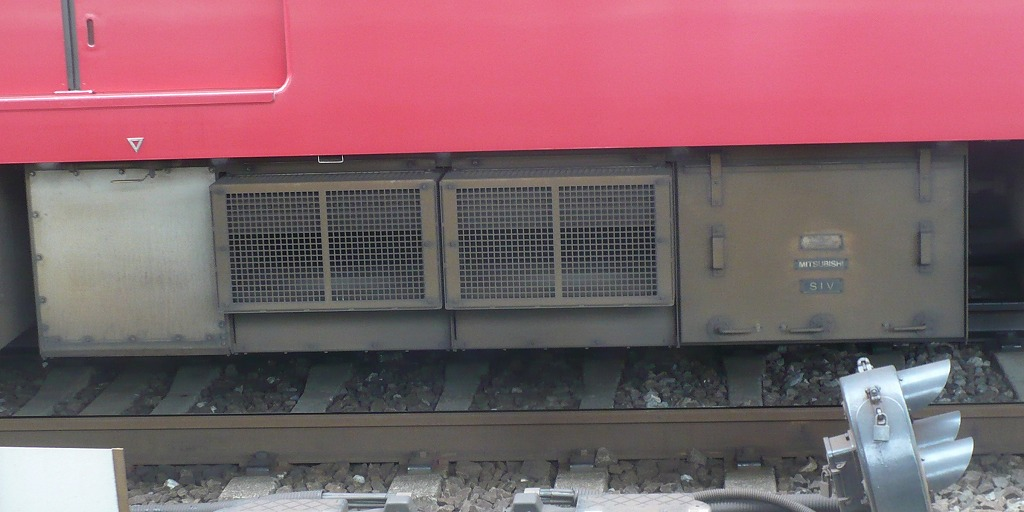
アルミ車8両編成のSIV装置（150 kVA・NC-EAT150A形）
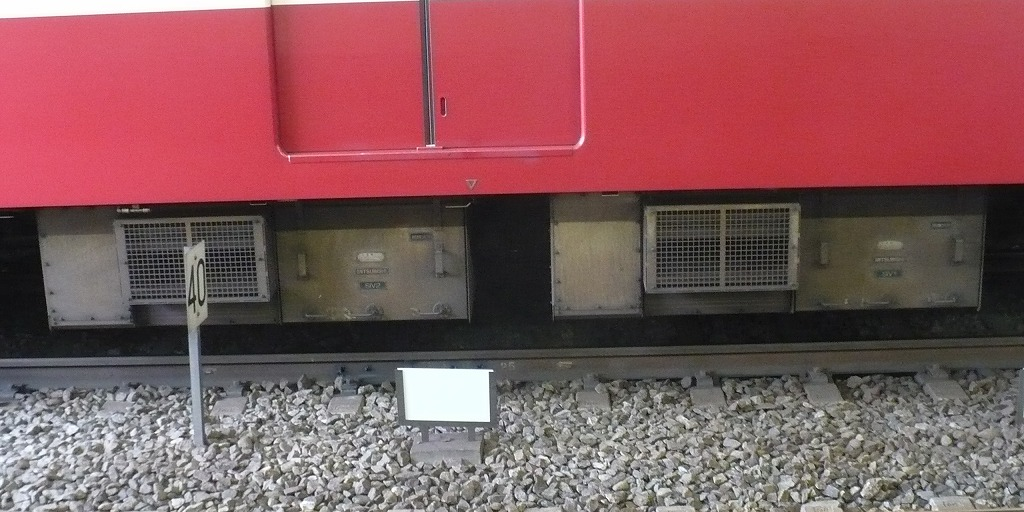
アルミ車4両編成のSIV装置（75 kVA2台・NC-EAT75A形）
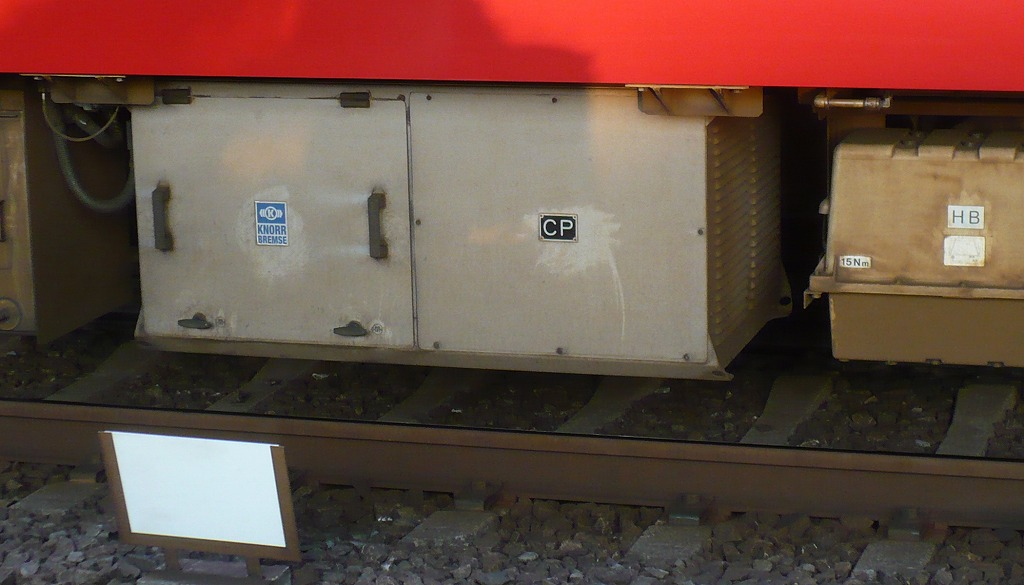
クノールブレムゼ社製のスクリュー式空気圧縮機（1600 L/min・SL22形）
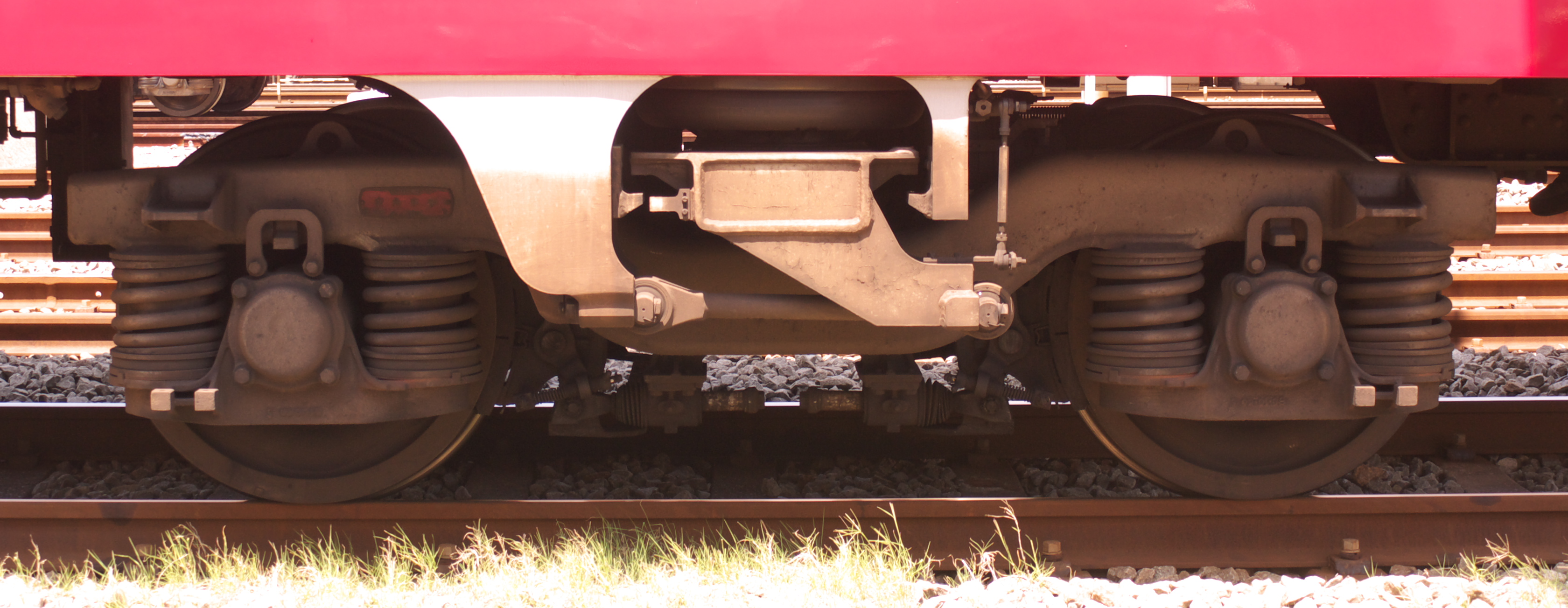
TH-2100AM形台車（1009号車）、TH-2100ATも外観は同じ
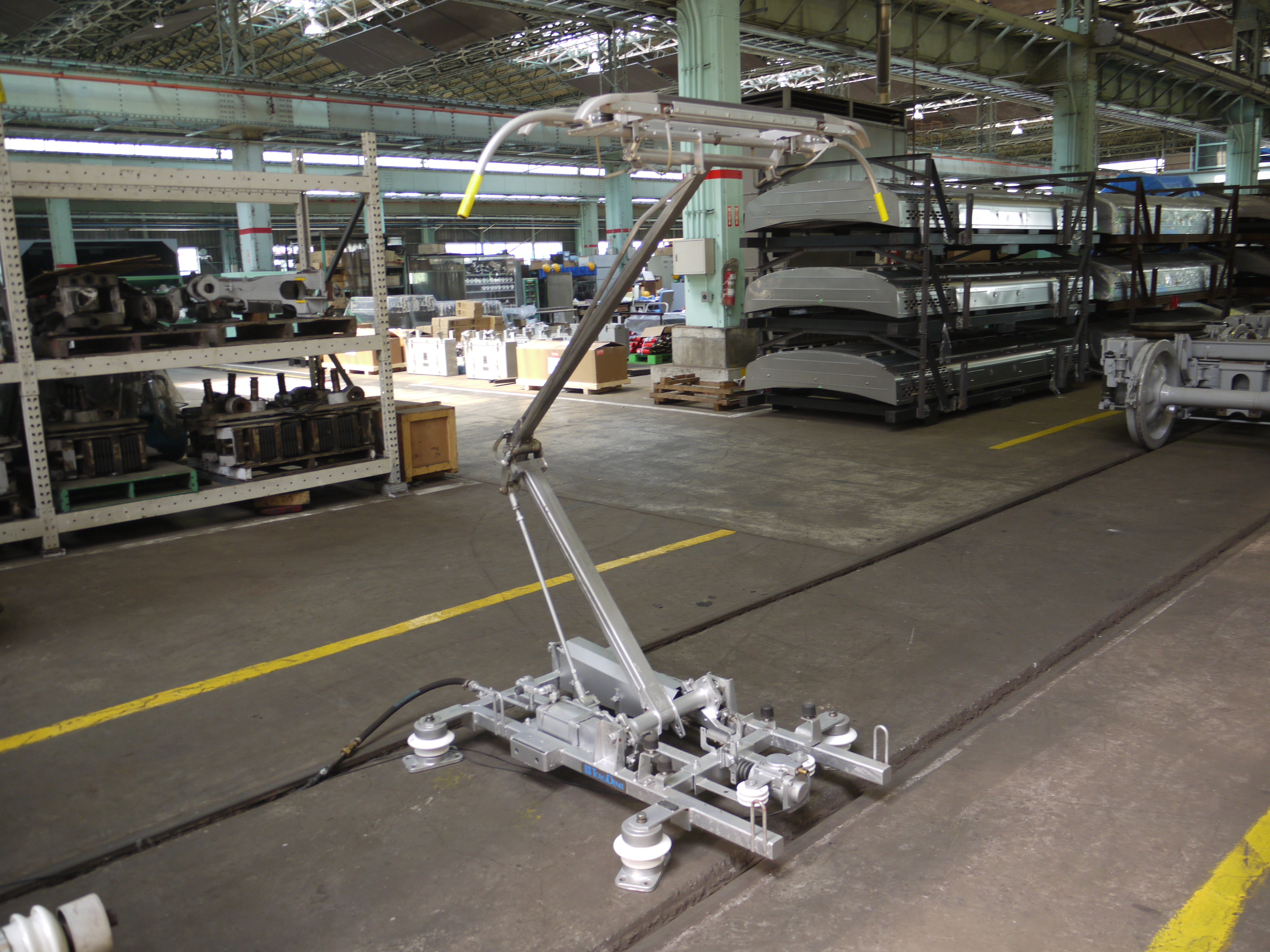
PT-7117-Aパンタグラフ

1次車 - 3次車は正面・側面の行先・運行番号・種別表示は幕式だったが、2005年（平成17年）度製の4次車からは種別表示器がフルカラーLED式、行先表示器が白色LEDとなった。

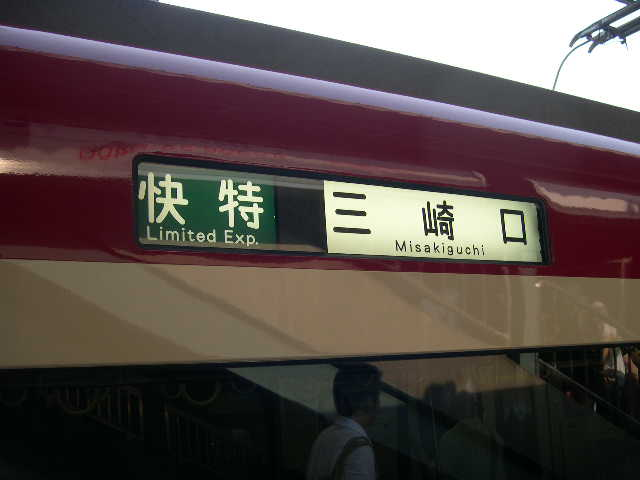
側面種別・方向幕
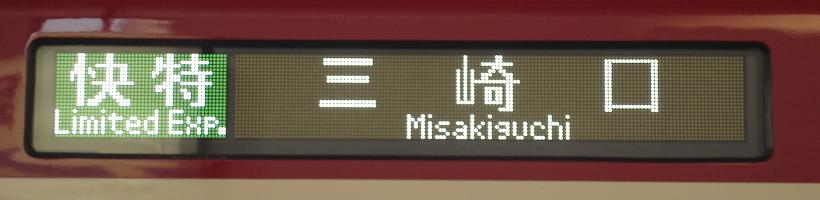
LED式側面行先種別表示装置（快特三崎口行・旧仕様）
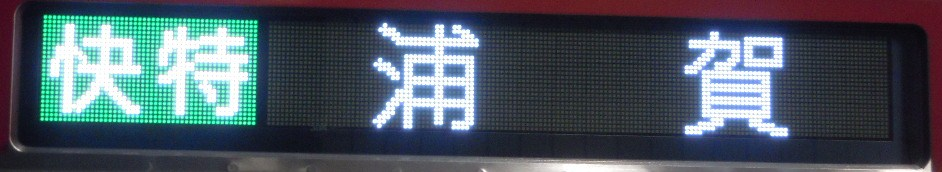
LED式側面行先種別表示装置 （快特浦賀行・2010年以降の仕様・日本語表記）
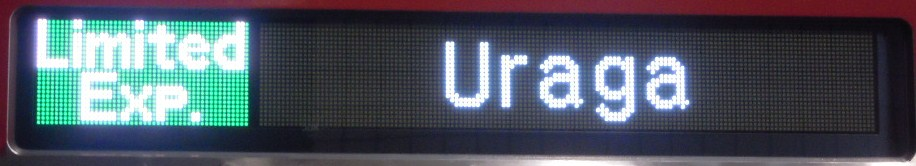
LED式側面行先種別表示装置 （快特浦賀行・2010年以降の仕様・英語表記）

1・2次車の先頭台車の先頭軸には、非常ブレーキ・回生ブレーキ失効時にセラミックス（アルミナ・酸化アルミニウム）の粒子を噴射して制動能力低下を防止するセラジェットを搭載していたが、かつて使用していた鋳鉄制輪子で沿線の自動車を傷つけた事例があったこともあり、撒く場所によって人や自動車に影響を与えることが懸念されたうえ、使用頻度が少ないために3次車以降では廃止されている。動作条件は京急線内でワイパースイッチを投入し、一定速度以上での回生失効や非常ブレーキを操作した場合に、1回につき6秒間セラミックを噴射するものである。

プラットホームでの安全対策として、各車両の連結面には転落防止幌が設置されているほか、4両編成の先頭車排障器（スカート）内側には、他の車両と連結して運転される際に連結間から転落する事故を防止するため連結部注意放送装置のスピーカーが設置されている。車両の前後切換スイッチが「中」（中間車扱い）位置にあり、ドアが開いている間警報音に続いて「車両連結部です。乗車口ではありません。ご注意ください」という注意放送が流れる。

### 製造時のバリエーション

#### 1次車
製造メーカーの「東急」は東急車輛製造製、「川重」は川崎重工業製。以下同じ。
2002年（平成14年）2月 - 6月に8両編成3本、4両編成2本の32両が竣工した。同年3月23日・24日に試乗会が行われ、直通運転先の各社に乗務員訓練などのため貸し出された後、4月15日から自社線内で営業運転を開始、6月25日から都営浅草線、8月30日から京成線高砂まで、9月4日から北総線への乗り入れ運用に充当された。
8両編成1本と4両編成1本を3M3Tの6両編成2本に組み替えられる機器構成とされ、4両編成の付随車には集電装置や補助電源装置が分散配置され、浦賀方には編成替時の増設用にパンタグラフの準備工事がなされている。
1次車のみ、2100形で好評であったブライドスモークガラスは鉛の使用に関する問題で制作できなくなった影響で代替品となるグリーンのガラスを採用した。
|            | ← 浦賀品川 →     |                       |                 |                 |                 |                 |                       |                  |               |               |
| 号車       | 1                | 2                     | 3               | 4               | 5               | 6               | 7                     | 8                | 製造 メーカー | 竣工時期      |
| 形式・車種 | デハ1000形 (Muc) | ＜＞ サハ1000形 (Tpu) | サハ1000形 (Tu) | デハ1000形 (Mu) | デハ1000形 (Ms) | サハ1000形 (Ts) | ＜＞ サハ1000形 (Tps) | デハ1000形 (Msc) | 製造 メーカー | 竣工時期      |
| 搭載機器   | VVVF・CP         | SIV・BT               |                 | VVVF            | VVVF            |                 | SIV・BT               | VVVF・CP         | 製造 メーカー | 竣工時期      |
| 自重(t)    | 33.0 t           | 27.0 t                | 23.0 t          | 31.0 t          | 31.0 t          | 23.0 t          | 27.0 t                | 33.0 t           | 製造 メーカー | 竣工時期      |
| 車両番号   | 1001             | 1002                  | 1003            | 1004            | 1005            | 1006            | 1007                  | 1008             | 東急          | 2002年2月23日 |
| 車両番号   | 1009             | 1010                  | 1011            | 1012            | 1013            | 1014            | 1015                  | 1016             | 東急          | 2002年6月28日 |
| 車両番号   | 1017             | 1018                  | 1019            | 1020            | 1021            | 1022            | 1023                  | 1024             | 川重          | 2002年5月31日 |

|            | ← 浦賀品川 →      |                   |                   |                   |               |               |
| 号車       | 1                 | 2                 | 3                 | 4                 | 製造 メーカー | 竣工時期      |
| 形式・車種 | デハ1000形 (Muc1) | サハ1000形 (Tpu1) | サハ1000形 (Tps1) | デハ1000形 (Msc1) | 製造 メーカー | 竣工時期      |
| 搭載機器   | VVVF・CP          | SIV・BT           | SIV・BT           | VVVF・CP          | 製造 メーカー | 竣工時期      |
| 自重(t)    | 33.0 t            | 26.5 t            | 26.5 t            | 33.0 t            | 製造 メーカー | 竣工時期      |
| 車両番号   | 1401              | 1402              | 1403              | 1404              | 川重          | 2002年6月29日 |
| 車両番号   | 1405              | 1406              | 1407              | 1408              | 川重          | 2002年6月29日 |

凡例
- VVVF：主制御器 (1C4M)
- SIV：補助電源装置（静止形インバータ）
- CP：空気圧縮機
- BT：蓄電池

備考
- パンタグラフは、8両編成ではTpuとTpsに2基、4両編成では中間車の品川方に1基ずつを搭載し、浦賀方は準備工事とした。

#### 2次車
2003年（平成15年）5月 - 7月に8両編成2本、4両編成2本の24両が竣工した。車体見付・機器配置の仕様変更を行い、乗客へのサービス向上とコストダウンを図った。
- 車体
  - 種別・行先表示器が白地に黒文字となり、ローマ字表記が加わった[39]。
  - 側窓は上方に20 mm拡大し、ドア間の窓は上方向に1次車のグリーン色の2連分割窓から大形の1枚窓とし、色はサンユーログレーに変更した[39]。技術開発により、当初から計画されていたスモークガラスを使用した窓となった[32]。
  - 1次車ではワイパーカバーの「1」の数字が2100形と同じ切り欠き形状で、飛び出ている部分は黒く塗られていたが、2次車からは色が塗られていた部分もスリットになっている[60]。なお、1次車でもワイパーカバーの交換で2次車以降と同様の形状になった車両が存在する（2023年3月現在は1017号が該当）[60]。

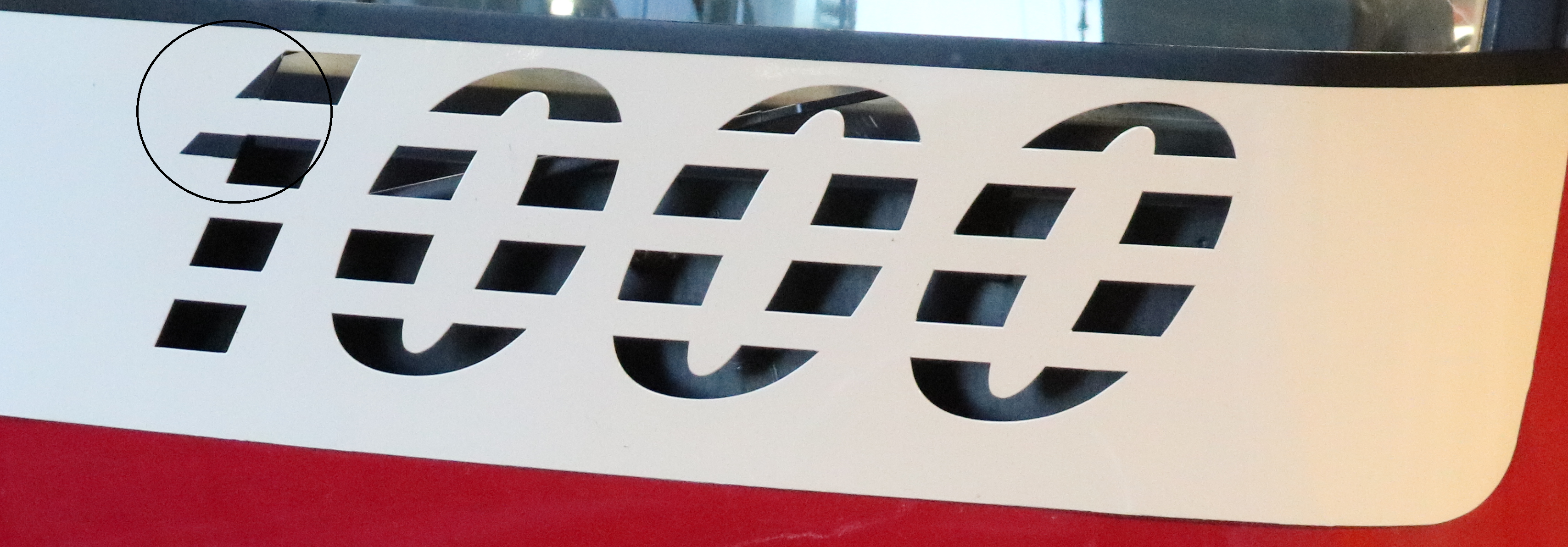
1次車のワイパーカバー。「1」の飛び出た部分は黒塗りになっている（1001編成）
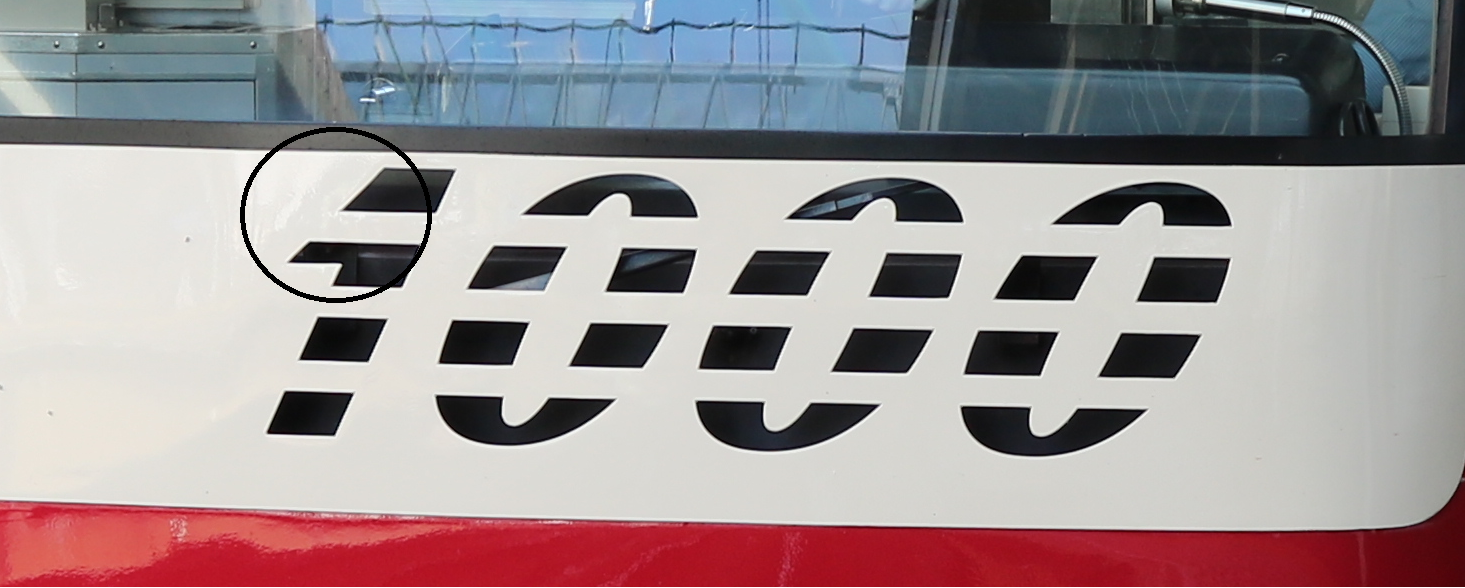
2次車のワイパーカバー。黒塗りだった部分もスリットになっている（1025編成）

- 車内設備
  - 1次車では枕木方向のつり革をドア付近を3個並び、それ以外を2個並びとしていたが、2次車では全て3個並びに変更した[39]。
  - 車内座席ソデと床敷物の表面仕上げが変更され、汚れ付着防止と清掃性の向上が図られた[61]。
- 乗務員設備
  - 運転台コンソールの塗装がスエード調塗装から保守が容易な半光沢塗装に変更された。
- 走行機器
  - 1次車では8両編成1本と4両編成1本から6両編成2本へ組み換えができる機器構成としていたが、2次車では組み換えをしない機器配置とした[39]。8両編成については機器配置の変更はないが、4両編成ではT車に蓄電池を、Tp車にパンタグラフとSIVを搭載して機器の集約を図った[39]。故障時の冗長化のため、Tp車に1次車と同形の75 kVA出力SIVを2台搭載した[39]。
  - CFRP継手のたわみ板の設計が見直され、騒音の低減が図られた[61]。

|            | ← 浦賀品川 →     |                  |                 |                 |                 |                 |                  |                  |               |               |
| 号車       | 1                | 2                | 3               | 4               | 5               | 6               | 7                | 8                | 製造 メーカー | 竣工時期      |
| 形式・車種 | デハ1000形 (Muc) | サハ1000形 (Tpu) | サハ1000形 (Tu) | デハ1000形 (Mu) | デハ1000形 (Ms) | サハ1000形 (Ts) | サハ1000形 (Tps) | デハ1000形 (Msc) | 製造 メーカー | 竣工時期      |
| 車両番号   | 1025             | 1026             | 1027            | 1028            | 1029            | 1030            | 1031             | 1032             | 東急          | 2003年5月19日 |
| 車両番号   | 1033             | 1034             | 1035            | 1036            | 1037            | 1038            | 1039             | 1040             | 川重          | 2003年6月24日 |

|            | ← 浦賀品川 →      |                |                 |                   |               |               |
| 号車       | 1                 | 2              | 3               | 4                 | 製造 メーカー | 竣工時期      |
| 形式・車種 | デハ1000形 (Muc1) | サハ1000形 (T) | サハ1000形 (Tp) | デハ1000形 (Msc1) | 製造 メーカー | 竣工時期      |
| 搭載機器   | VVVF・CP          | BT             | SIV・SIV        | VVVF・CP          | 製造 メーカー | 竣工時期      |
| 自重(t)    | 33.0 t            | 24.0 t         | 27.0 t          | 33.0 t            | 製造 メーカー | 竣工時期      |
| 車両番号   | 1409              | 1410           | 1411            | 1412              | 東急          | 2003年7月26日 |
| 車両番号   | 1413              | 1414           | 1415            | 1416              | 川重          | 2003年7月26日 |

- 凡例は1次車と同じ。
- 8両編成の機器配置に変更はない[39]。
- 4両編成のパンタグラフは、Tp車に2台搭載とした[9]。

#### 3次車
2005年（平成17年）1月 - 3月に8両編成2本、4両編成2本の24両が竣工した。この3次車では大規模な仕様変更が行われた。また、2004年（平成16年）12月に国土交通省の地下鉄道の火災対策の基準が見直され、この新火災対策への対応も行われている。
- 車内設備 
  - 車端部のボックスシートが国産の物に変更され、補助いすがボックスシートとの一体形に変更された。これにより、車端部のボックスシートの座席間が80 mm拡張されている[63]。
  - 先頭車両では乗務員室内のみに設置されていた消火器を併結運転時に乗客が使用できるよう客室内にも設置した[13]。
  - 新火災対策への対応として、以下の点が変更された[13]。
    - 連結面の車両間貫通扉を8両編成では3か所、4両編成では1か所であったが、3次車では各車両の浦賀方への設置に増設した[13]。
    - 天井のFRP製の冷房吹き出し口と補助送風機（ラインデリア）・排気扇の整風板カバーをポリカーボネート製から、それぞれアルミニウム製に変更した[13]。
- 乗務員設備 
  - 当増備分より、C-ATSが新造時より取り付けたことに伴い、運転台のATS表示器がランプ式からドットマトリクスLED表示に改められた[64]。
- 走行機器など 
  - 雨天時に、車輪の多少の空転・滑走を許容する制御をおこなっていたため、乗り心地が低下していたことへの対策として編成構成を8両編成では4M4Tから6M2Tへ、4両編成は2M2Tから3M1Tに変更した[13]。
  - 編成構成の変更に伴い、電動車2両のユニットと、電動車と付随車を組み合わせたユニットの2種類のユニット構成となった[12]。
  - 8両編成のMuc・M1u・M1s・Mscと4両編成のM1uc1・Msc1にはBox-Aまたは制御側装置と呼ばれるトラクションコンテナ（制御装置箱）が、8両編成のM2u・M2sと4両編成のM2には外観が同一のBox-Bまたは付随側装置と呼ばれるトラクションコンテナが搭載され、M2系車両のBox-Bは隣り合うM1系車両のBox-Aによって1C8Mとして制御される[12][13]。編成内のBox-A間とユニットを組むBox-AとBox-B間はそれぞれ別系統のMVB（Multifunction Vehicle Bus・車両間伝送バス）で接続した[12][13][64]。
  - フィルタリアクトルを別構成としたため、トラクションコンテナは小形化され[12]、冷房方式が強制風冷式から走行風自冷方式に変更された[63]。
  - 1C8M制御されているBox-A・Bのいずれかが故障すると両方が使用不能となるため、残った1C4MのBox-Aにトルクアップを指令、回生ブレーキのカットを行う機能を設けた[12]。
  - 制御装置のデータ読み出しには各車個別処理から1か所で編成全体のデータ読み出しをさせる機能が設けられた[12]。
  - 制御素子には1401号車で試験していた試験品による結果を反映した[65]IGBT素子（2レベル・素子耐圧3,300 V - 1,200 A）を使用したG145D1130/480M5-1を採用した[12][40][65]。Box-AとBox-Bでは共通の形式が付与されている[64]。
  - 主電動機は従来品と互換性を保つため出力190 kW品のままとし、軸受けの変更やPGセンサレス方式の採用などで細部が異なるもの、部品の追加変更をすることで従来車両用との互換性が確保されている[12]。電動車数が増え、定格一杯まで使用すると集電装置の電流容量を超過するため、出力を抑えて使用している[12]。
  - 台車は、これまでは2100形と共通設計で、軸ダンパを設置準備工事としていたが本形式では設置予定がないことから廃止の上、砂巻きも廃止、車体重量の低減に伴う各種設計が変更された為に互換性が失われたことにより、台車形式を変更した[63]。動力台車はTH-2100AM形からTH-2100BM形へ、付随台車はTH-2100AT形からTH-2100BT形へと、それぞれ変更された[12][40]。
  - ブレーキ制御はM-T2両1ユニットとする遅れ込め制御からM-TまたはM-Mユニット間での制御に変更されている[13]。また、新製時よりC-ATS車上装置対応品を搭載した[13]。

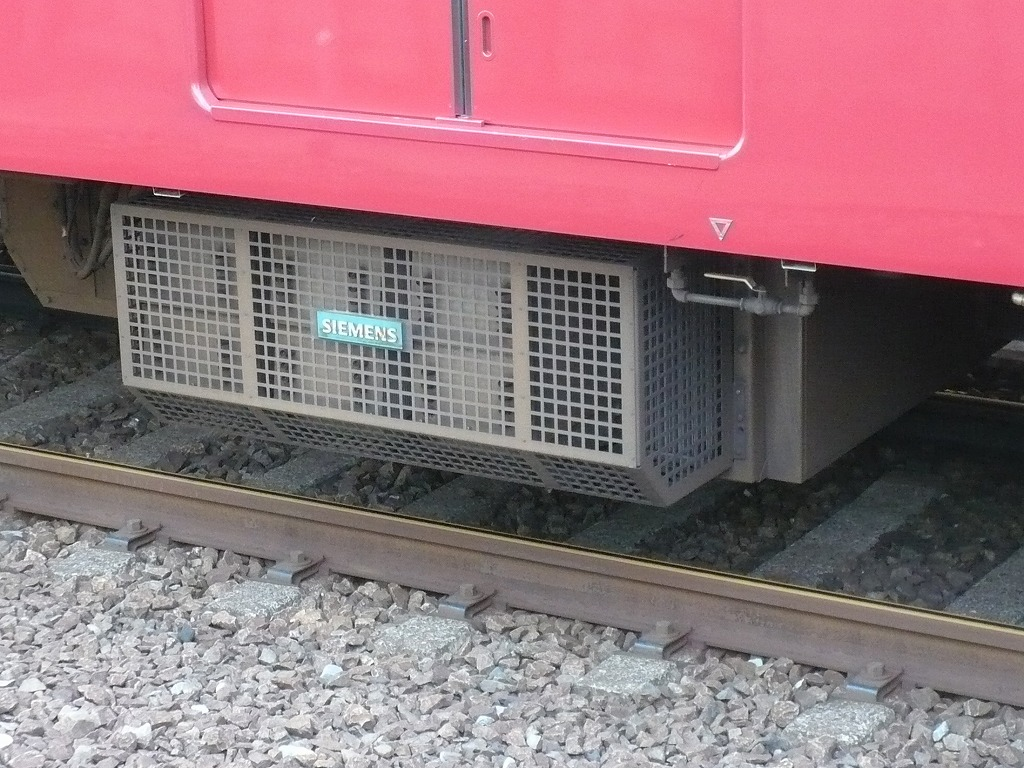
3次車のトラクションコンテナ（海側の素子冷却フィン）
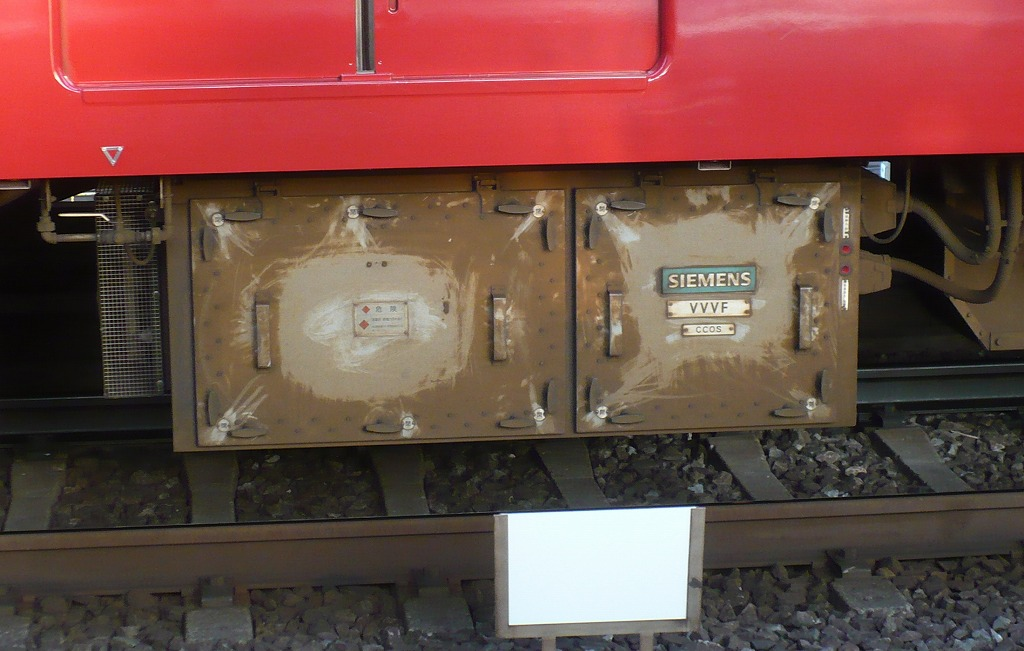
トラクションコンテナBox-Aの山側。制御側装置である。
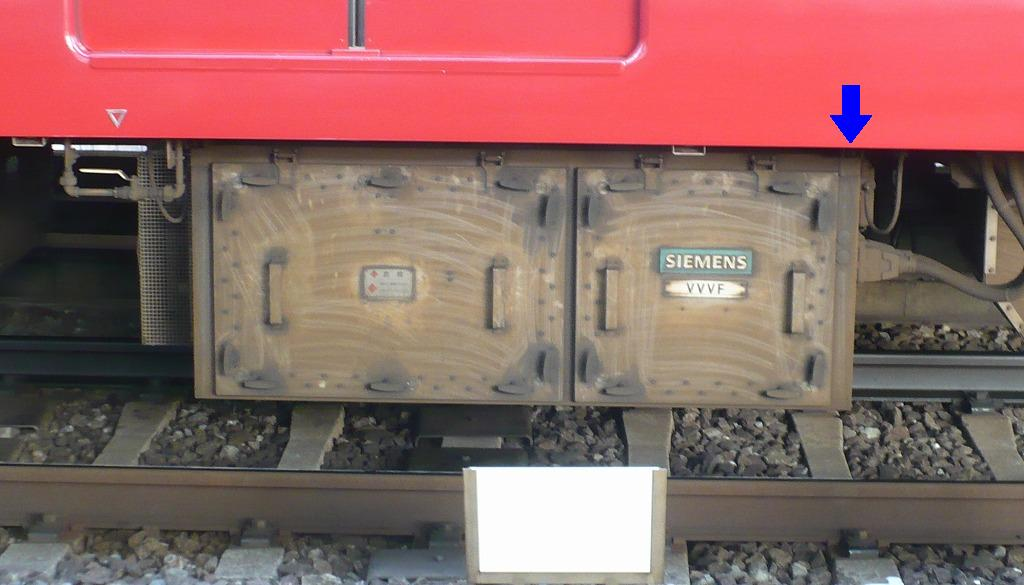
トラクションコンテナBox-Bの山側。付随側装置であり、Box-Aと比べて右端の故障表示灯がない（青矢印部）。
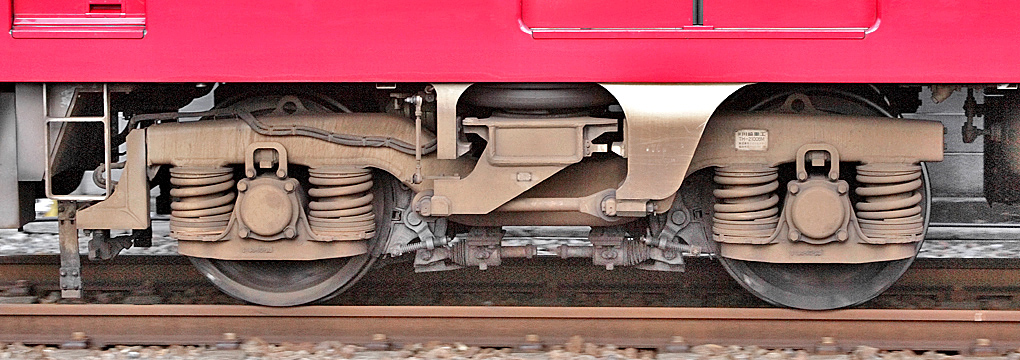
TH-2100BM台車。軸ダンパ取付座が無い。

- 集電装置に設けられている避雷針が、露出形から絶縁カバー付きに変更された[63]。

|            | ← 浦賀品川 →     |                  |                  |                  |                  |                  |                  |                  |               |               |
| 号車       | 1                | 2                | 3                | 4                | 5                | 6                | 7                | 8                | 製造 メーカー | 竣工時期      |
| 形式・車種 | デハ1000形 (Muc) | サハ1000形 (Tpu) | デハ1000形 (M2u) | デハ1000形 (M1u) | デハ1000形 (M1s) | デハ1000形 (M2s) | サハ1000形 (Tps) | デハ1000形 (Msc) | 製造 メーカー | 竣工時期      |
| 搭載機器   | VVVF-A・CP       | SIV・BT          | VVVF-B           | VVVF-A           | VVVF-A           | VVVF-B           | SIV・BT          | VVVF-A・CP       | 製造 メーカー | 竣工時期      |
| 自重(t)    | 32.0 t           | 27.0 t           | 30.0 t           | 30.0 t           | 30.0 t           | 30.0 t           | 27.0 t           | 32.0 t           | 製造 メーカー | 竣工時期      |
| 車両番号   | 1041             | 1042             | 1043             | 1044             | 1045             | 1046             | 1047             | 1048             | 東急          | 2005年1月19日 |
| 車両番号   | 1049             | 1050             | 1051             | 1052             | 1053             | 1054             | 1055             | 1056             | 川重          | 2005年3月1日  |

|            | ← 浦賀品川 →       |                 |                 |                   |               |               |
| 号車       | 1                  | 2               | 3               | 4                 | 製造 メーカー | 竣工時期      |
| 形式・車種 | デハ1000形 (M1uc1) | デハ1000形 (M2) | サハ1000形 (Tp) | デハ1000形 (Msc1) | 製造 メーカー | 竣工時期      |
| 搭載機器   | VVVF-A・CP         | VVVF-B・BT      | SIV・SIV・BT    | VVVF-A・CP        | 製造 メーカー | 竣工時期      |
| 自重(t)    | 32.0 t             | 31.0 t          | 27.0 t          | 32.0 t            | 製造 メーカー | 竣工時期      |
| 車両番号   | 1417               | 1418            | 1419            | 1420              | 東急          | 2005年3月11日 |
| 車両番号   | 1421               | 1422            | 1423            | 1424              | 川重          | 2005年3月11日 |

凡例
- VVVF-A：主制御器（Box-A・制御側装置）
- VVVF-B：主制御器（Box-B・付随装置でBox-A側にて1C8M制御される。）
- SIV：補助電源装置（静止形インバータ）
- CP：空気圧縮機
- BT：蓄電池

備考
- パンタグラフは8両編成・4両編成ともに、付随車に2基を搭載する。
- 凡例は5次車まで同様である。

#### 4次車
2005年7月 - 8月に8両編成1本、4両編成4本の24両が竣工した。
- 種別表示にフルカラーLED、行先表示に白色LEDが本格採用された[43]。

|            | ← 浦賀品川 →     |                  |                  |                  |                  |                  |                  |                  |               |               |
| 号車       | 1                | 2                | 3                | 4                | 5                | 6                | 7                | 8                | 製造 メーカー | 竣工時期      |
| 形式・車種 | デハ1000形 (Muc) | サハ1000形 (Tpu) | デハ1000形 (M2u) | デハ1000形 (M1u) | デハ1000形 (M1s) | デハ1000形 (M2s) | サハ1000形 (Tps) | デハ1000形 (Msc) | 製造 メーカー | 竣工時期      |
| 車両番号   | 1057             | 1058             | 1059             | 1060             | 1061             | 1062             | 1063             | 1064             | 東急          | 2005年8月30日 |

|            | ← 浦賀品川 →       |                 |                 |                   |               |               |
| 号車       | 1                  | 2               | 3               | 4                 | 製造 メーカー | 竣工時期      |
| 形式・車種 | デハ1000形 (M1uc1) | デハ1000形 (M2) | サハ1000形 (Tp) | デハ1000形 (Msc1) | 製造 メーカー | 竣工時期      |
| 車両番号   | 1425               | 1426            | 1427            | 1428              | 東急          | 2005年7月26日 |
| 車両番号   | 1429               | 1430            | 1431            | 1432              | 川重          | 2005年7月26日 |
| 車両番号   | 1433               | 1434            | 1435            | 1436              | 川重          | 2005年8月9日  |
| 車両番号   | 1437               | 1438            | 1439            | 1440              | 川重          | 2005年8月9日  |

#### 5次車
2006年10月 - 11月に8両編成1本、4両編成2本の16両が竣工した。4次車からの変更点はない。
|            | ← 浦賀品川 →     |                  |                  |                  |                  |                  |                  |                  |               |                |
| 号車       | 1                | 2                | 3                | 4                | 5                | 6                | 7                | 8                | 製造 メーカー | 竣工時期       |
| 形式・車種 | デハ1000形 (Muc) | サハ1000形 (Tpu) | デハ1000形 (M2u) | デハ1000形 (M1u) | デハ1000形 (M1s) | デハ1000形 (M2s) | サハ1000形 (Tps) | デハ1000形 (Msc) | 製造 メーカー | 竣工時期       |
| 車両番号   | 1065             | 1066             | 1067             | 1068             | 1069             | 1070             | 1071             | 1072             | 東急          | 2006年10月30日 |

|            | ← 浦賀品川 →       |                 |                 |                   |               |                |
| 号車       | 1                  | 2               | 3               | 4                 | 製造 メーカー | 竣工時期       |
| 形式・車種 | デハ1000形 (M1uc1) | デハ1000形 (M2) | サハ1000形 (Tp) | デハ1000形 (Msc1) | 製造 メーカー | 竣工時期       |
| 車両番号   | 1441               | 1442            | 1443            | 1444              | 川重          | 2006年11月14日 |
| 車両番号   | 1445               | 1446            | 1447            | 1448              | 川重          | 2006年11月14日 |

## ステンレス車両

### 外観

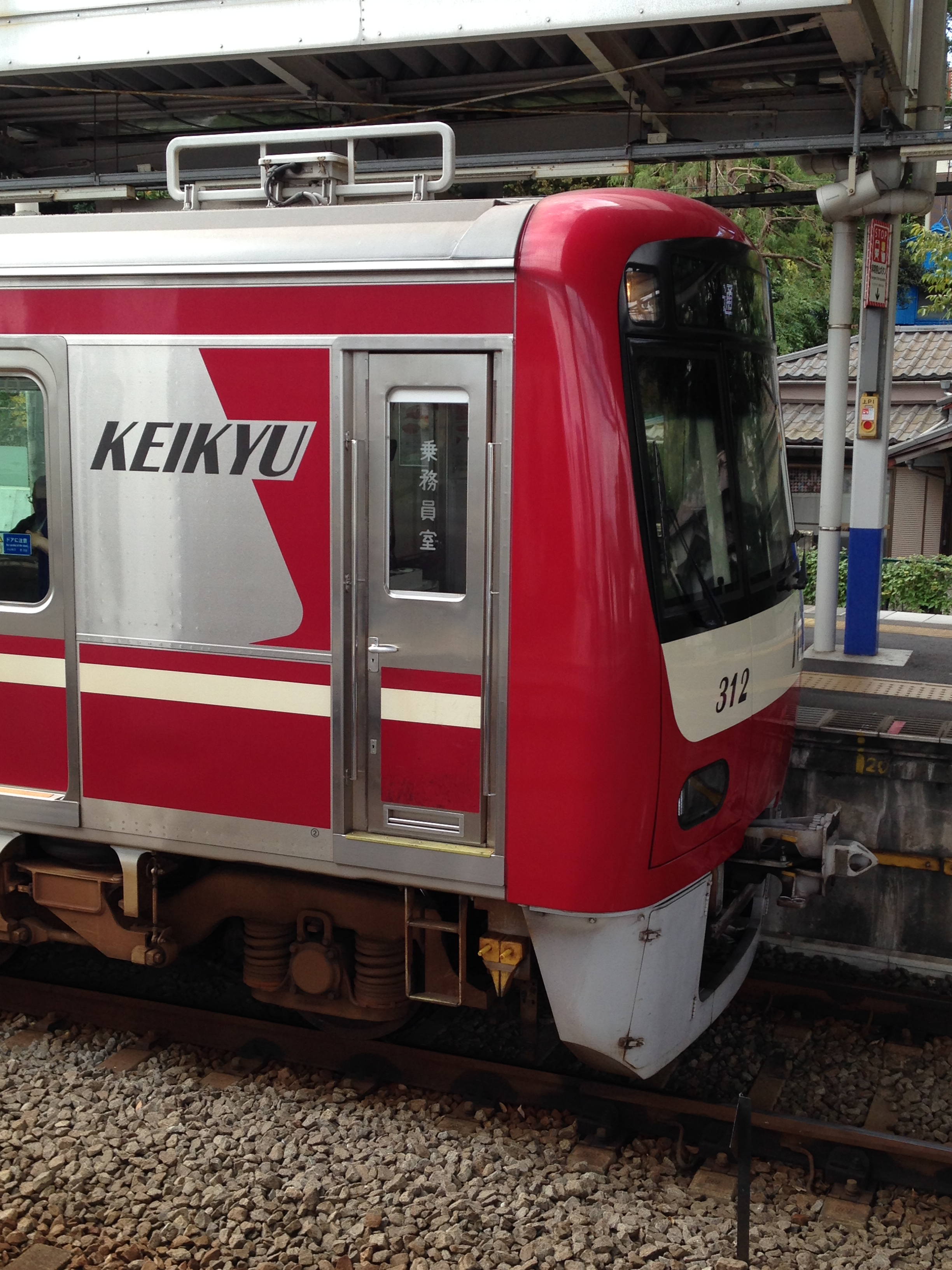
ステンレス車両の先頭部

6次車以降の車両では京急初の軽量ステンレス製車体とし、外板がベルトグラインダー仕上げの無塗装とされた。側面には京急のイメージカラーを踏襲した赤と白のカラーフィルムが貼り付けされた。前頭部は普通鋼製とされ、従来車同様赤く塗装された。前面はアルミ車のワイパーカバーを廃止し、形式番号は直接表記とされた。フロントガラスは貫通扉も含めて左右2分割から運転席前・貫通扉・左右前照灯・種別行先表示器の5分割構成となった。
側面はブロック共通化により表示器、表示灯は点対称に配置されている。
同時期製造の他社のステンレス車に対して車体幅、車体長、独自配置・寸法の下降窓、客室側窓には従来通りロールカーテンが設置されているなどの京急独自の特徴がある。高品質・高性能化とともにコストダウンが図られた。
雨樋・集電装置からの高圧配管が車体埋め込みから妻面に露出する形態となったほか、台枠から屋根に向かって車体が0.79度絞り込む台形断面状の車体となった。
屋根は歩み板が車体全長に渡って設けられ、滑り止めが施された。

### 内装

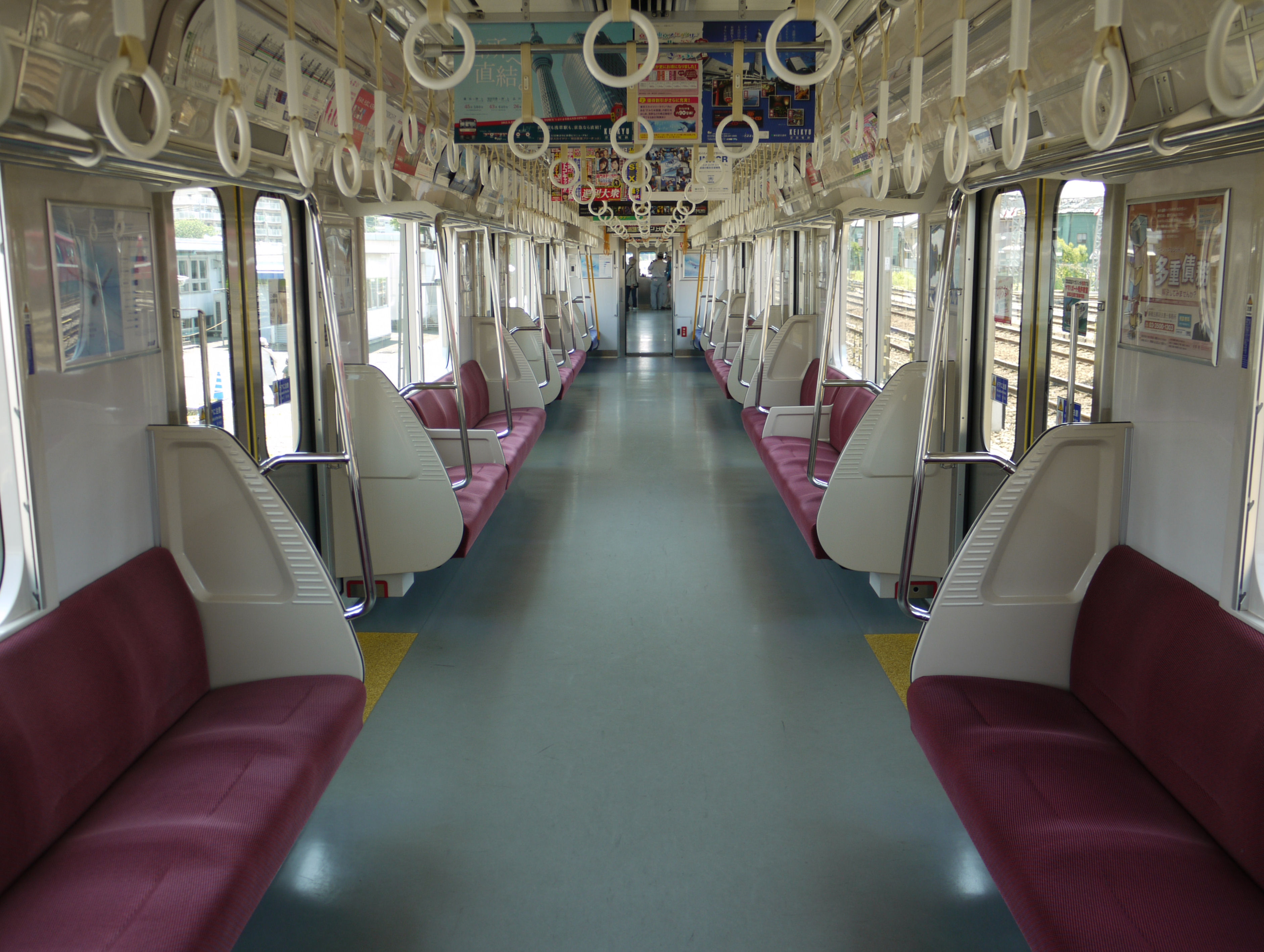
ステンレス車（デハ1482）の車内

内装はアルミ車同様に暖色系を採用し、温かみある親しみやすい空間を目指した。内張りはアルミ車同様の白色系化粧板を使用し、アルミ車ではアクセントとして側面より濃い色調とされていた妻面が側面の色調に統一された。床材についてもロンリウム材ではあるが、色調をグレー系へと変更した。中央天井部は空調ダクト・ラインフロー（冷風吹出口）一体成形の燃焼基準に適合したFRP製ユニット天井とされ、ラインデリア整風板の形状も変更された。
車端部の4人掛けクロスシートは5人掛けロングシートに変更され、京急では1993年（平成5年）製造の1500形の最終製造車以来14年ぶりのオールロングシート車となったが、5次車までと同様の座席の表地や1人分455 mm幅の片持ち式バケットタイプシート構造を採用している。座席端の袖仕切りと立席ポスト（握り棒）の仕切り板の色はピンク色からベージュ色に変更された。
客用ドアは車両メーカー標準品を採用、室内側を無塗装とし、客用ドアガラスは側窓と併せ濃色グリーンの単板の熱線吸収ガラスに変更された。各車両間の妻引戸は浦賀寄り先頭車を除き全車浦賀寄りに設置、戸閉め方式は傾斜式に変更され、ドアチェッカは廃止された。
客用ドア間の側窓はアルミ車と合わせられ、戸袋幅が圧縮されてその分窓の幅が広げられ、開口寸法はガラス2枚と間柱を合わせて2,475 mm、車端部では1,525 mmとなっている。中央に桟のある2枚分割構成で片側を開閉可能な一段下降式とし、1両あたり4か所が床面上1,240 mmまで開閉可能である。そのため、アルミ車両にあった排気扇は廃止されている。側窓枠はFRP製とされ、カーテンの色は青色に変更した。

### 運転台
| ステンレス車（デハ1464）の運転台 |  | 運転室に設置された非常用脱出はしご |
| ステンレス車（デハ1464）の運転台 |  | 運転室に設置された非常用脱出はしご |

踏切事故対策と運転操作性を考慮し、京急では1967年（昭和42年）の700形1次車以来40年ぶりとなる高運転台構造を採用、運転士用の座席と運転台を150 mm高くし、乗務員室を前後に200 mm拡大した。乗務員室背後の座席は廃止され、この場所側面にあった小窓も廃止された。乗務員室に非常用脱出はしごが設置された。運転席背後に非常用救出口が設けられたため、仕切部の窓が小型化された。運転席側のワイパーは1本となり、ワイパーカバーを廃止、貫通扉に手動式ワイパーが設置された。踏切事故対策として、前頭部はアルミ車両よりも1.5倍以上の強度向上がなされている。

### 主要機器
搭載機器は仕様が見直され、主制御器・主電動機が日本製となり、編成での機器配置も変更された。予備部品の共通化も考慮し、制御装置・主電動機は1500形VVVF化改造車で実績のあるものが採用された。
VVVFインバータ装置は日本製の2レベルIPM（保護機能付IGBT）・PGセンサレスベクトル制御(3300V/1200A)となり、電動機制御は1C4M2群方式に変更された。8連は三菱電機製、4連・6連は東洋電機製造製のインバータ装置を搭載する。主電動機は一時間定格155 kWの誘導電動機で、三菱電機製MB-5121-A形または東洋電機製造製TDK-6162A形を搭載する。両者とも原設計は4M2Tの6両編成を想定しており、電動車比率の高い4・8両編成では出力を抑えて使用している。
補助電源装置はメーカーが変更され、東芝製の静止形インバータ装置 (INV153-F0) を採用、8両編成・4両編成とも出力は170 kVAとなった。電動空気圧縮機 (CP) は三菱電機製のスクロール式CP（MBU1600-Y形）に変更され、省スペースと軽量化のため関連機器ごとステンレス製の一体箱に収納された。
集電装置、駆動装置、歯車比、空調装置、ブレーキ制御装置はアルミ車両と同一、台車は3次車以降と同一の円筒案内式TH-2100BM（電動台車）/TH-2100BT（付随台車）であるが、台枠構造の関係でボルスタアンカーの上部が内側に屈折している。
冷房装置は、アルミ車両と比較して屋根が高く、埋没深さが増えた結果、キセが薄くなっている。

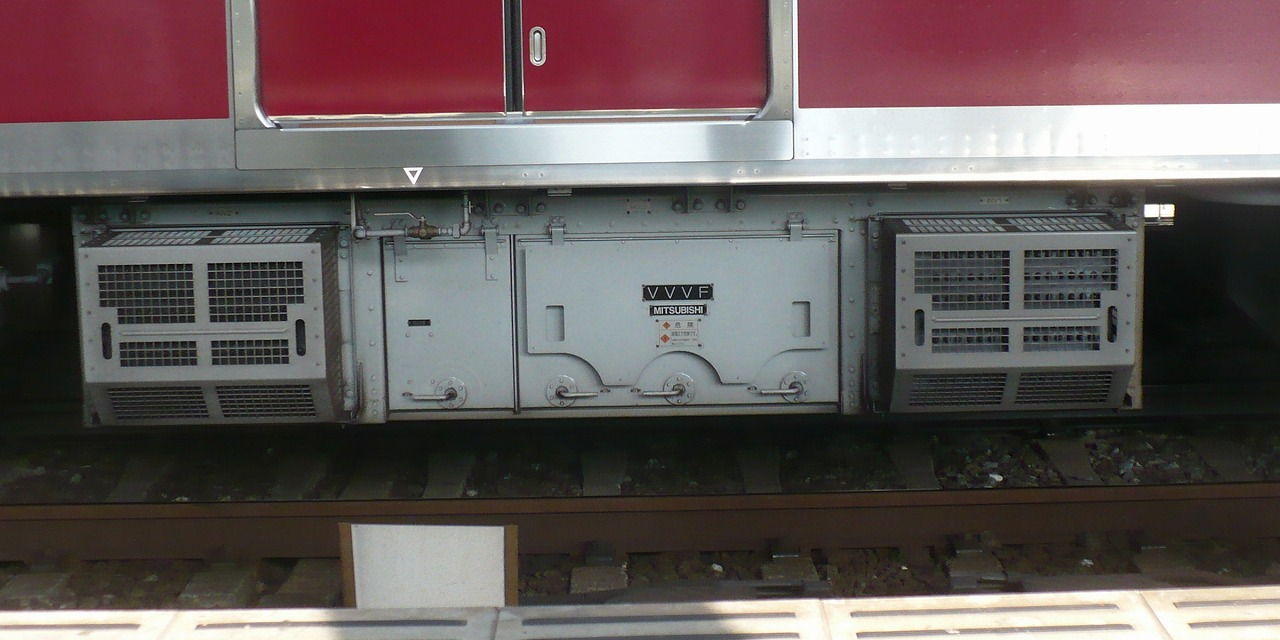
8両編成の三菱電機製VVVFインバータ装置（MAP-138-15V174形）
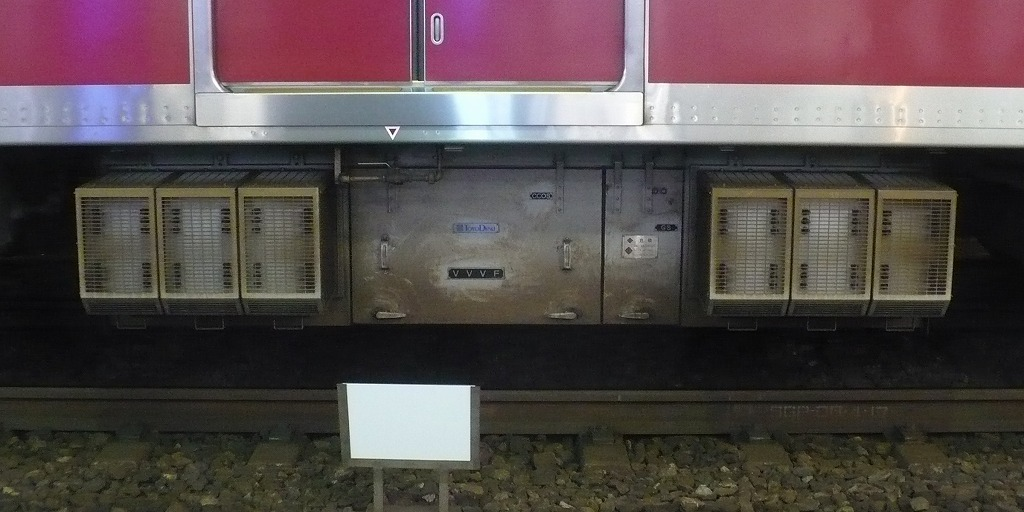
4両編成の東洋電機製造製VVVFインバータ装置（RG694B-M形）
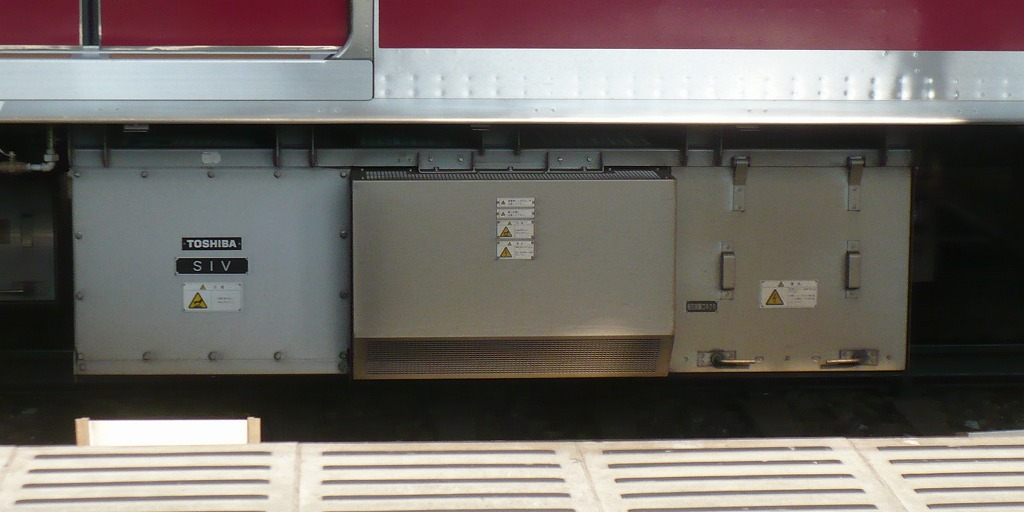
東芝製のSIV装置（INV153-F0形）
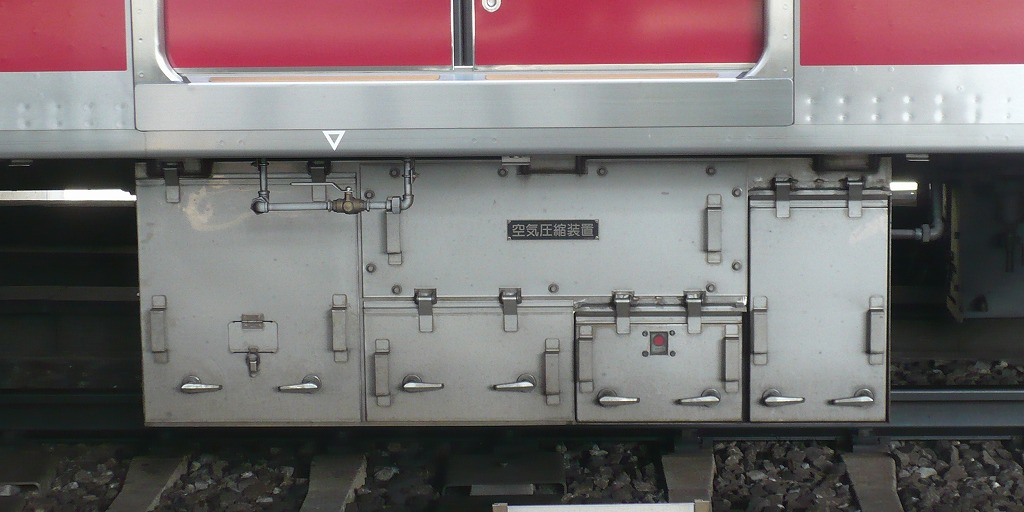
三菱電機製のスクロール式空気圧縮機（MBU1600-Y形）

### 製造時のバリエーション

#### 6次車
6次車は1073編成の8連1本が製造された。2007年（平成19年）3月に落成し、同年3月31日から営業運転に就いた。
|            | ← 浦賀品川 →      |                       |                 |                      |                  |                 |                       |                   |               |               |
| 号車       | 1                 | 2                     | 3               | 4                    | 5                | 6               | 7                     | 8                 | 製造 メーカー | 竣工時期      |
| 形式・車種 | デハ1000形 (M2uc) | ＜＞ デハ1000形 (M1u) | サハ1000形 (Tu) | ＞ デハ1000形 (M1u') | デハ1000形 (M2s) | サハ1000形 (Ts) | ＜＞ デハ1000形 (M1s) | デハ1000形 (M2sc) | 製造 メーカー | 竣工時期      |
| 搭載機器   | SIV・BT           | VVVF                  | CP              | VVVF                 |                  | CP              | VVVF                  | SIV・BT           | 製造 メーカー | 竣工時期      |
| 自重(t)    | 33.5 t            | 32.5 t                | 24.5 t          | 32.0 t               | 28.5 t           | 24.5 t          | 32.5 t                | 33.5 t            | 製造 メーカー | 竣工時期      |
| 車両番号   | 1073              | 1074                  | 1075            | 1076                 | 1077             | 1078            | 1079                  | 1080              | 東急          | 2007年3月13日 |

凡例
- VVVF：主制御器（1C4M2群）
- SIV：補助電源装置（静止形インバータ）
- CP：空気圧縮機
- BT：蓄電池

備考
- 以降、11次車までの1000番台の8両編成は東急車輛製（12次車以降は総合車両製作所横浜事業所製）、1400番台の4両編成は川崎重工製である。
- パンタグラフは、M1u・M1sに2基と、M1u'の品川方に1基を搭載する。
- 凡例は以降の次車で共通である。

#### 7次車
2008年1月 - 2月に8両編成2本、16両が竣工した。6次車とほぼ同等の仕様であるが、以下の点が変更されている。
- 車内設備
  - 優先席部に縦手すりが追加された[88]。
  - 客用ドアの室内側の戸当たり部分に黄色のマーキングテープが当初より貼り付けされている[88]。
  - 貫通扉は傾斜式であるが、隙間をなくすためにゴムを装着したため、貫通扉の下の端にあったレールを廃止した[88]。

- 乗務員設備
  - 運転状況記録装置が当初より設置されている[89]。
  - 乗降のしやすさと安全性向上のため、乗務員室側出入り口の手すりが6次車での上下2点止めから、中間にも支持部を設け3点止めとなった[90]。

|            | ← 浦賀品川 →      |                  |                 |                  |                  |                 |                  |                   |               |               |
| 号車       | 1                 | 2                | 3               | 4                | 5                | 6               | 7                | 8                 | 製造 メーカー | 竣工時期      |
| 形式・車種 | デハ1000形 (M2uc) | デハ1000形 (M1u) | サハ1000形 (Tu) | デハ1000形 (M1u) | デハ1000形 (M2s) | サハ1000形 (Ts) | デハ1000形 (M1s) | デハ1000形 (M2sc) | 製造 メーカー | 竣工時期      |
| 車両番号   | 1081              | 1082             | 1083            | 1084             | 1085             | 1086            | 1087             | 1088              | 東急          | 2008年1月21日 |
| 車両番号   | 1089              | 1090             | 1091            | 1092             | 1093             | 1094            | 1095             | 1096              | 東急          | 2008年2月8日  |

#### 8次車
2008年9月 - 12月にかけて8両編成3本、4両編成2本の32両が竣工した。ステンレス車体の4両編成、川崎重工業製が含まれる。4両編成は全車電動車で、中間に付随車2両を挟むことで6両編成が組成出来るよう設計され、品川寄り中間電動車には付随車への給電用パンタグラフの準備工事が行われている。6・7次車とほぼ同様だが、以下の部分が変更された。
- 車体
  - 空調装置横のランボード形状を変更[92]。
  - 車側灯を白熱灯からLEDに変更[90]。
- 車内設備
  - バリアフリー対応のため、床敷物のドア周りに黄色を入れ、優先席付近をブルーにするなど客室内の配色が一部変更され[93][94]、立席ポスト（握り棒）に黄色の塗装と滑り止め加工を施工した[95]。
  - 立ち座りの補助として袖仕切に横手すりを追加[95]。

|            | ← 浦賀品川 →      |                  |                 |                  |                  |                 |                  |                   |               |                |
| 号車       | 1                 | 2                | 3               | 4                | 5                | 6               | 7                | 8                 | 製造 メーカー | 竣工時期       |
| 形式・車種 | デハ1000形 (M2uc) | デハ1000形 (M1u) | サハ1000形 (Tu) | デハ1000形 (M1u) | デハ1000形 (M2s) | サハ1000形 (Ts) | デハ1000形 (M1s) | デハ1000形 (M2sc) | 製造 メーカー | 竣工時期       |
| 車両番号   | 1097              | 1098             | 1099            | 1100             | 1101             | 1102            | 1103             | 1104              | 東急          | 2008年10月27日 |
| 車両番号   | 1105              | 1106             | 1107            | 1108             | 1109             | 1110            | 1111             | 1112              | 東急          | 2008年11月17日 |
| 車両番号   | 1113              | 1114             | 1115            | 1116             | 1117             | 1118            | 1119             | 1120              | 東急          | 2008年12月15日 |

|            | ← 浦賀品川 →       |                      |                      |                    |               |               |
| 号車       | 1                  | 2                    | 3                    | 4                  | 製造 メーカー | 竣工時期      |
| 形式・車種 | デハ1000形 (M2uc1) | ＜ デハ1000形 (M1u1) | ＜ デハ1000形 (M1s1) | デハ1000形 (M2sc1) | 製造 メーカー | 竣工時期      |
| 搭載機器   | SIV・CP・BT        | VVVF                 | VVVF                 | SIV・CP・BT        | 製造 メーカー | 竣工時期      |
| 自重(t)    | 34.5 t             | 32.5 t               | 32.5 t               | 34.5 t             | 製造 メーカー | 竣工時期      |
| 車両番号   | 1449               | 1450                 | 1451                 | 1452               | 川重          | 2008年9月22日 |
| 車両番号   | 1453               | 1454                 | 1455                 | 1456               | 川重          | 2008年9月22日 |

- 4両編成のパンタグラフは、各中間車の浦賀方にそれぞれ1基を搭載する[97]。M1s車には6両編成化を考慮したパンタグラフの準備工事が施されている[6]。

#### 9次車
2009年度には4両編成8本、32両が竣工した。仕様は8次車と同一である。
|            | ← 浦賀品川 →      |                  |                  |                   |               |               |
| 号車       | 1                 | 2                | 3                | 4                 | 製造 メーカー | 竣工時期      |
| 形式・車種 | デハ1000形 (M2uc) | デハ1000形 (M1u) | デハ1000形 (M1s) | デハ1000形 (M2sc) | 製造 メーカー | 竣工時期      |
| 車両番号   | 1457              | 1458             | 1459             | 1460              | 川重          | 2009年4月1日  |
| 車両番号   | 1461              | 1462             | 1463             | 1464              | 川重          | 2009年4月1日  |
| 車両番号   | 1465              | 1466             | 1467             | 1468              | 川重          | 2009年4月3日  |
| 車両番号   | 1469              | 1470             | 1471             | 1472              | 川重          | 2009年4月3日  |
| 車両番号   | 1473              | 1474             | 1475             | 1476              | 川重          | 2009年5月22日 |
| 車両番号   | 1477              | 1478             | 1479             | 1480              | 川重          | 2009年5月22日 |
| 車両番号   | 1481              | 1482             | 1483             | 1484              | 川重          | 2009年6月4日  |
| 車両番号   | 1485              | 1486             | 1487             | 1488              | 川重          | 2009年6月4日  |

#### 10次車
2010年度には、同年7月17日に開業した京成成田スカイアクセス線の開業準備用として製造された8両編成3本と、4両編成1本の計28両が竣工した。この10次車ではバリアフリー設備の充実のため、一部で仕様の見直しが実施された。
- 車内設備
  - 車内では600形更新車で採用した内容をフィードバックし、ドア上部への液晶ディスプレイ（LCD・17インチワイド形）方式の車内案内表示器（映像情報配信装置・トレインビジョン・VIS）を設置した[95][100]（コイト電工製[101]）。液晶モニタは2画面が設置され、左側を広告動画表示用として、右側は次駅案内や乗り換え案内等の旅客案内用として使用する[102]。
    - 2020年頃にソフトウェアが17次車以降と同様のものに変更されている[101]。

  - ドア上部点検フタ下部にドア開閉時に赤く点滅するドア開閉表示灯を追加し[95]、客用ドア車外下部のクツズリ部に黄色の注意表記を貼り付けた[103]。
  - 6次車より搭載している乗務員室背面収納の非常用ハシゴを車両側面用から、トンネル内での使用に備えて前面貫通扉にも使用できるよう改良された。6 - 9次車でも順次改良を実施[102]。

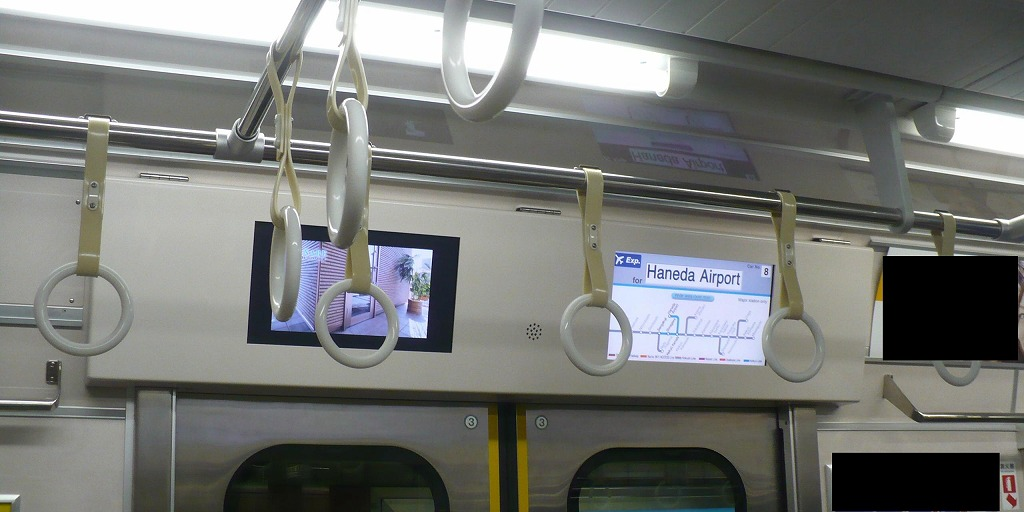
10次車の案内表示器
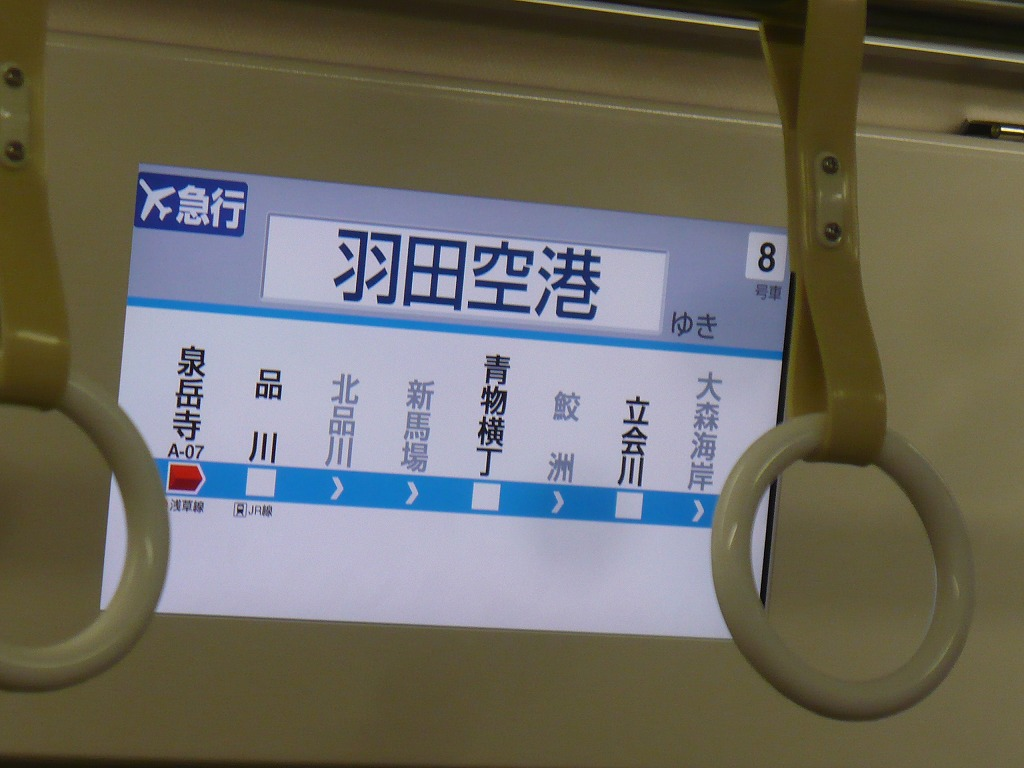
案内表示画面

- 乗務員設備
  - 運転台には他社線（特に京成本線と成田スカイアクセス線内）で使用する乗務員支援情報（運行情報など）や停車予告機能を有する車上情報管理装置を設置し、運転台計器盤にモニター画面が設けられた[95][102]。8両編成は登場時より成田スカイアクセス線乗り入れに対応[95]。9次車以前の全車もSR無線設置に合わせ、同装置を改造で取り付けている[90]。
  - それまで品川方でしか行えなかった行先表示機の設定が浦賀方の運転台でも行えるようになった[104]。
  - 乗務員室昇降ステップ、くつずり部に滑り止めが施工された[103]。
  - 品川方の乗務員室内にFOMAアンテナを設置した（SR無線設置に伴い撤去）[90]。

|            | ← 浦賀品川 →      |                  |                 |                  |                  |                 |                  |                   |               |               |               |
| 号車       | 1                 | 2                | 3               | 4                | 5                | 6               | 7                | 8                 | 製造 メーカー | 竣工時期      | 廃車          |
| 形式・車種 | デハ1000形 (M2uc) | デハ1000形 (M1u) | サハ1000形 (Tu) | デハ1000形 (M1u) | デハ1000形 (M2s) | サハ1000形 (Ts) | デハ1000形 (M1s) | デハ1000形 (M2sc) | 製造 メーカー | 竣工時期      | 廃車          |
| 車両番号   | 1121              | 1122             | 1123            | 1124             | 1125             | 1126            | 1127             | 1128              | 東急          | 2010年5月10日 |               |
| 車両番号   | 1129              | 1130             | 1131            | 1132             | 1133             | 1134            | 1135             | 1136              | 東急          | 2010年6月2日  |               |
| 車両番号   | 1137              | 1138             | 1139            | 1140             | 1141             | 1142            | 1143             | 1144              | 東急          | 2010年6月21日 | 2020年3月15日 |

- 1137編成は2019年9月の京急本線での踏切事故により廃車

|            | ← 浦賀品川 →      |                  |                  |                   |               |               |
| 号車       | 1                 | 2                | 3                | 4                 | 製造 メーカー | 竣工時期      |
| 形式・車種 | デハ1000形 (M2uc) | デハ1000形 (M1u) | デハ1000形 (M1s) | デハ1000形 (M2sc) | 製造 メーカー | 竣工時期      |
| 車両番号   | 1489              | 1490             | 1491             | 1492              | 川重          | 2011年3月17日 |

#### 11次車
2011年度には8両編成1本、6両編成3本の26両が竣工した。従来は8両編成と4両編成のみ製造されていたが、今回より800形の置き換えを目的として6両編成が登場した。2011年度の6両編成は全車川崎重工で製造され、6両編成の車両番号は「1300番台」に区分されている。6両編成は先頭部の電気連結器を装備していないが、運用変更への対応を考慮して8両編成または4両編成への変更が可能な編成形態となっている。
- 車内設備
  - 2012年3月以降導入の車両は車内照明が直管蛍光灯からLED照明に変更された[108][109]。
- 乗務員設備
  - これまでの編成では複数の操作盤を設けると並列動作となって誤動作や機器の故障を招く恐れがあった為[110]に品川寄り先頭車の乗務員室内にのみ設置されていた空調装置操作器を品川寄り先頭車のみから、両先頭車への設置に変更した[107]。

|            | ← 浦賀品川 →      |                  |                 |                  |                  |                 |                  |                   |               |               |
| 号車       | 1                 | 2                | 3               | 4                | 5                | 6               | 7                | 8                 | 製造 メーカー | 竣工時期      |
| 形式・車種 | デハ1000形 (M2uc) | デハ1000形 (M1u) | サハ1000形 (Tu) | デハ1000形 (M1u) | デハ1000形 (M2s) | サハ1000形 (Ts) | デハ1000形 (M1s) | デハ1000形 (M2sc) | 製造 メーカー | 竣工時期      |
| 車両番号   | 1145              | 1146             | 1147            | 1148             | 1149             | 1150            | 1151             | 1152              | 東急          | 2012年1月10日 |

|            | ← 浦賀品川 →       |                      |                  |                  |                        |                    |               |               |
| 号車       | 1                  | 2                    | 3                | 4                | 5                      | 6                  | 製造 メーカー | 竣工時期      |
| 形式・車種 | デハ1000形 (M2uc1) | ＜ デハ1000形 (M1u1) | サハ1000形 (Tu1) | サハ1000形 (Ts1) | ＜＞ デハ1000形 (M1s1) | デハ1000形 (M2sc1) | 製造 メーカー | 竣工時期      |
| 搭載機器   | SIV・CP・BT        | VVVF                 |                  |                  | VVVF                   | SIV・CP・BT        | 製造 メーカー | 竣工時期      |
| 自重(t)    | 34.5 t             | 32.5 t               | 24.0 t           | 24.0 t           | 32.5 t                 | 34.5 t             | 製造 メーカー | 竣工時期      |
| 車両番号   | 1301               | 1302                 | 1303             | 1304             | 1305                   | 1306               | 川重          | 2011年4月15日 |
| 車両番号   | 1307               | 1308                 | 1309             | 1310             | 1311                   | 1312               | 川重          | 2011年4月22日 |
| 車両番号   | 1313               | 1314                 | 1315             | 1316             | 1317                   | 1318               | 川重          | 2012年3月9日  |

- 6両編成ではM1u車浦賀寄りに1基、M1s車に2基のパンタグラフが搭載された[106][116]。

#### 12次車
2012年（平成24年）度には8両編成1本、6両編成2本の20両が竣工した。1153編成は総合車両製作所が発足後最初に鉄道事業者に引き渡された車両で、同社を出場した2012年4月6日に出場記念のテープカットが行われている。
- 全車LED車内照明を採用[107]。

|            | ← 浦賀品川 →      |                  |                 |                  |                  |                 |                  |                   |               |              |
| 号車       | 1                 | 2                | 3               | 4                | 5                | 6               | 7                | 8                 | 製造 メーカー | 竣工時期     |
| 形式・車種 | デハ1000形 (M2uc) | デハ1000形 (M1u) | サハ1000形 (Tu) | デハ1000形 (M1u) | デハ1000形 (M2s) | サハ1000形 (Ts) | デハ1000形 (M1s) | デハ1000形 (M2sc) | 製造 メーカー | 竣工時期     |
| 車両番号   | 1153              | 1154             | 1155            | 1156             | 1157             | 1158            | 1159             | 1160              | 総車          | 2012年4月6日 |

|            | ← 浦賀品川 →      |                  |                 |                 |                  |                   |               |               |
| 号車       | 1                 | 2                | 3               | 4               | 5                | 6                 | 製造 メーカー | 竣工時期      |
| 形式・車種 | デハ1000形 (M2uc) | デハ1000形 (M1u) | サハ1000形 (Tu) | サハ1000形 (Ts) | デハ1000形 (M1s) | デハ1000形 (M2sc) | 製造 メーカー | 竣工時期      |
| 車両番号   | 1319              | 1320             | 1321            | 1322            | 1323             | 1324              | 川重          | 2012年4月17日 |
| 車両番号   | 1325              | 1326             | 1327            | 1328            | 1329             | 1330              | 川重          | 2012年4月24日 |

#### 13次車

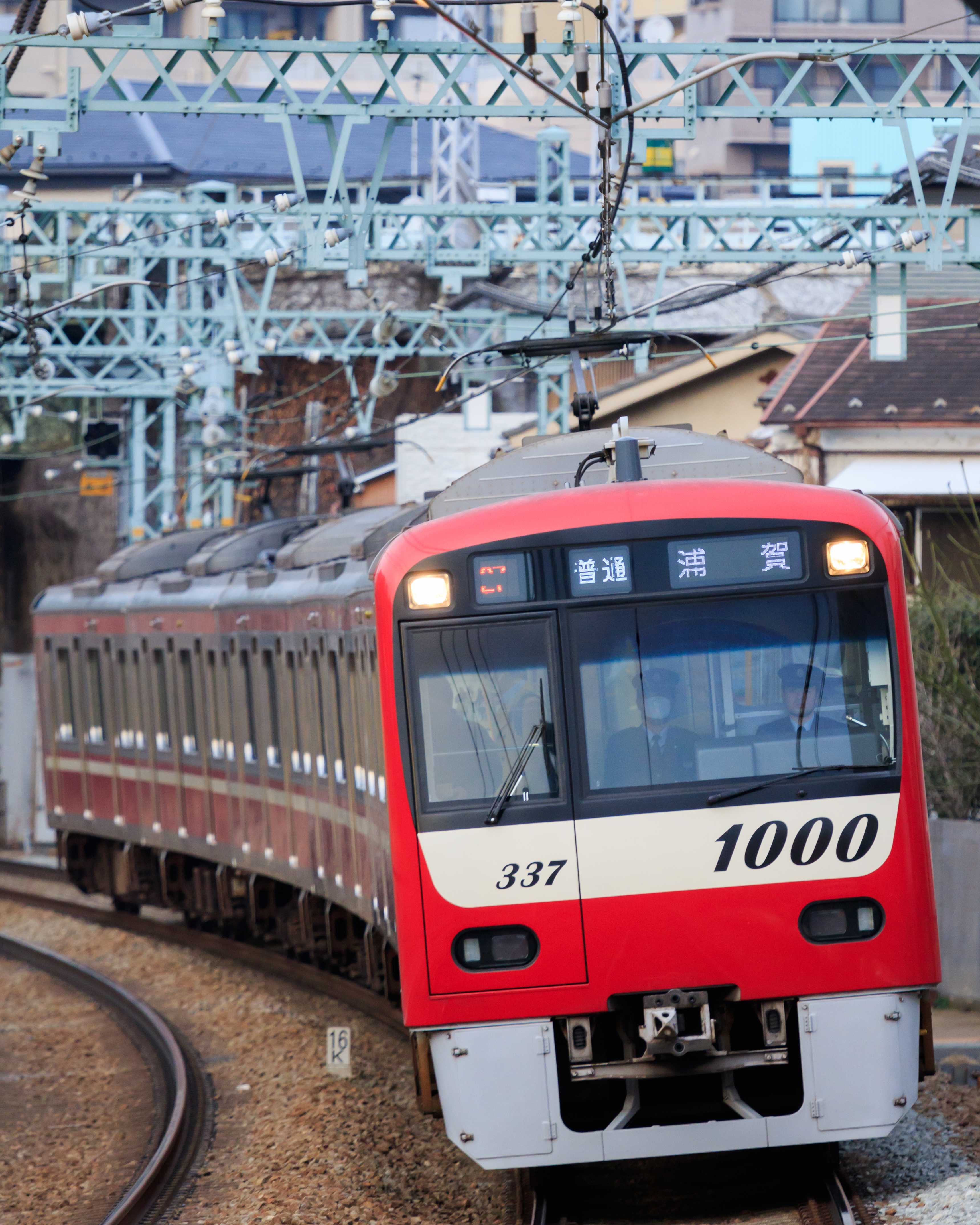
京急新1000形13次車（6両固定 1337 - 1342）
（2017年3月5日 花月園前（現：花月総持寺）駅）

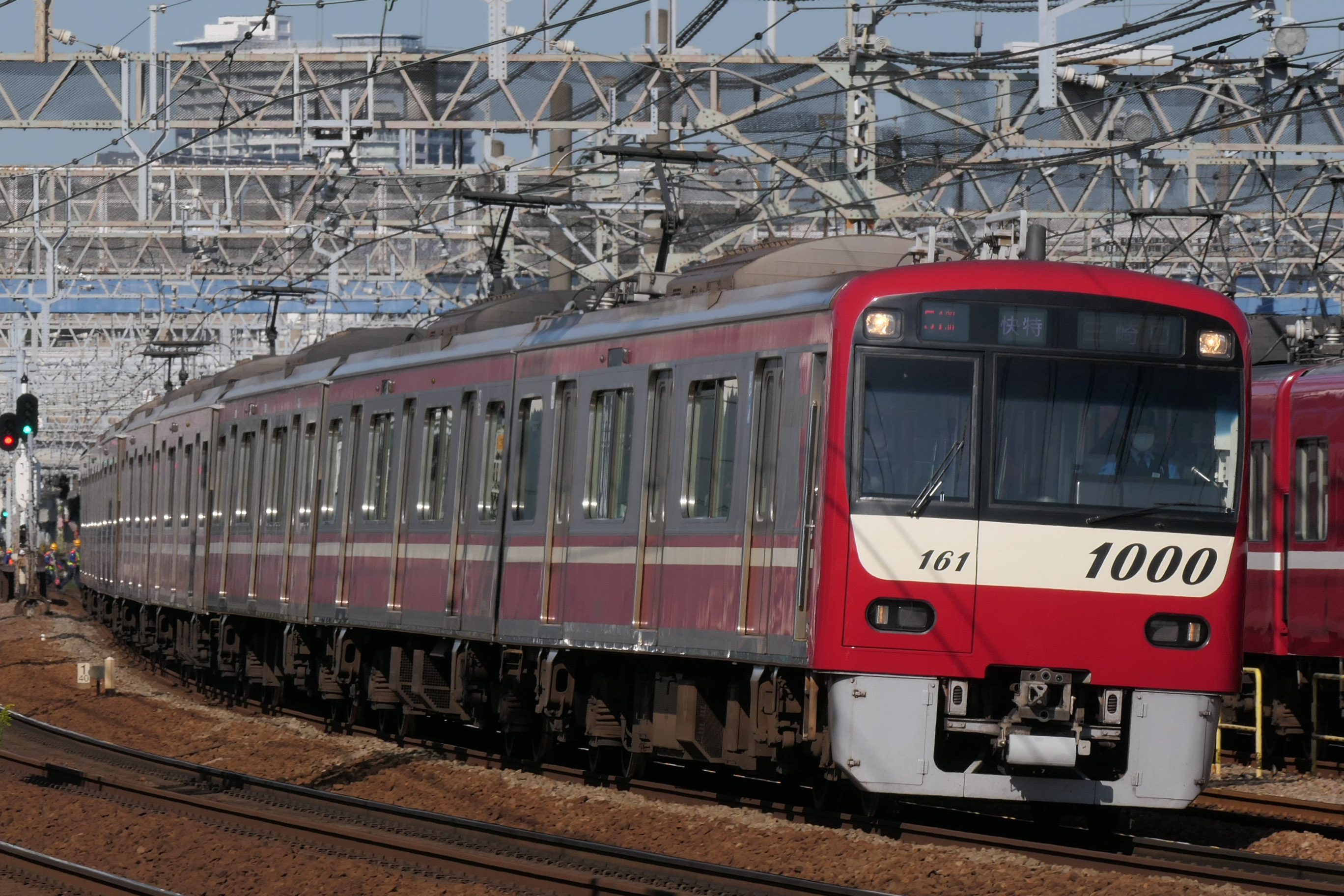
京急新1000形13次車（8両固定 1161 - 1168）
（2020年10月27日 金沢文庫駅 - 金沢八景駅間）

2013年（平成25年）度には13次車として8両編成1本、6両編成2本の20両が竣工した。1161編成は土砂崩れに乗り上げて脱線し廃車となった1500形1701編成の代替となっている。
- 車体
  - 屋根上に空間波列車無線アンテナの取り付け準備を実施した[92]（1基。その後、12次車以前の車両も改造で取り付け[92]）。
- 車内設備
  - 座席間の仕切板を廃止し、中間仕切りをポールのみのタイプに変更[92][104]（一人当たりの座席幅拡大を目的に実施、8人掛けで約60mm拡大[104]）。
  - 車内ドア上部の車内案内表示器を2画面から、広告用の1画面を廃止した[92]。これに合わせて、10 - 12次車も1画面化改造を実施した[92]。
- 走行機器
  - 6両編成では、梅屋敷駅の高架化が完了しホームが6両対応になったことから、ドアカットを行う際に必要となるADL (自動扉切放装置) の設置が省略された[124]。

|            | ← 浦賀品川 →      |                  |                 |                  |                  |                 |                  |                   |               |               |
| 号車       | 1                 | 2                | 3               | 4                | 5                | 6               | 7                | 8                 | 製造 メーカー | 竣工時期      |
| 形式・車種 | デハ1000形 (M2uc) | デハ1000形 (M1u) | サハ1000形 (Tu) | デハ1000形 (M1u) | デハ1000形 (M2s) | サハ1000形 (Ts) | デハ1000形 (M1s) | デハ1000形 (M2sc) | 製造 メーカー | 竣工時期      |
| 車両番号   | 1161              | 1162             | 1163            | 1164             | 1165             | 1166            | 1167             | 1168              | 総車          | 2013年8月27日 |

|            | ← 浦賀品川 →      |                  |                 |                 |                  |                   |               |              |
| 号車       | 1                 | 2                | 3               | 4               | 5                | 6                 | 製造 メーカー | 竣工時期     |
| 形式・車種 | デハ1000形 (M2uc) | デハ1000形 (M1u) | サハ1000形 (Tu) | サハ1000形 (Ts) | デハ1000形 (M1s) | デハ1000形 (M2sc) | 製造 メーカー | 竣工時期     |
| 車両番号   | 1331              | 1332             | 1333            | 1334            | 1335             | 1336              | 川重          | 2014年1月7日 |
| 車両番号   | 1337              | 1338             | 1339            | 1340            | 1341             | 1342              | 川重          | 2014年3月7日 |

#### 14次車

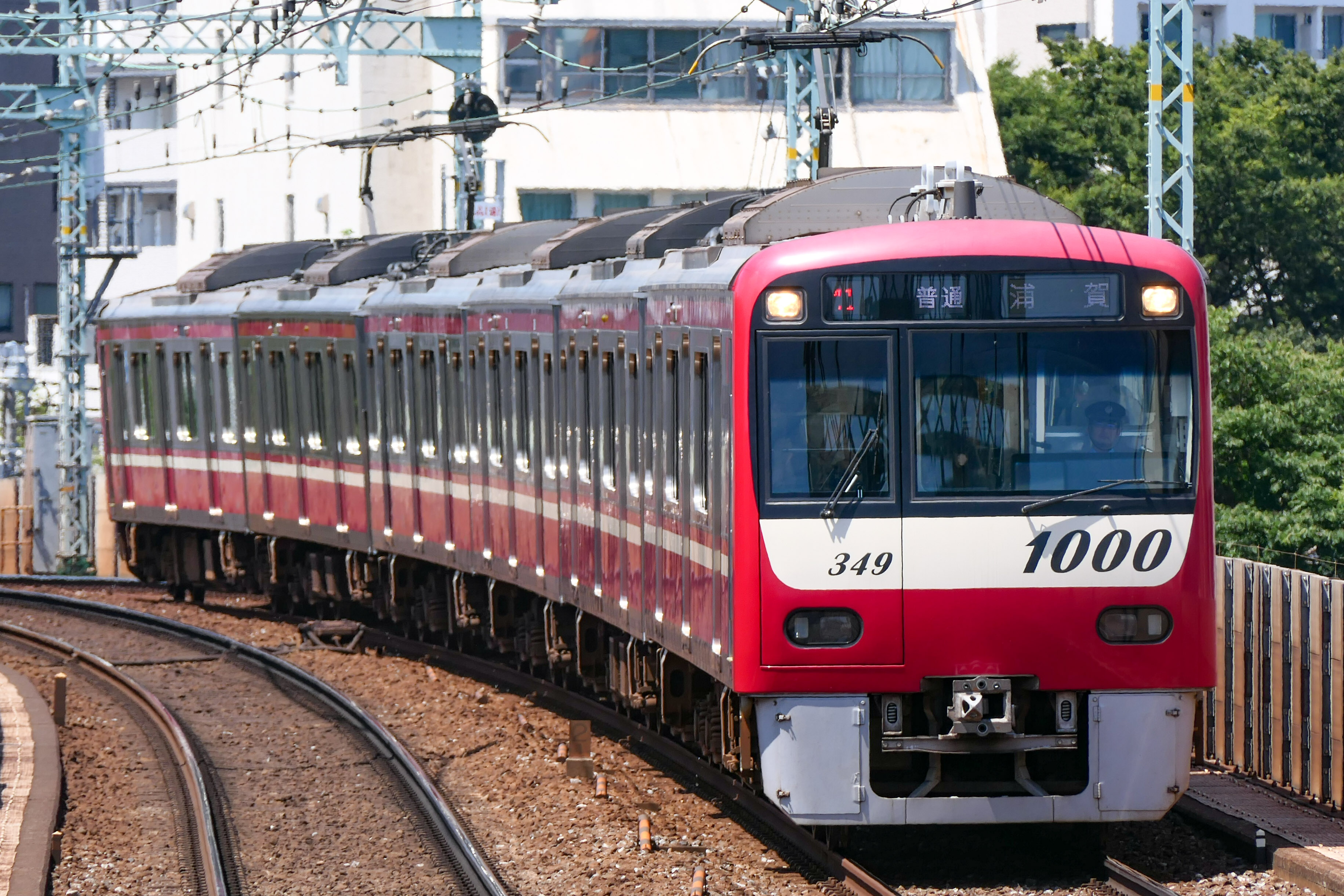
京急新1000形14次車（6両固定 1349 - 1354）
（2021年7月17日 新馬場駅）

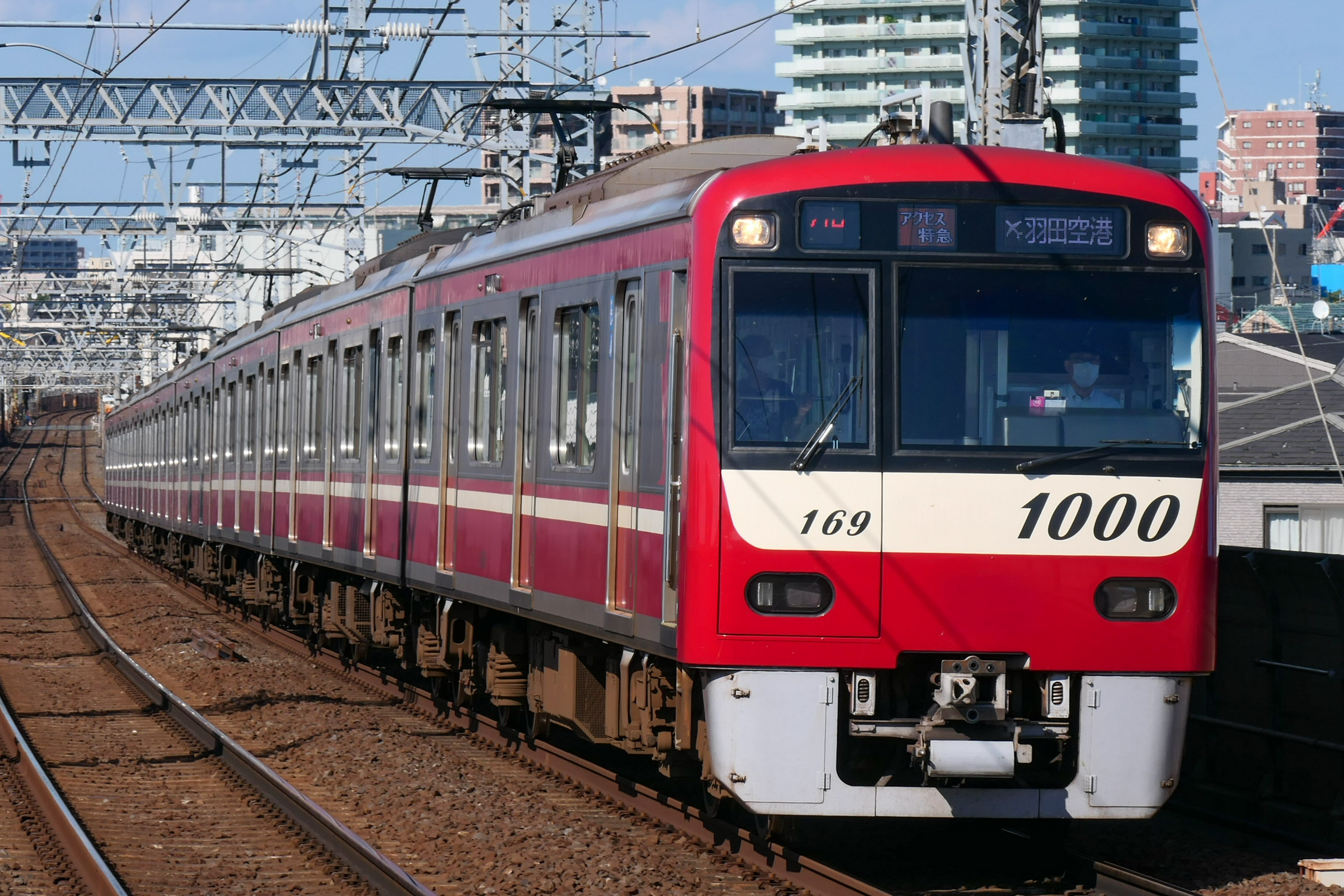
京急新1000形14次車（8両固定 1169 - 1176）
（2021年7月17日 四ツ木駅）

2014年（平成26年）度には14次車として8両編成1本、6両編成3本の26両が竣工した。
- 車体
  - 2014年6月以降導入の車両において行先表示器が白色LEDからフルカラーLEDに変更された。

|            | ← 浦賀品川 →      |                  |                 |                  |                  |                 |                  |                   |               |               |
| 号車       | 1                 | 2                | 3               | 4                | 5                | 6               | 7                | 8                 | 製造 メーカー | 竣工時期      |
| 形式・車種 | デハ1000形 (M2uc) | デハ1000形 (M1u) | サハ1000形 (Tu) | デハ1000形 (M1u) | デハ1000形 (M2s) | サハ1000形 (Ts) | デハ1000形 (M1s) | デハ1000形 (M2sc) | 製造 メーカー | 竣工時期      |
| 車両番号   | 1169              | 1170             | 1171            | 1172             | 1173             | 1174            | 1175             | 1176              | 総車          | 2014年6月24日 |

|            | ← 浦賀品川 →      |                  |                 |                 |                  |                   |               |               |
| 号車       | 1                 | 2                | 3               | 4               | 5                | 6                 | 製造 メーカー | 竣工時期      |
| 形式・車種 | デハ1000形 (M2uc) | デハ1000形 (M1u) | サハ1000形 (Tu) | サハ1000形 (Ts) | デハ1000形 (M1s) | デハ1000形 (M2sc) | 製造 メーカー | 竣工時期      |
| 車両番号   | 1343              | 1344             | 1345            | 1346            | 1347             | 1348              | 川重          | 2014年4月22日 |
| 車両番号   | 1349              | 1350             | 1351            | 1352            | 1353             | 1354              | 川重          | 2014年5月22日 |
| 車両番号   | 1355              | 1356             | 1357            | 1358            | 1359             | 1360              | 川重          | 2014年8月8日  |

#### 15次車

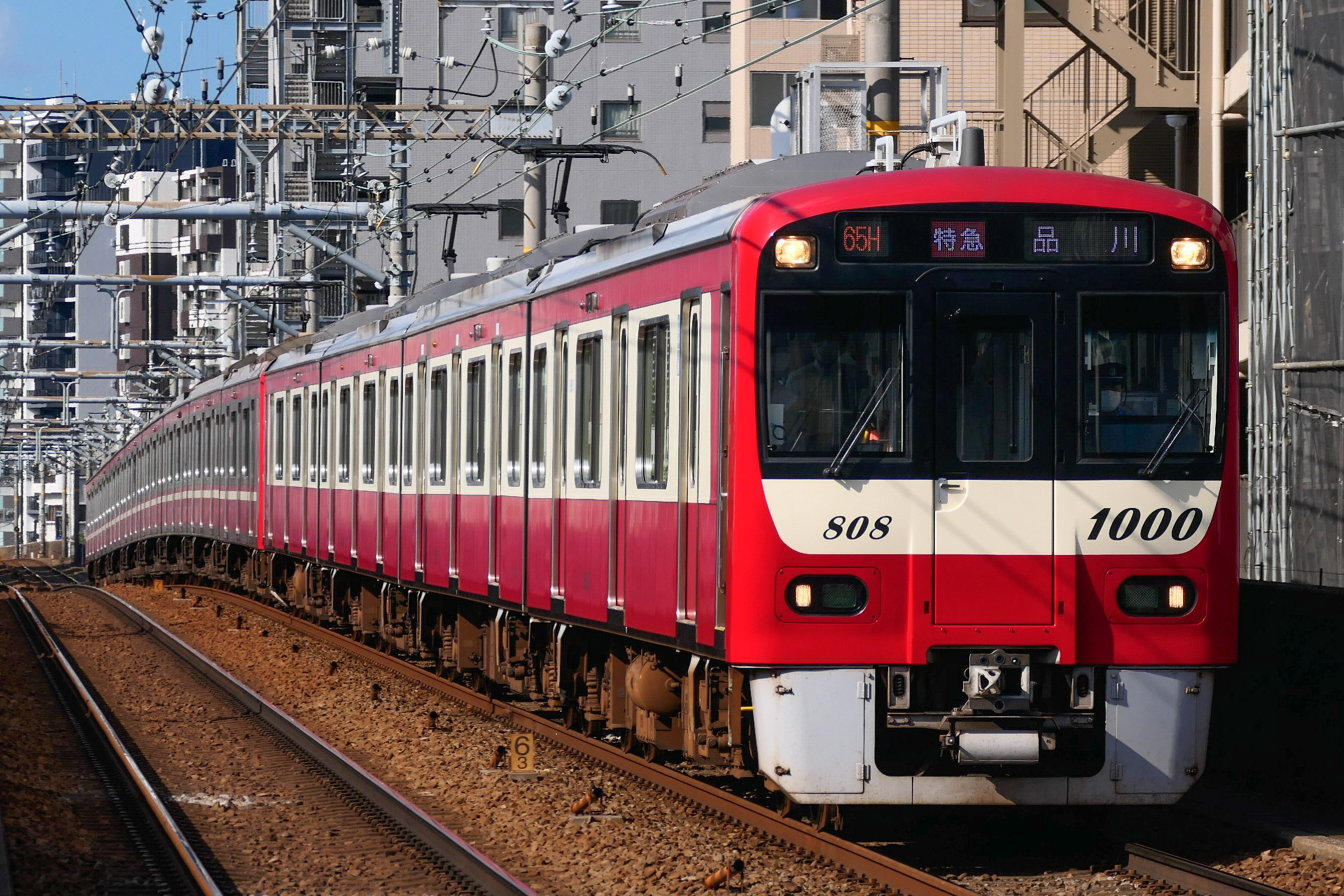
京急新1000形15次車（4両固定 1805-1808）
（2025年7月10日 立会川駅）

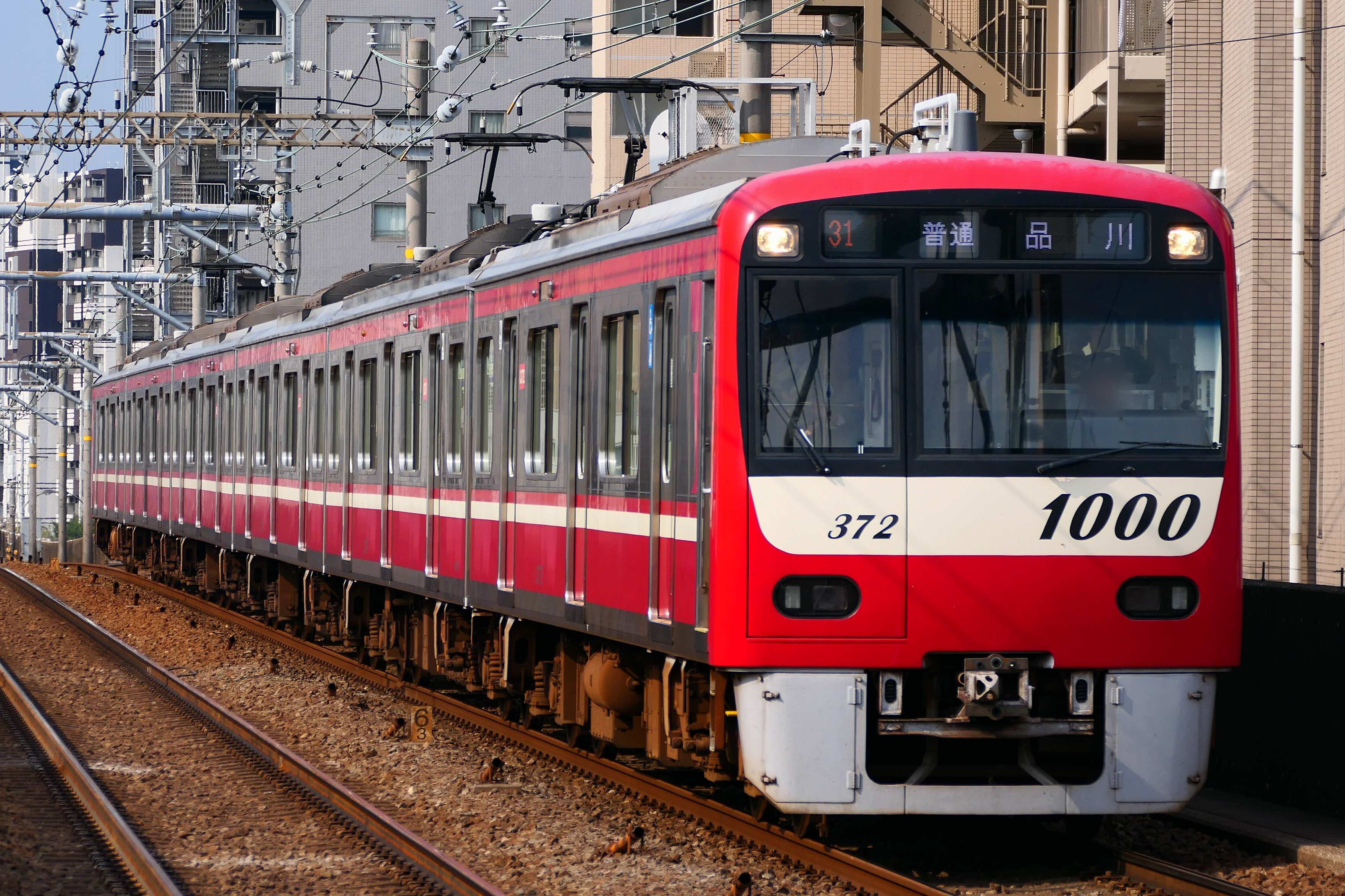
京急新1000形15次車（6両固定 1367-1372）
（2023年7月19日 立会川駅）

2015年（平成27年）度には15次車として6両編成2本、4両編成2本が竣工した。
- 車体
  - 側面表示器が種別行先一体のものに変更された。
  - 屋根上では空間波列車無線アンテナの取り付けを実施した（1基）[92]。

- 走行機器
  - 1367編成のみ、東芝製SEA-548 永久磁石同期電動機（PMSM）と4台の主電動機を1台で制御するSVF102-G0主制御装置が採用された[128][129]。主電動機出力はメーカー標準の190 kWとなっており[128]、出力を抑えて使用している[130]。主制御装置の変更により、中間電動車2両の車重がそれぞれ0.5 t増加している[82]。

4両編成は、初めての総合車両製作所製となり、「初代1000形みたいな使い方が、今の1000形でも出来ればよい」と言う事から、浅草線直通用の8両編成が不足した際に2編成を連結して直通運用に使用できるよう各部の仕様が変更された。車両番号も「1800番台」に区分されている。
- 車体
  - 先頭車前面の貫通扉が車体中央に移設され、貫通路として使用できるよう変更された。2編成を貫通する際は、正面貫通扉、折り戸を使用して運転席を仕切るとともに、床面との段差解消のためのスロープと一体化した渡り板と貫通幌を取り付けることで編成間の通路を構成する[134][135]。貫通路を使用しない場合は渡り板を取り外す必要があるが、幌を取り付けたまま走行できるよう金具で固定されている[135][136]。最初は枠の上にあったが、後に前面の表示が見えにくい事から側面に移設された[131]。
  - 貫通路部以外の台枠の形状を従来車に揃えるため、扉付近を除き裾が絞られた[131]。
  - 「伝統的な塗装を再現したい」との社内要望を受け、ステンレス製のまま塗装することも検討されたが、コストやメンテナンスで有利な幅広の赤色と白色のカラーフィルムが貼付された[135]。窓枠や客室扉と乗務員室扉の周りは曲線がきつくカラーフィルムが貼れないこと、洗車時にはがれやすくなることからフィルムは貼り付けされていない[135]。
  - 従来の前面構造のまま貫通幌取り付け面を平面とすると貫通幌取り付け面が突出してしまうため、前面の曲面構成が変更された[135]。
  - 標識灯・尾灯は従来電球の交換容易化のため車体内側から取り付けられていたが、運転台構造の変更により内側からアクセスできなくなったため、外側から取り付ける構造に変更の上、電球交換の頻度を減らすため、LED化された[135]。LEDは新開発の電球色のものが採用された[135]。尾灯の内部基盤は緑色のままである為、消灯時に外部から光が当てられると緑色が見えることがある[131]。
- 車内設備
  - 運転室と客室の間の仕切り扉は貫通路を使用した際、車両間を自動で仕切らなければならない新火災対策への対応の容易化から引き戸に変更[134]し、貫通路使用時に自閉する仕様とされた[131]。また、戸袋の確保のため非常脱出用梯子の収納部が客室側に張り出す構造となった[134]。
- 乗務員設備
  - 運転台前の日除けをプラ製の遮光板から、カーテン式に変更した[92]。
  - 運転席のスイッチ類の一部は壁面に移設され、従来運転席コンソールに埋め込まれていたモニタも別体化されて上方に移動している[134]。

|            | ← 浦賀品川 →      |                  |                 |                 |                  |                   |               |              |
| 号車       | 1                 | 2                | 3               | 4               | 5                | 6                 | 製造 メーカー | 竣工時期     |
| 形式・車種 | デハ1000形 (M2uc) | デハ1000形 (M1u) | サハ1000形 (Tu) | サハ1000形 (Ts) | デハ1000形 (M1s) | デハ1000形 (M2sc) | 製造 メーカー | 竣工時期     |
| 搭載機器   | SIV・CP・BT       | VVVF             |                 |                 | VVVF             | SIV・CP・BT       | 製造 メーカー | 竣工時期     |
| 自重(t)    | 34.5 t            | 32.5 t           | 24.0 t          | 24.0 t          | 32.5 t           | 34.5 t            | 製造 メーカー | 竣工時期     |
| 車両番号   | 1361              | 1362             | 1363            | 1364            | 1365             | 1366              | 川重          | 2015年4月1日 |

|            | ← 浦賀品川 →      |                  |                 |                 |                  |                   |               |                |
| 号車       | 1                 | 2                | 3               | 4               | 5                | 6                 | 製造 メーカー | 竣工時期       |
| 形式・車種 | デハ1000形 (M2uc) | デハ1000形 (M1u) | サハ1000形 (Tu) | サハ1000形 (Ts) | デハ1000形 (M1s) | デハ1000形 (M2sc) | 製造 メーカー | 竣工時期       |
| 搭載機器   | SIV・CP・BT       | VVVF             |                 |                 | VVVF             | SIV・CP・BT       | 製造 メーカー | 竣工時期       |
| 自重(t)    | 34.5 t            | 33.0 t           | 24.0 t          | 24.0 t          | 33.0 t           | 34.5 t            | 製造 メーカー | 竣工時期       |
| 車両番号   | 1367              | 1368             | 1369            | 1370            | 1371             | 1372              | 川重          | 2015年11月13日 |

|            | ← 浦賀品川 →       |                      |                      |                    |               |               |
| 号車       | 1                  | 2                    | 3                    | 4                  | 製造 メーカー | 竣工時期      |
| 形式・車種 | デハ1000形 (M2uc1) | ＜ デハ1000形 (M1u1) | ＜ デハ1000形 (M1s1) | デハ1000形 (M2sc1) | 製造 メーカー | 竣工時期      |
| 搭載機器   | SIV・CP・BT        | VVVF                 | VVVF                 | SIV・CP・BT        | 製造 メーカー | 竣工時期      |
| 自重(t)    | 35.0 t             | 33.0 t               | 33.0 t               | 35.0 t             | 製造 メーカー | 竣工時期      |
| 車両番号   | 1801               | 1802                 | 1803                 | 1804               | 総車          | 2016年2月24日 |
| 車両番号   | 1805               | 1806                 | 1807                 | 1808               | 総車          | 2016年2月24日 |

#### 16次車
2016年（平成28年）度には16次車として32両が製造された。2016年9月に1800番台の4両編成1本が竣工、2016年11月に仕様が変更されたマイナーチェンジ車が6両編成2本で竣工した。また、8両編成2本が2017年2月に導入された。本導入分以降の6両編成は「1600番台」と区分されている。
1809編成での変更点は以下の通り。
- 車体
  - 屋根上の空間波列車無線アンテナを1基から2基に増設[92][142]し、乗務員室内の簡易アンテナを廃止[143]。

6・8両編成では以下の点が変更された。
- 車体
  - 先頭部は従来の3次元曲面の流線型だが、車体側面の外装は1800番台と同様のものとなった[139]。
  - 前照灯はシールドビーム式からコイト電工製の電球色LEDライトに変更された[144]。
  - 側面の幕部に1両につき片側2台の放送用スピーカーを新設した[92][143]。
- 車内設備
  - LCDの車内案内表示装置をすべての客用扉上部（各車とも日本語・英語対応のものがすべての扉上に計6台、韓国語・中国語（簡体字）対応のものが扉上に千鳥配置で計3台）設置[140]。15次車以前と同様にコイト電工製[101]で、アルミ車の更新用機器でも採用されている[101]。他社線の路線記号には対応しない[101]。
  - 客室ドアを化粧板仕上げに黄色の視認性向上ラインが印刷された物に変更[143]。
  - ロングシートの袖仕切りは風の入り込み対策として大型の軽合金の押出材と化粧板を使った組立品が用いられた[139][140][143]。
  - 新1000形ステンレス車両として初めて車端に向かって右側の座席を補助いす付きのクロスシートに変更。コンセントが2口設置された[139]。
- 乗務員設備
  - 6・8両編成についても運転台前の日除けをカーテン式に変更[92]。
  - 運転台横の表示灯がLEDによる字光式に変更。
  - 乗務員室内に自動放送装置が取り付けられた[143]。
- 走行機器
  - 8両編成では、三菱電機製MB-5171-A形 かご形三相誘導電動機と同社製のフルSiC素子を使用したMAP-198-15V295形主制御装置を採用[92]。アルミ車1001編成の更新用機器との共通化を重視し[145]、主電動機出力を190 kWに増強[92]。6M2Tのステンレス車では出力を抑えて使用している[145]。
  - 雨天時の滑走対策として、滑走防止制御装置を搭載した。台車の各軸にはセンサーが取り付けられている[145]。

|            | ← 浦賀品川 →      |                  |                  |                   |               |               |
| 号車       | 1                 | 2                | 3                | 4                 | 製造 メーカー | 竣工時期      |
| 形式・車種 | デハ1000形 (M2uc) | デハ1000形 (M1u) | デハ1000形 (M1s) | デハ1000形 (M2sc) | 製造 メーカー | 竣工時期      |
| 車両番号   | 1809              | 1810             | 1811             | 1812              | 総車          | 2016年9月30日 |

|            | ← 浦賀品川 →       |                        |                  |                  |                        |                    |               |                |
| 号車       | 1                  | 2                      | 3                | 4                | 5                      | 6                  | 製造 メーカー | 竣工時期       |
| 形式・車種 | デハ1000形 (M2uc1) | ＜＞ デハ1000形 (M1u1) | サハ1000形 (Tu1) | サハ1000形 (Ts1) | ＜＞ デハ1000形 (M1s1) | デハ1000形 (M2sc1) | 製造 メーカー | 竣工時期       |
| 車両番号   | 1601               | 1602                   | 1603             | 1604             | 1605                   | 1606               | 川重          | 2016年11月7日  |
| 車両番号   | 1607               | 1608                   | 1609             | 1610             | 1611                   | 1612               | 川重          | 2016年11月29日 |

|            | ← 浦賀品川 →      |                  |                 |                  |                  |                 |                  |                   |               |                |
| 号車       | 1                 | 2                | 3               | 4                | 5                | 6               | 7                | 8                 | 製造 メーカー | 竣工時期       |
| 形式・車種 | デハ1000形 (M2uc) | デハ1000形 (M1u) | サハ1000形 (Tu) | デハ1000形 (M1u) | デハ1000形 (M2s) | サハ1000形 (Ts) | デハ1000形 (M1s) | デハ1000形 (M2sc) | 製造 メーカー | 竣工時期       |
| 車両番号   | 1177              | 1178             | 1179            | 1180             | 1181             | 1182            | 1183             | 1184              | 総車          | 2016年12月22日 |
| 車両番号   | 1185              | 1186             | 1187            | 1188             | 1189             | 1190            | 1191             | 1192              | 総車          | 2017年2月21日  |

- 回生ブレーキ性能向上のため、6両編成ではM1u車の品川寄りにも1基パンタグラフが搭載された[92]。

#### 17次車

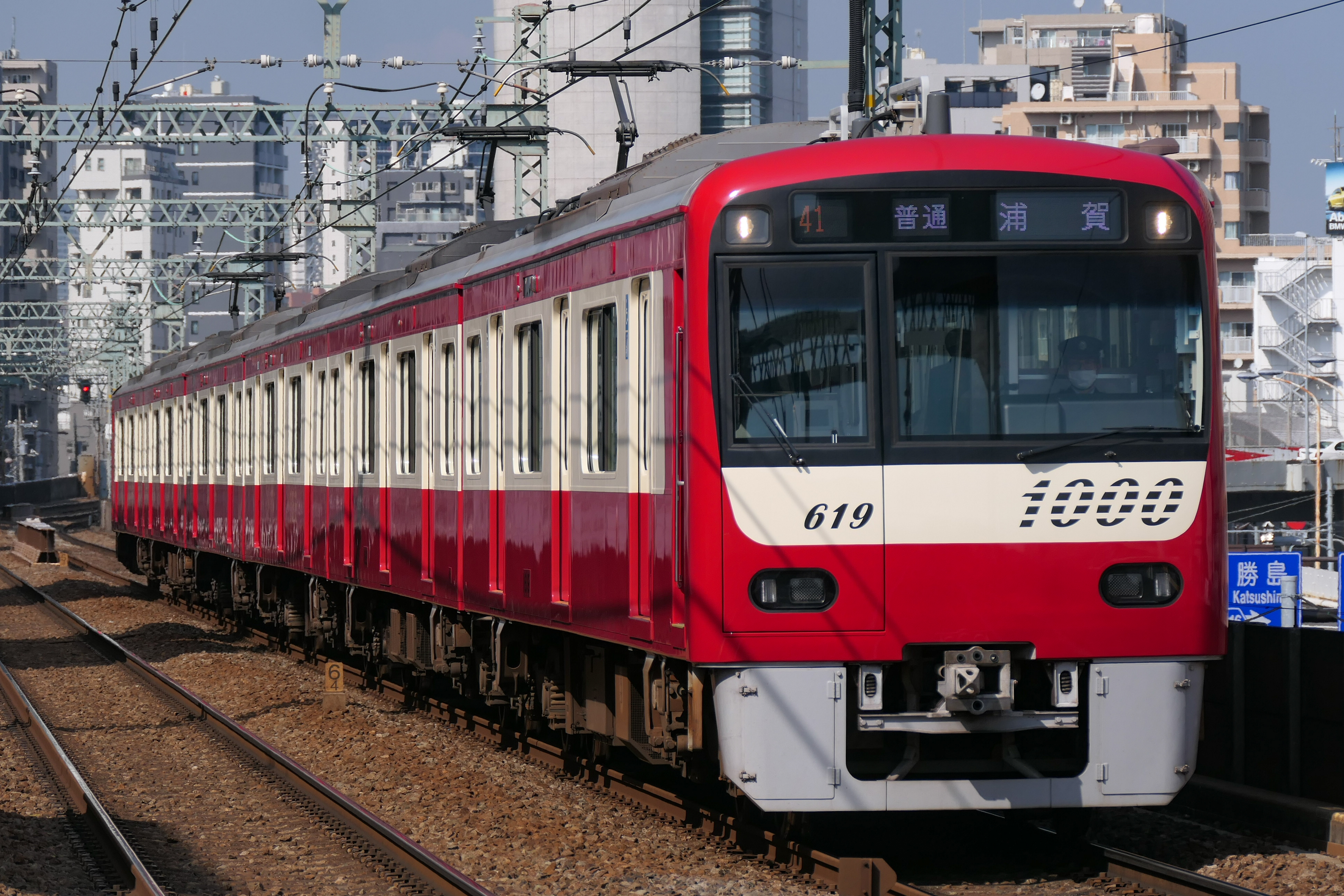
京急新1000形17次車（6両固定 1619 - 1624）
（2022年3月24日 大森海岸駅）

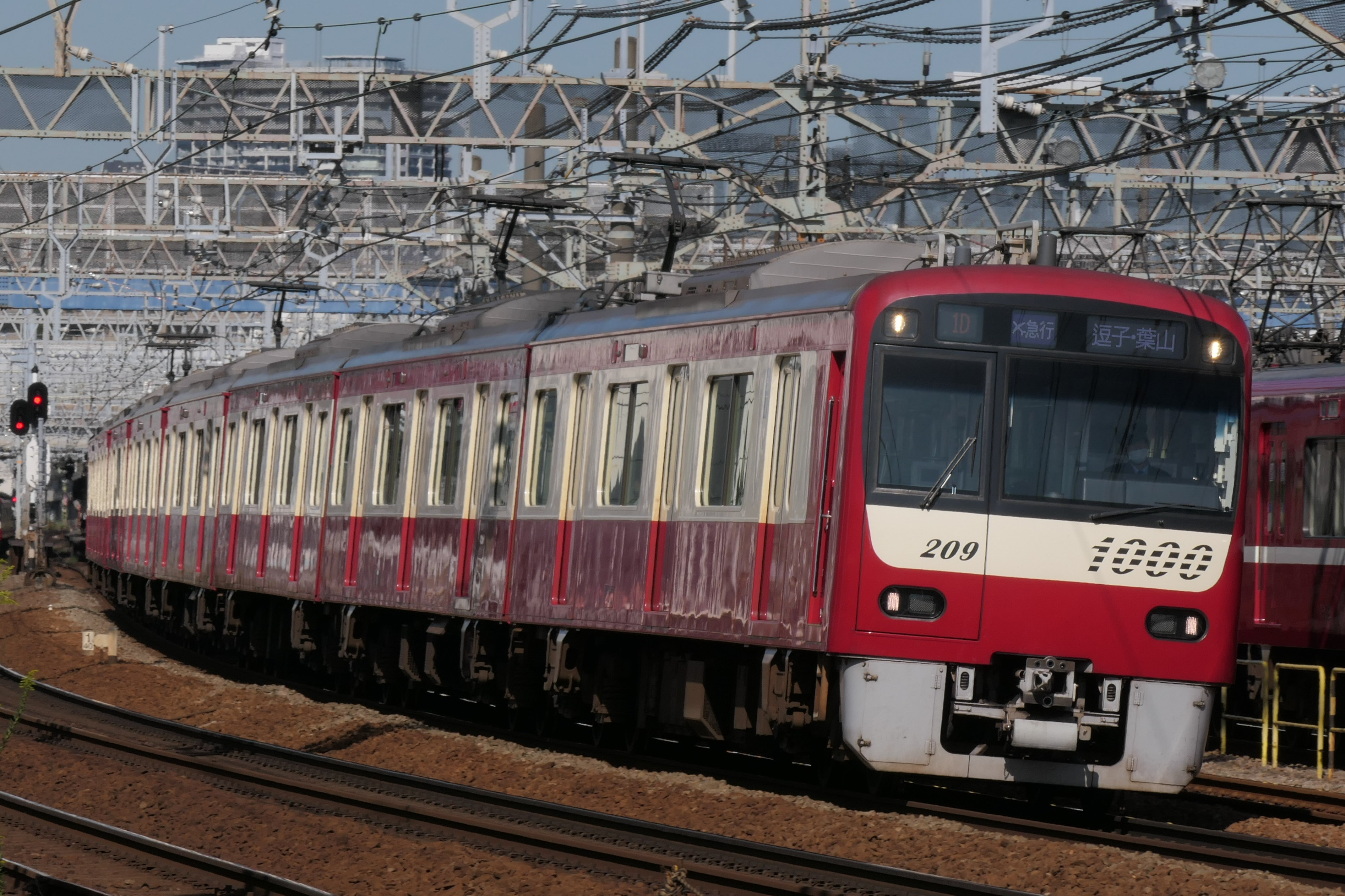
京急新1000形17次車（8両固定 1209 - 1216）
（2020年10月27日 金沢文庫駅 - 金沢八景駅間）

2017年度は17次車として6両編成2本、8両編成3本が導入された。本導入分から、8両編成は京急創業120周年に合わせて「1200番台」に区分されている。
- 車体
  - さらなる「京急らしさ」を引き出すため、5次車以来11年3か月ぶりの全面塗装となった。ステンレス製車両への全面塗装は関東大手私鉄では初[146]となり、大手私鉄全体でも南海1000系以来2例目となる。塗り分け部分は16次車のカラーフィルムに準じており、5次車以前と比べアイボリーの部分が若干狭くなっている[130]。
    - 8両編成の1201 - 1217編成は側面がアイボリーの一色塗装でメーカーを出場し[148]、赤色の部分は久里浜工場で塗装された[130]。理由としては表面を荒らしてからパテで平滑にし、赤、白、赤の順に塗装を重ねる事からラッピングよりも時間がかかること[149]、製造に着手した後に急遽塗装での仕上げに方針が転換したこと[150]、当時の総合車両製作所では同じ塗装車両であるE353系の量産と重なりラインの確保が困難だったこと[130]が挙げられている。川崎重工製および18次車以降の全車は赤色の部分を含め車両メーカーで塗装されてから出場している。

  - 前面窓下の「1000」の文字を横方向に切れ目が入った仕様に変更[143]。
  - 側面の車番表記はフィルムからエッチングプレートに変更された[151]。
- 車内設備
  - 車内扉上のLCD案内表示器はメーカーを三菱電機に変更した[101]。全扉で2画面一体型となり、路線案内を8駅から16駅まで拡大、また他社線の路線記号も表示可能となった[101]。日・英・中・韓の4か国語表記に対応[101]。

|            | ← 浦賀品川 →      |                  |                 |                 |                  |                   |               |              |
| 号車       | 1                 | 2                | 3               | 4               | 5                | 6                 | 製造 メーカー | 竣工時期     |
| 形式・車種 | デハ1000形 (M2uc) | デハ1000形 (M1u) | サハ1000形 (Tu) | サハ1000形 (Ts) | デハ1000形 (M1s) | デハ1000形 (M2sc) | 製造 メーカー | 竣工時期     |
| 車両番号   | 1613              | 1614             | 1615            | 1616            | 1617             | 1618              | 川重          | 2017年1月5日 |
| 車両番号   | 1619              | 1620             | 1621            | 1622            | 1623             | 1624              | 川重          | 2018年2月5日 |

|            | ← 浦賀品川 →      |                       |                 |                      |                  |                 |                       |                   |               |                |
| 号車       | 1                 | 2                     | 3               | 4                    | 5                | 6               | 7                     | 8                 | 製造 メーカー | 竣工時期       |
| 形式・車種 | デハ1000形 (M2uc) | ＜＞ デハ1000形 (M1u) | サハ1000形 (Tu) | ＞ デハ1000形 (M1u') | デハ1000形 (M2s) | サハ1000形 (Ts) | ＜＞ デハ1000形 (M1s) | デハ1000形 (M2sc) | 製造 メーカー | 竣工時期       |
| 車両番号   | 1201              | 1202                  | 1203            | 1204                 | 1205             | 1206            | 1207                  | 1208              | 総車          | 2017年12月14日 |
| 車両番号   | 1209              | 1210                  | 1211            | 1212                 | 1213             | 1214            | 1215                  | 1216              | 総車          | 2018年2月19日  |
| 車両番号   | 1217              | 1218                  | 1219            | 1220                 | 1221             | 1222            | 1223                  | 1224              | 総車          | 2018年3月29日  |

#### 18次車

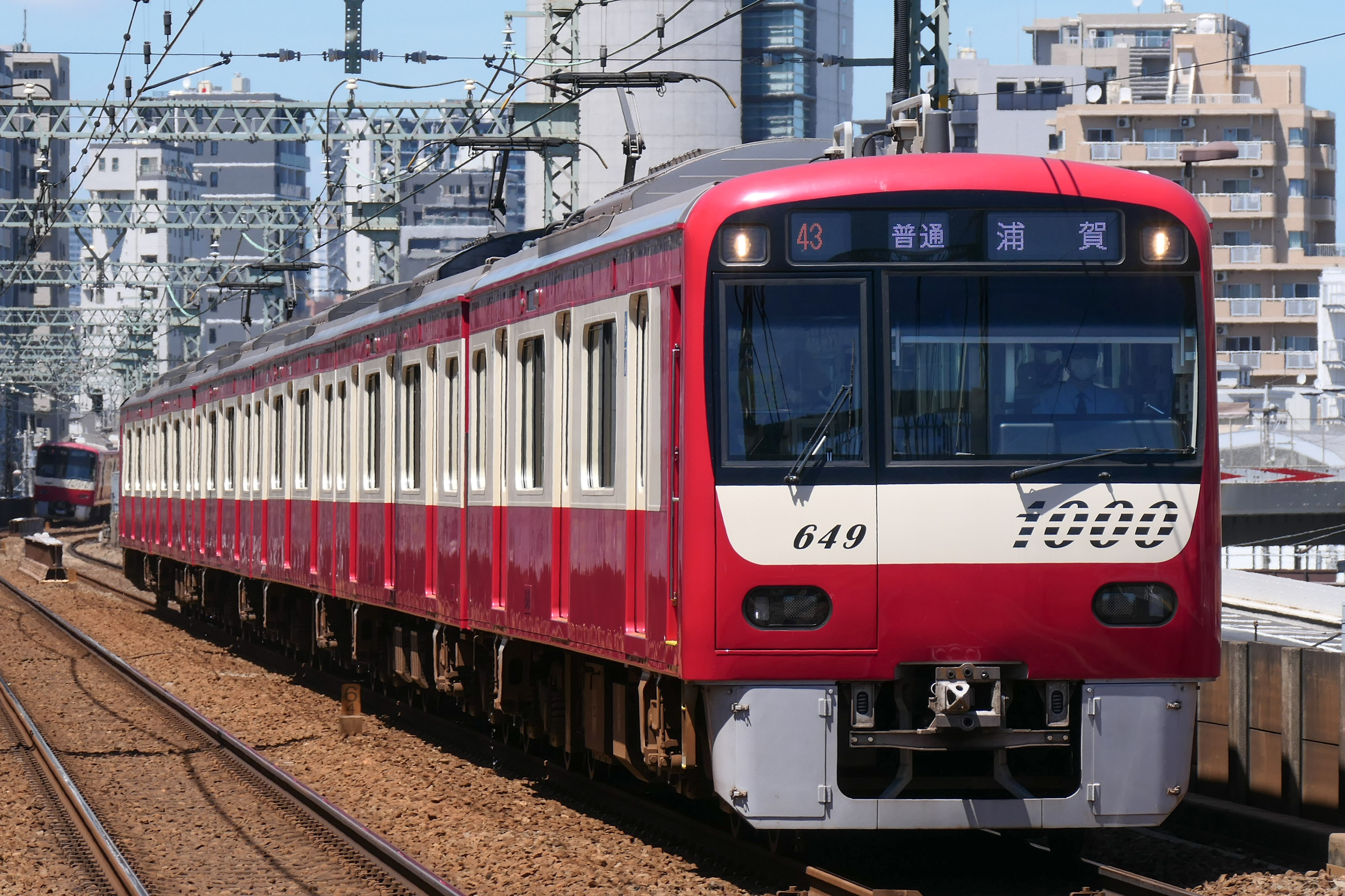
18次車（6両固定 1649 - 1654）
（2021年7月18日 大森海岸駅）

2018年5月9日付けの京急ニュースリリースにおいて、2018年度安全対策関連のうち、本形式の車両新造を42両行うと発表され、これに伴い6両7編成（1625 - 1661）が導入された。
京急線内でのホームドアの設置が本格化することとなり、4扉車の為にホームドアに対応できない800形の置き換えを進めた。6両編成としては初となる総合車両製作所製の編成も登場した。
- LED室内灯が改良され、従来見られたグローブ内ワイヤーの影が見えなくなるよう変更された[131]。

|            | ← 浦賀品川 →      |                  |                 |                 |                  |                   |               |                |
| 号車       | 1                 | 2                | 3               | 4               | 5                | 6                 | 製造 メーカー | 竣工時期       |
| 形式・車種 | デハ1000形 (M2uc) | デハ1000形 (M1u) | サハ1000形 (Tu) | サハ1000形 (Ts) | デハ1000形 (M1s) | デハ1000形 (M2sc) | 製造 メーカー | 竣工時期       |
| 車両番号   | 1625              | 1626             | 1627            | 1628            | 1629             | 1630              | 川重          | 2018年10月10日 |
| 車両番号   | 1631              | 1632             | 1633            | 1634            | 1635             | 1636              | 川重          | 2018年6月8日   |
| 車両番号   | 1637              | 1638             | 1639            | 1640            | 1641             | 1642              | 川重          | 2018年6月18日  |
| 車両番号   | 1643              | 1644             | 1645            | 1646            | 1647             | 1648              | 総車          | 2018年8月8日   |
| 車両番号   | 1649              | 1650             | 1651            | 1652            | 1653             | 1654              | 川重          | 2018年12月25日 |
| 車両番号   | 1655              | 1656             | 1657            | 1658            | 1659             | 1660              | 総車          | 2019年2月26日  |
| 車両番号   | 1661              | 1662             | 1663            | 1664            | 1665             | 1666              | 総車          | 2019年3月19日  |

#### 19次車
2019年度には14両が導入された。

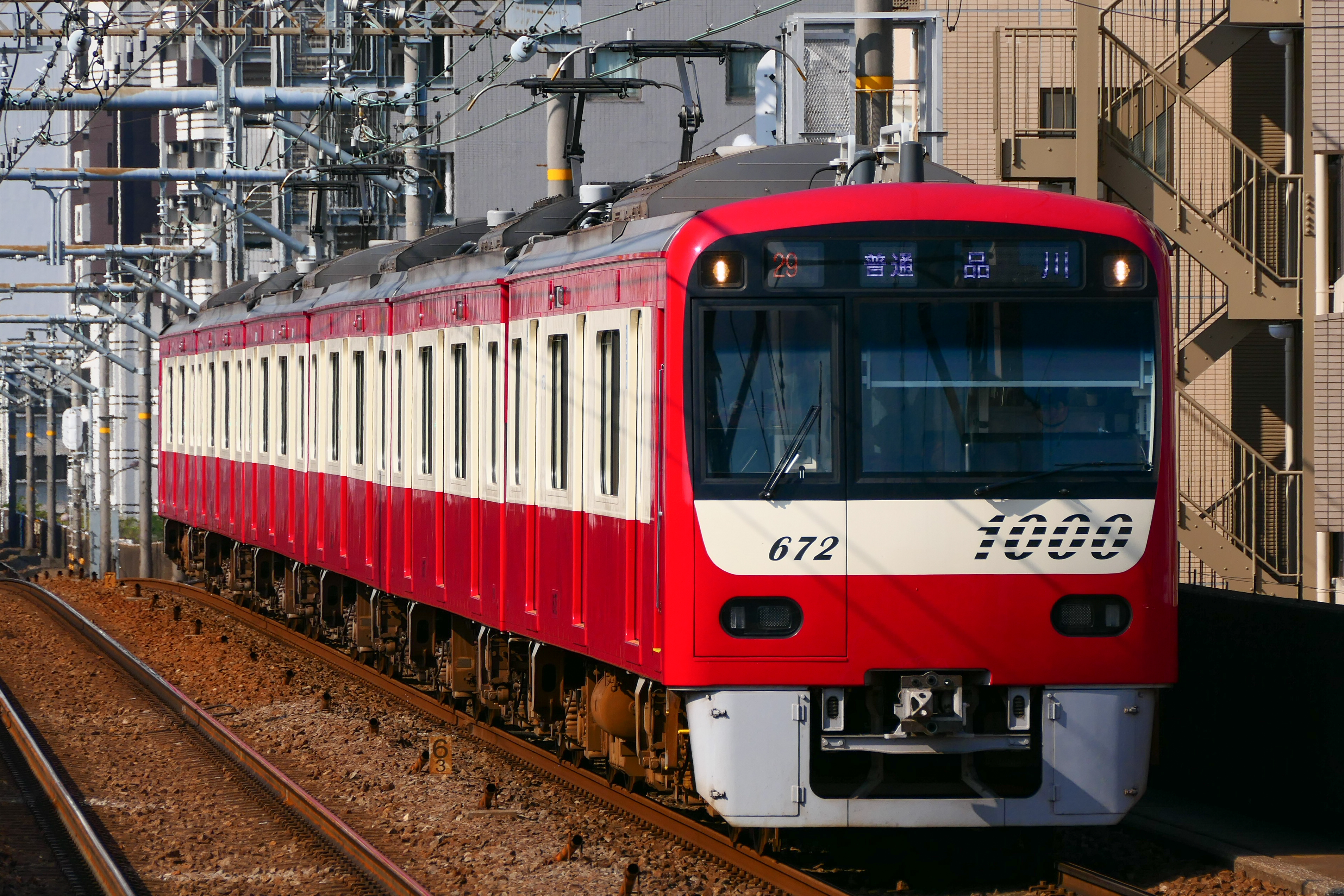
京急新1000形19次車（6両固定 1667 - 1672）
（2023年7月11日 立会川駅）

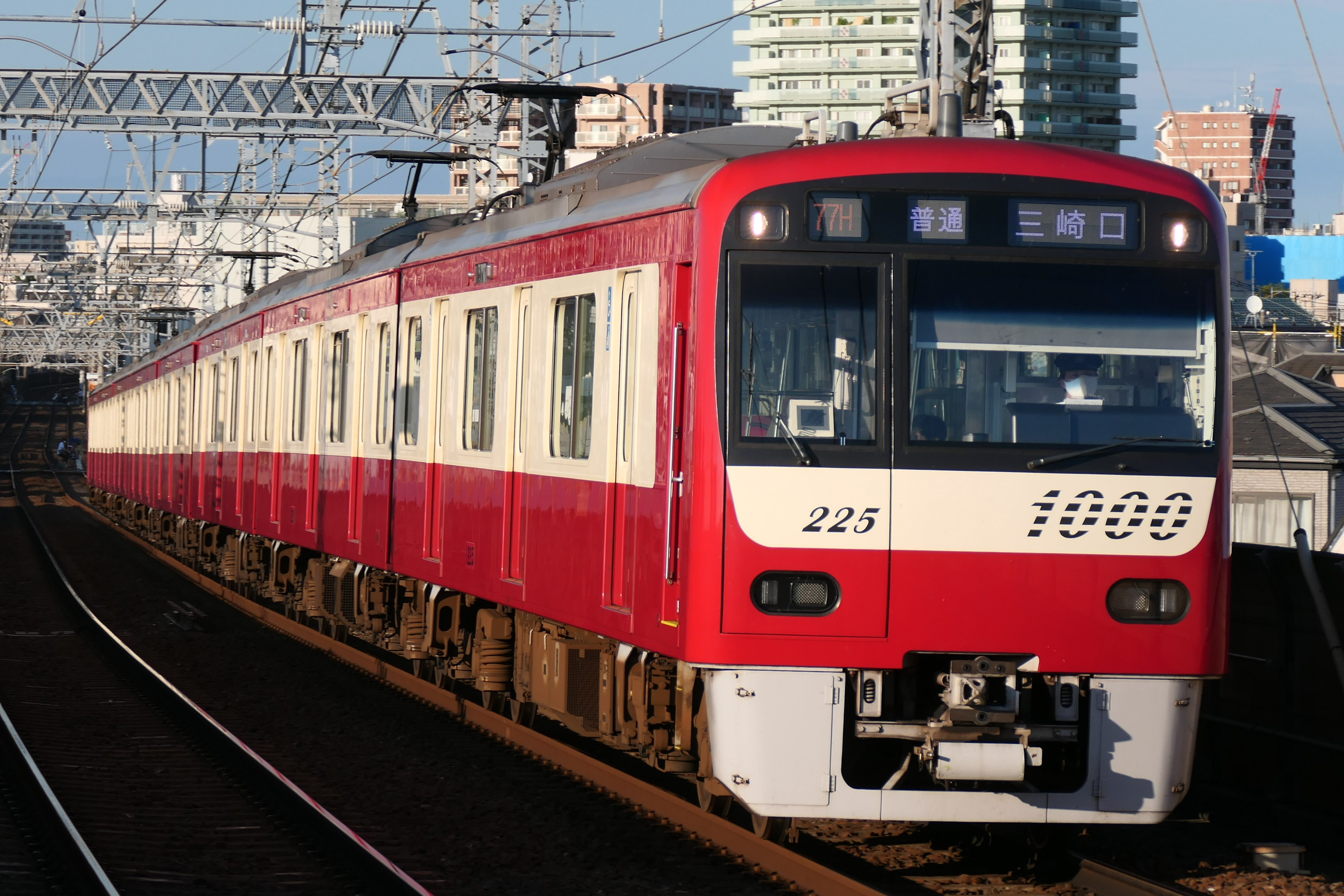
京急新1000形19次車（8両固定 1225 - 1232）
（2021年7月31日 四ツ木駅）

1225編成は朝ラッシュの上り時間帯に入る2100形の運用の一部を置き換える目的で増備されたが、同年に事故廃車となった1137編成の代替となった。
|            | ← 浦賀品川 →      |                  |                 |                 |                  |                   |               |              |
| 号車       | 1                 | 2                | 3               | 4               | 5                | 6                 | 製造 メーカー | 竣工時期     |
| 形式・車種 | デハ1000形 (M2uc) | デハ1000形 (M1u) | サハ1000形 (Tu) | サハ1000形 (Ts) | デハ1000形 (M1s) | デハ1000形 (M2sc) | 製造 メーカー | 竣工時期     |
| 車両番号   | 1667              | 1668             | 1669            | 1670            | 1671             | 1672              | 川重          | 2019年6月7日 |

|            | ← 浦賀品川 →      |                  |                 |                  |                  |                 |                  |                   |               |              |
| 号車       | 1                 | 2                | 3               | 4                | 5                | 6               | 7                | 8                 | 製造 メーカー | 竣工時期     |
| 形式・車種 | デハ1000形 (M2uc) | デハ1000形 (M1u) | サハ1000形 (Tu) | デハ1000形 (M1u) | デハ1000形 (M2s) | サハ1000形 (Ts) | デハ1000形 (M1s) | デハ1000形 (M2sc) | 製造 メーカー | 竣工時期     |
| 車両番号   | 1225              | 1226             | 1227            | 1228             | 1229             | 1230            | 1231             | 1232              | 総車          | 2019年9月2日 |

#### 20・21次車『Le Ciel』

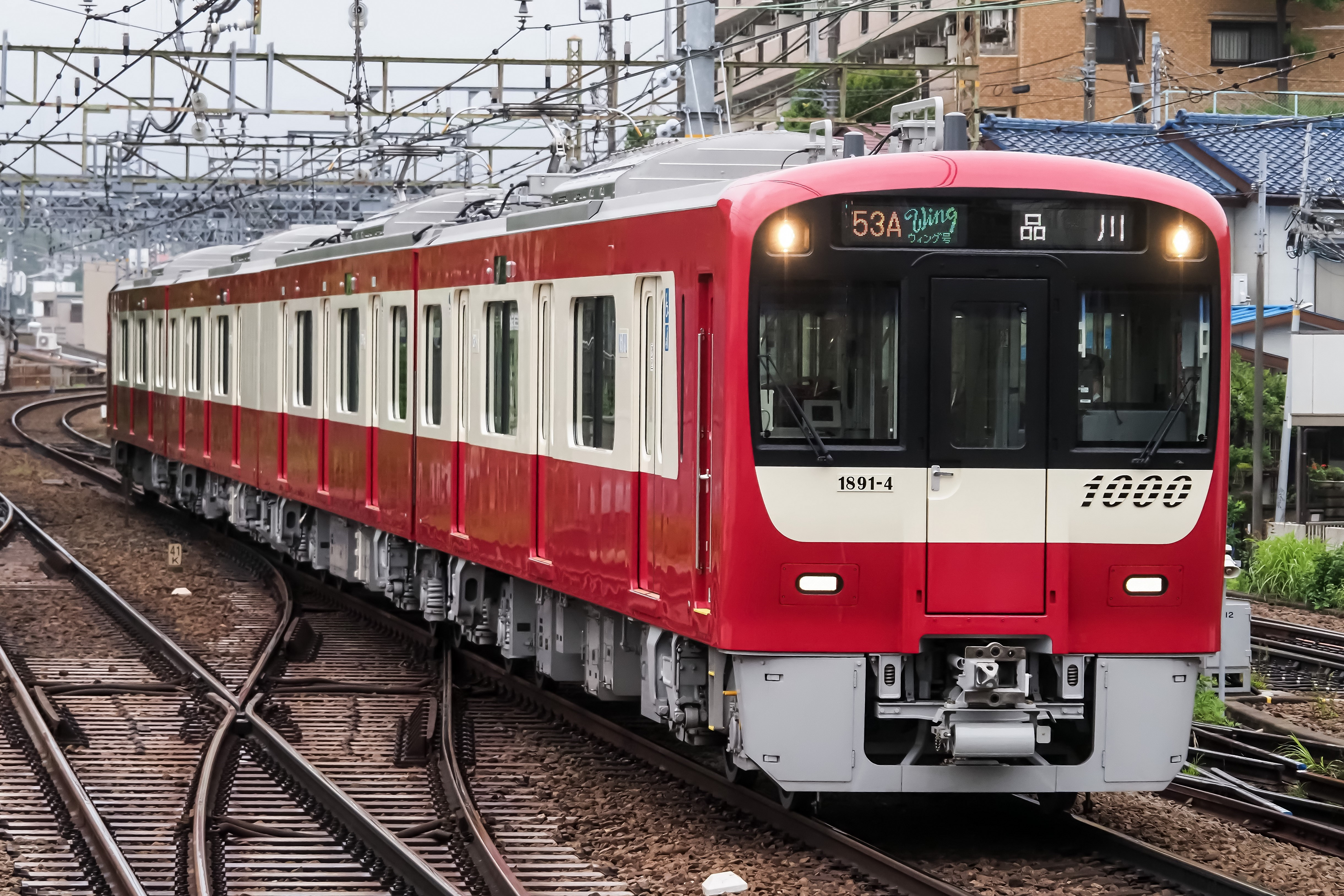
京急新1000形20次車「Le Ciel」（4両固定 1891-1 - 1891-4）(2021年5月21日 金沢八景駅)

2020年度は20次車（1890番台）4両2編成が導入された。従来車から大幅な設計変更が行われたため、特に1000形1890番台として区分する場合がある。本導入分より、車両番号の付番がハイフンを用いた方式に変更された。全車総合車両製作所製。
2021年度も21次車として3本が導入された。20次車の続番で、仕様も基本的には同様になっている。
- 車体
  - 1800番台をベースとしつつ、車体構造にsustinaプラットフォームを初採用し[8]、突合せレーザー溶接によって、外板が平滑にされ[166]、雨どいも外側に出ない断面形状となっている。
  - 標識灯は尾灯を兼ね、小型化された一体型とされた[166]。
  - 車両番号と社紋は、ホームドア対応として従来の窓下から戸袋部に変更となり、アイボリー字に水色文字のエッチング板が取り付けられた[166]。
  - 前面の形式名を表す「1000」の文字は、立体的な切り抜き文字とされた[166]。
  - 前面の表示器には種別・行先のどちらにも「貸切」の表示が可能となり、行先部には「KEIKYU」や「ビール列車」などの特殊な表示も可能となった[167]。
  - 側面の表示器は大型化され、4か国語表記など、より細かい表示に対応した[167]。
  - パンタグラフ台枠に取り付けられた避雷針の形状が3次車以降の物から変更され、天地寸法が薄くなった縦型が採用された[168]。
  - 貫通幌を畳んだ際に支える受けが、枠の内側に折り畳める矢じりのような形状の物に変更された[131]。
- 内装
  - 日常の通勤輸送に加え、座席指定列車やイベント列車対応のため、京急初となるコイト電工製デュアルシートを搭載した。高めのシートバックと、2100形と比較して見劣りしないように設計された頭部を囲い込むようなヘッドレストを持ち、モケットには新型コロナウイルス感染症（COVID-19）流行を受けて「抗菌・抗ウイルス座席シート地」を採用した[163][169][166][151]。シートパックの裏には小物を入れるネットと折り畳みのドリンクホルダーが備えられ、客台は旅客用のコンセントを装備している[167]。イベントを意識した機能として、3脚の両端をクロスシート、真ん中の席をロングシートの位置とし、歓談スペースのような配置にもできるようになっている[167]。
  - 中間車2両には京急初の車内トイレ（2両目の品川寄りに「バリアフリー整備ガイドライン」に則ったバリアフリー対応の洋式トイレ、3両目の浦賀寄りに男性用小便器を1カ所ずつ設置）を設置した[8][163][169]。それぞれ車端部海側床下に汚物タンクと汚水タンクがあり、車外には放出しない構造になっている。汚水は金沢検車区の1か所のみで処理されるため、抜取口が海側にのみ設けられている[167]。
  - 車端から客扉中心までの寸法が従来より105 mm伸びた3,450 mmとなり、乗務員室の次位にクロスシート（展望席）が配置された[166][151]。この座席は運転台側向きに固定されている[167]。
  - 展望席の設置に伴い運転台側の仕切り窓を拡大[167]、また非常用梯子の収納箇所を変更[151]。
  - 側窓は、客扉間の横が2,370 mmと少し詰まり、車端が横1,630mmに広げられた[166]。
- 走行機器
  - 制御装置として、ハイブリッドSiC素子2レベル方式VVVF制御を採用した。主制御器のRG6048-A-Mを中間車のT車に搭載し、同社で初めて採用された全密閉型を採用した先頭車の出力190 kWの主電動機TDK6164-Aを制御する[167]。
  - 補助電源装置は、三相交流60Hz、400Vで260kVAの出力が得られる東芝インフラシステムズ製[注釈 7]のINV207-G0を3号車に搭載。1台に独立した2バンクを持ち、カレンダー機能によって偶数日、奇数日によって自動的に稼働側が切り替わり、故障し無電圧となった場合に自動的に待機側が稼働する「待機二重系統」と呼ばれる故障対策がなされている[167][168]。
  - 電動空気圧縮機には、2020年に1301編成で2台導入され、試験がなされたオイルフリー形のレシプロ式であるクノールブレムゼ製VV180-Tを2号車に2台導入した[167][170][171]。
  - 制動装置にブレーキを編成全体で統括制御する方式を採用した[172]。
  - 各車に脱線検知装置を搭載した。脱線を検知した際に自動的に非常制動がかかり、パンタグラフの降下と非常発報を行い、運転台に警告表示を行う[167]。同装置の採用により、同社が保有する全車両にてソフトウェアの書き換えを行った[167]。

2021年5月6日の「モーニング・ウィング3号」より運行を開始した。当初は土休日にイベント用の貸切列車として運用する計画であったが、現在はイベント列車に起用される一方、他の1000形4両編成と共にエアポート急行などにも使用されている。
この編成には愛称を一般公募しており、2021年12月24日にフランス語で「空」を意味する「Le Ciel」（ル・シエル）と命名された。三浦半島や羽田空港の空を想起させ、高級感のある響きである事や、日本語で発音すると4文字となり、覚えやすく親しみやすい事などから採用に至った。また、かつて京急本線で運行されていた週末特急「ラ・メール号」（フランス語で「海」の意、2007年まで名古屋と横浜・品川を結んでいた夜行高速バスも同名）へのオマージュも込められている。なお、2022年3月以降車体側面に順次愛称ロゴが掲示されている。
「チャレンジングな姿勢と堅実性を兼ねそろえたトータルバランスに優れた車両」として、2022年5月26日に鉄道友の会が選定するブルーリボン賞（第65回）を受賞した。

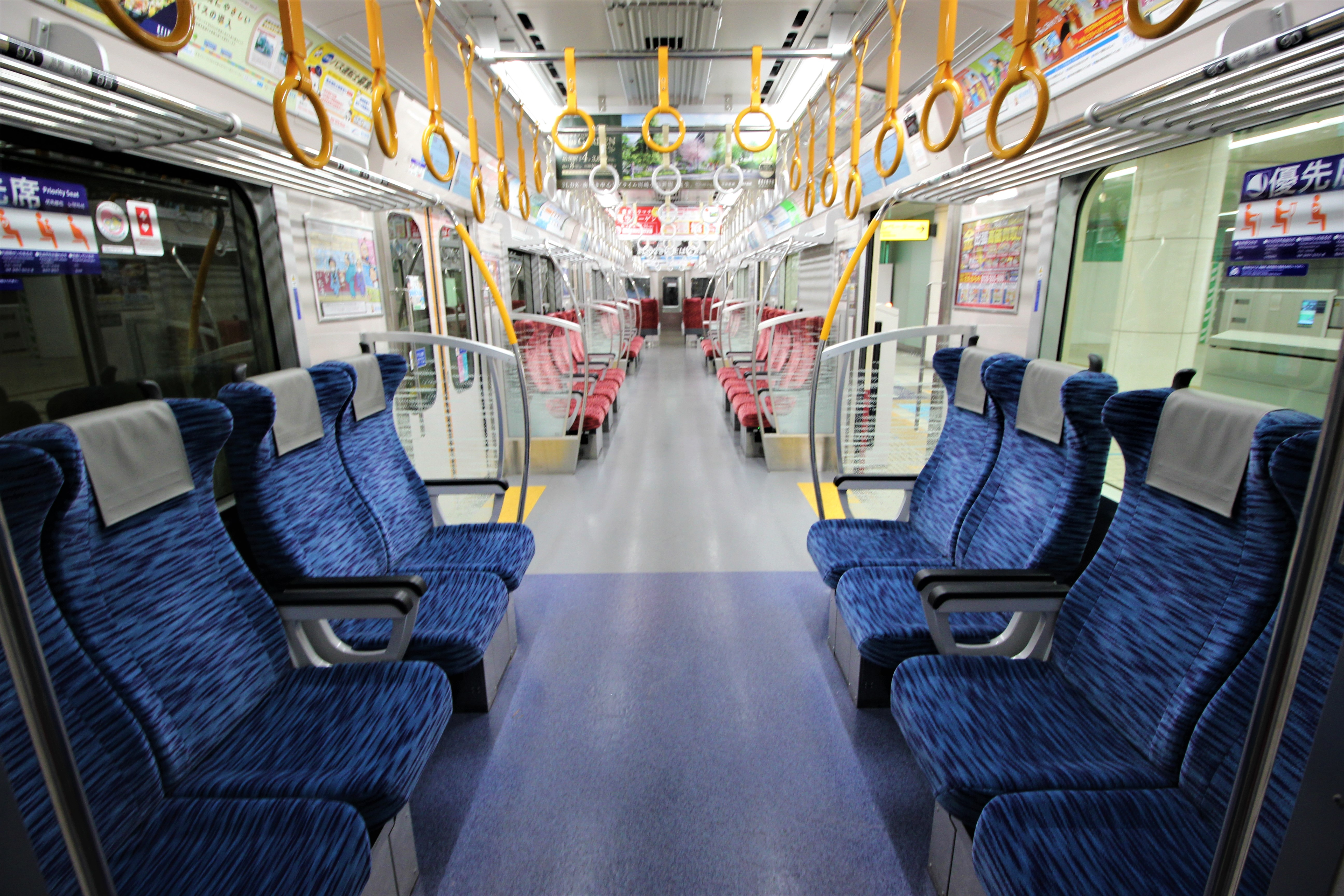
車内（ロングシート時）
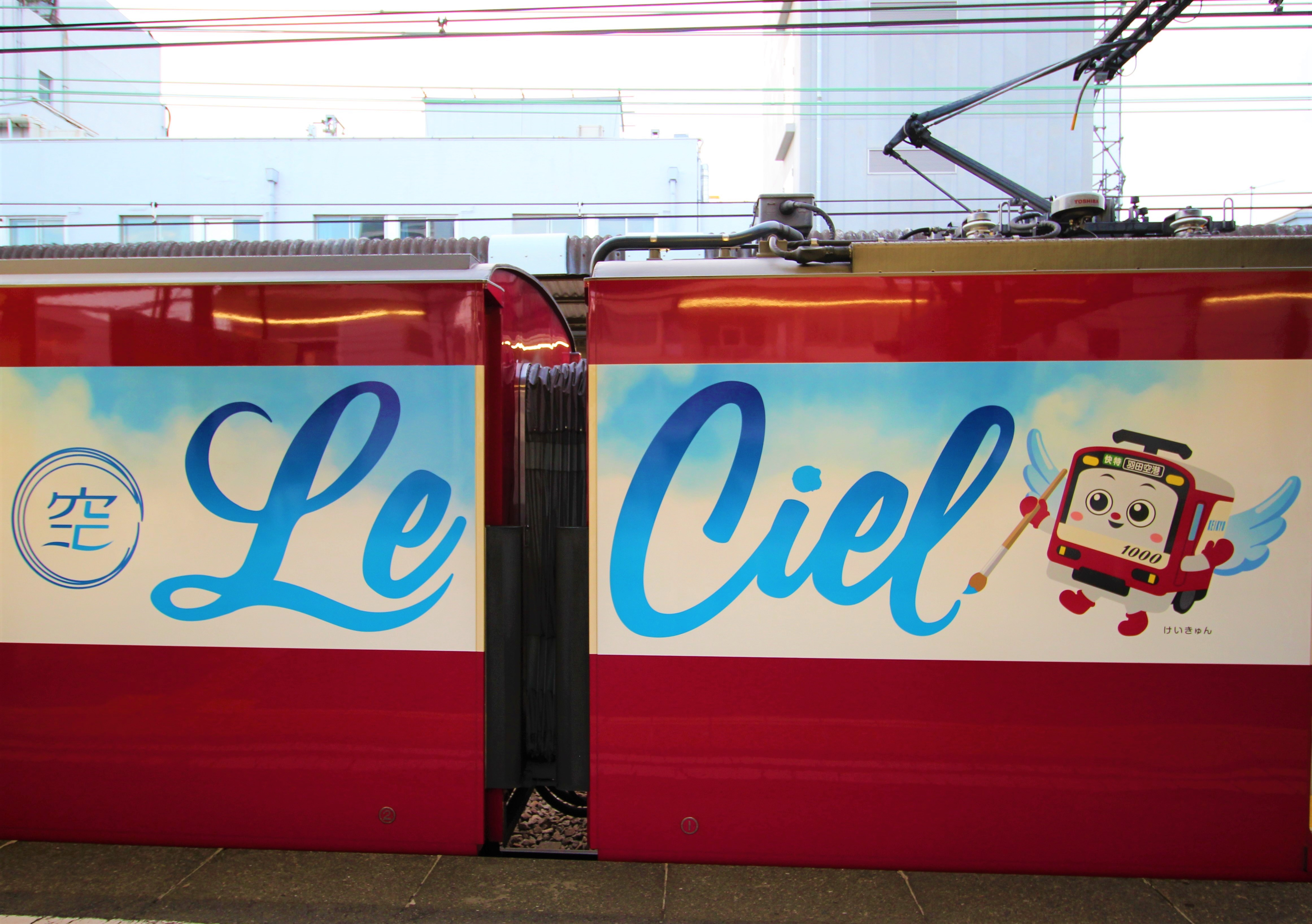
Le Ciel愛称ロゴ
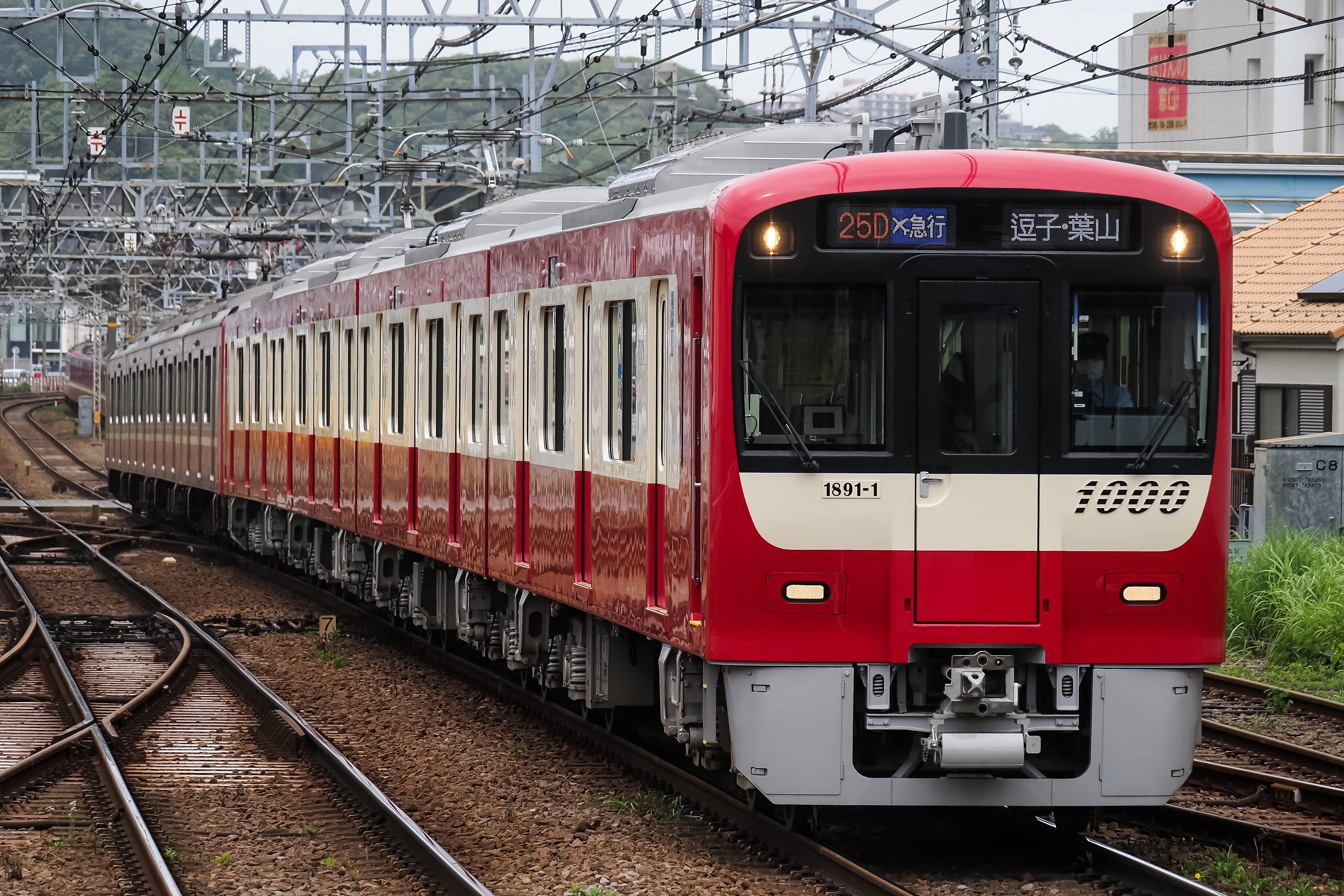
エアポート急行での運用時
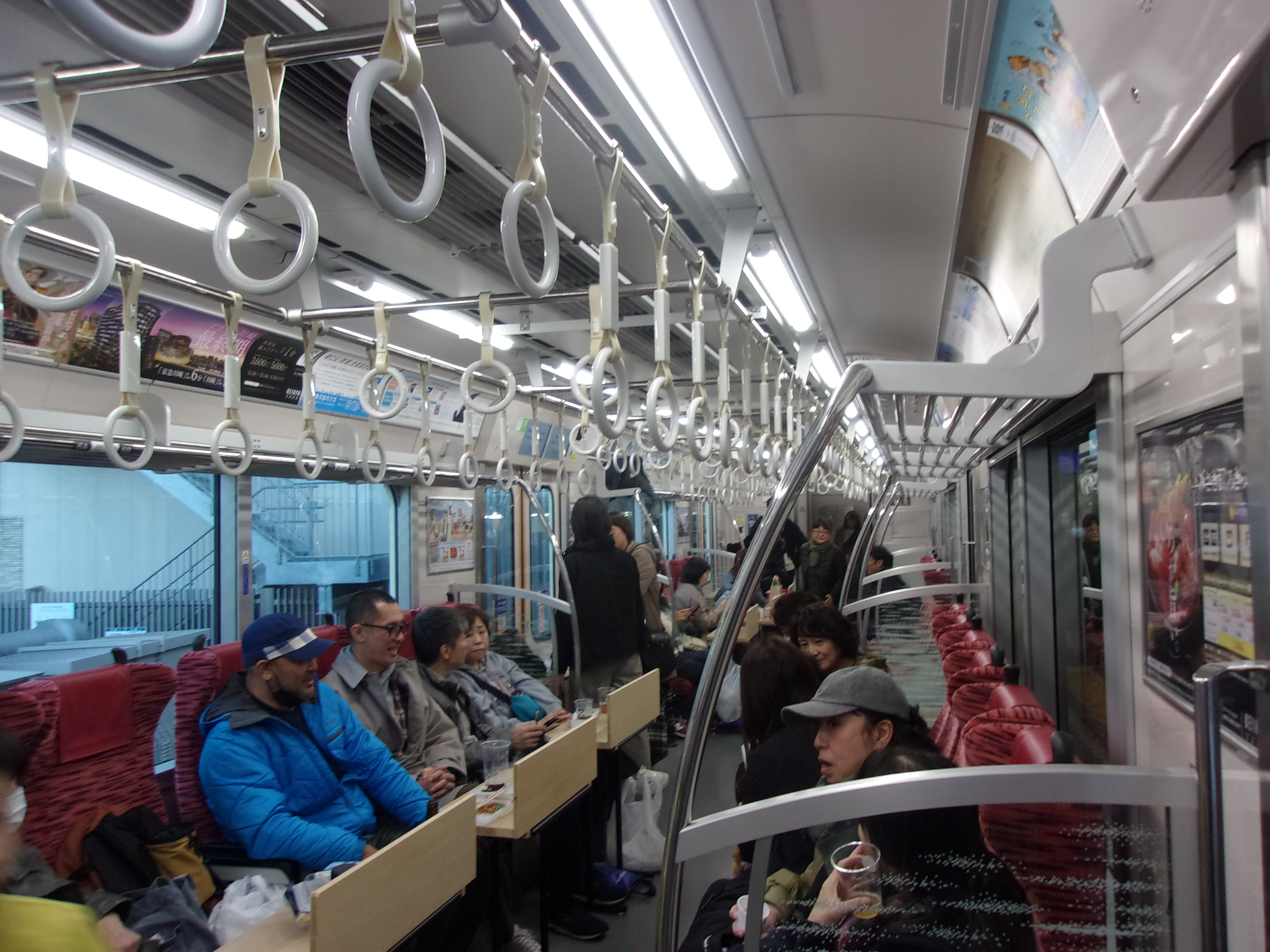
「京急クラフトビールフェス2023」で座席スペースとして使用

|                         |                         | ← 浦賀品川 →      |                   |                         |                   |                |
| 号車                    | 号車                    | 1                 | 2                 | 3                       | 4                 | 竣工時期       |
| 形式・車種              | 形式・車種              | デハ1000形 (Muc2) | サハ1000形 (Tuv2) | ＜＞ サハ1000形 (Tpsv2) | デハ1000形 (Msc2) | 竣工時期       |
| 搭載機器                | 搭載機器                | BT                | VVVF・CP          | VVVF・SIV               | BT                | 竣工時期       |
| 自重(t)                 | 自重(t)                 | 34.5 t            | 30.5 t            | 33.0 t                  | 34.5 t            | 竣工時期       |
| 定員 ()はロングシート時 | 定員 ()はロングシート時 | 98(101)           | 104(107)          | 108(111)                | 98(101)           | 竣工時期       |
| 車両番号                | 20次車                  | 1891-1            | 1891-2            | 1891-3                  | 1891-4            | 2021年3月3日   |
| 車両番号                | 20次車                  | 1892-1            | 1892-2            | 1892-3                  | 1892-4            | 2021年3月24日  |
| 車両番号                | 21次車                  | 1893-1            | 1893-2            | 1893-3                  | 1893-4            | 2021年11月8日  |
| 車両番号                | 21次車                  | 1894-1            | 1894-2            | 1894-3                  | 1894-4            | 2021年12月27日 |
| 車両番号                | 21次車                  | 1895-1            | 1895-2            | 1895-3                  | 1895-4            | 2022年2月28日  |

#### 22次車

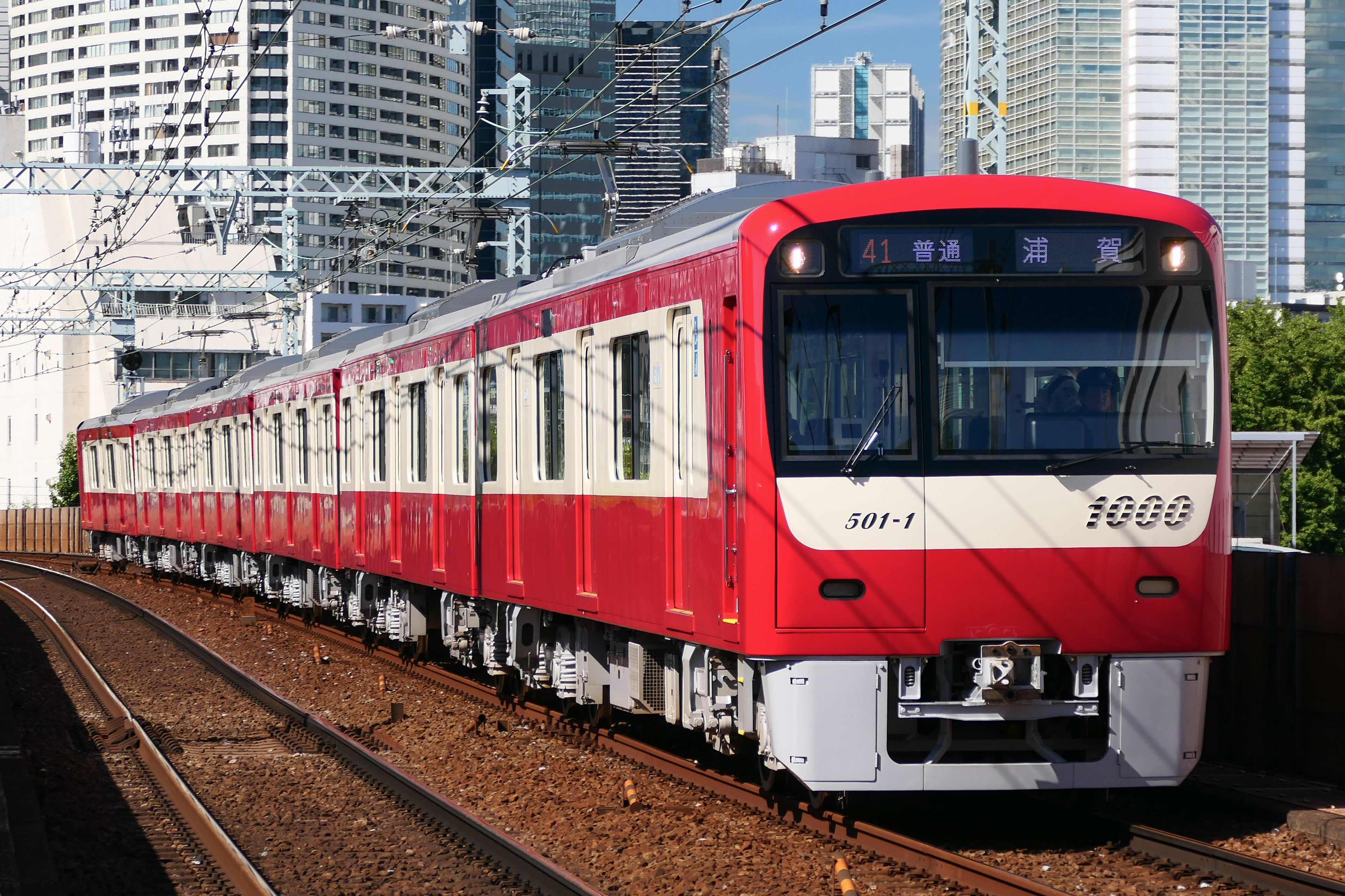
京急新1000形22次車
（6両固定 1501-1 - 1501-6）
（2023年9月12日 新馬場駅）

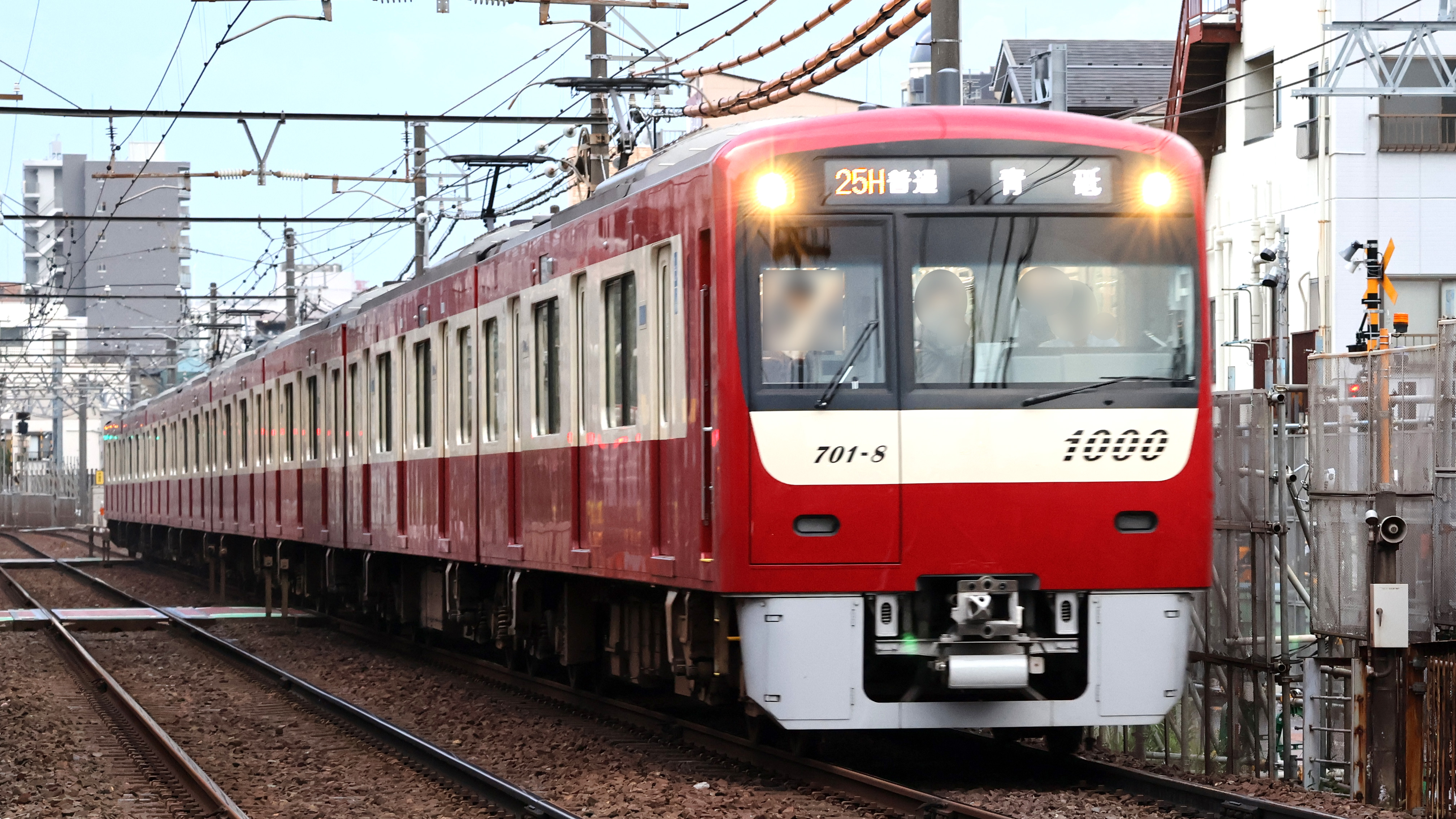
京急新1000形22次車
（8両固定 1701-1 - 1701-8）
（2024年7月26日 四ツ木駅 - 京成立石駅間）

2023年度には6両編成と8両編成が1本ずつが導入された。6両編成は、2021年（令和3年）に川崎重工より分社化された現・川崎車両が製造した初めての京急電鉄向け車両となった。従来の6両編成とは組成が変更となり、2・5号車が付随車となっている。2023年9月7日に営業運転を開始した。
11月には8連1編成が導入され、2次車以来となる「MTユニット」の4M4T構成となった。
- 車体
  - 川崎車両製は同社独自の車体構造となり、側構体が垂直ながら雨樋の出っ張りがあるものとなった[181]。
  - 側面の窓割寸法が1890番台と同様で、従来車より扉間隔が狭く、車端部が長くなった[182]。
  - 6・8両編成の前面デザインは従来通り左右非対称のものだが、標識灯が1890番台と同一品となった[182]。
  - 従来、各先頭車の屋根上に設けられていたIRアンテナが省略された[183]。
- 車内設備
  - 側窓上辺から天井にかけて、1890番台と同様の桜色無地の艶消し化粧板とされた[182]。
  - 中間車の非優先席側にはフリースペースが設けられ、ロングシートが2人掛けに短縮された[183]。
- 走行機器
  - 6両編成の静止形インバータは本形式では初となる東洋電機製造製のRG4103-A-M形を5号車に1台搭載した[184]。主回路機器は1890番台と同一品である[184]。
  - 8両編成では、従来使用していた半導体素子が生産中止になったことから、従来と同等の性能を確保する事によって半導体内蔵ユニットの変更を最小限に抑えた次世代フルSiC素子を採用したMAP-194-15V361形主制御装置が各電動車に搭載された。その他ユニットは可能な限り16～19次車の物と互換性を確保し、制御面では高調波電流の抑制を目的として磁束に基づくPWMパルスモード切り替え方法を採用した[185]。

|            | ← 浦賀品川 →     |                       |                 |                 |                       |                  |               |              |
| 号車       | 1                | 2                     | 3               | 4               | 5                     | 6                | 製造 メーカー | 竣工時期     |
| 形式・車種 | デハ1000形 (Muc) | ＜＞ サハ1000形 (Tpu) | デハ1000形 (Mu) | デハ1000形 (Ms) | ＜＞ サハ1000形 (Tps) | デハ1000形 (Msc) | 製造 メーカー | 竣工時期     |
| 搭載機器   | VVVF・BT         | CP                    | VVVF            | VVVF            | SIV・CP               | VVVF・BT         | 製造 メーカー | 竣工時期     |
| 自重(t)    | 34.0 t           | 27.0 t                | 31.5 t          | 31.5 t          | 30.0 t                | 34.0 t           | 製造 メーカー | 竣工時期     |
| 車両番号   | 1501-1           | 1501-2                | 1501-3          | 1501-4          | 1501-5                | 1501-6           | 川崎          | 2023年8月4日 |

|            | ← 浦賀品川 →     |                 |                       |                 |                 |                 |                       |                  |               |               |
| 号車       | 1                | 2               | 3                     | 4               | 5               | 6               | 7                     | 8                | 製造 メーカー | 竣工時期      |
| 形式・車種 | デハ1000形 (Muc) | サハ1000形 (Tu) | ＜＞ サハ1000形 (Tpu) | デハ1000形 (Mu) | デハ1000形 (Ms) | サハ1000形 (Ts) | ＜＞ サハ1000形 (Tps) | デハ1000形 (Msc) | 製造 メーカー | 竣工時期      |
| 車両番号   | 1701-1           | 1701-2          | 1701-3                | 1701-4          | 1701-5          | 1701-6          | 1701-7                | 1701-8           | 総車          | 2023年11月2日 |

#### 23次車
2025年度に1500形の代替として8両編成2本を導入予定。車体は15次車以来の無塗装で、デザイン面の観点から展望席の側窓が廃止される。

## 改造

### デハ1401の各種試験
2003年度より、デハ1401では各種試験が行われた。前面と側面の行先表示器を白色、種別表示器をフルカラーLEDとしたほか、試験品の制御装置としてIGBT素子を使用したシーメンス製の物を搭載した。その後2006年5月に従来のGTO素子を使用した物に戻され、2016年の主回路換装時に4両編成の1・2次車更新用として搭載されている東芝製のIGBT素子を利用したSVF093-A0に換装されている。

### 方向幕交換
1次車は登場時黒地幕であったが、現在はすべて白地幕に交換された。2009年（平成21年）以降方向幕を搭載していた編成のLED式表示器への交換が進み、正面表示については2014年（平成26年）末頃に完了している。

### 1449編成のLED試験
2011年より、室内灯にLEDを採用するにあたり、1449編成の各車両を用いた様々なLEDの比較試験が行われた。

#### 試験されたLED
試験されたLED照明は以下の通り。
| 車号 | 設置時期      | 終了時期       | メーカー   | 形状         | 数  | 備考                                                 |
| ---- | ------------- | -------------- | ---------- | ------------ | --- | ---------------------------------------------------- |
| 1449 | 2011年3月29日 |                | 東芝       | カバー式     | 9→8 | 1313編成で採用されたタイプに近いが、灯具の幅が狭い。 |
| 1452 | 2011年3月29日 | 2015年5月27日  | 小糸工業   | 反射式       | 9   |                                                      |
| 1452 | 2015年2月27日 |                | コイト電工 | 直管蛍光灯型 | 18  | アルミ車両の車体・機器更新時の換装用として採用       |
| 1450 | 2015年2月27日 |                | 東芝       | 直管蛍光灯型 | 20  | 灯具はオリジナルの蛍光灯用と同形態                   |
| 1451 | 2016年8月2日  | 2019年12月22日 | 三菱電機   | 直管蛍光灯型 | 20  | 試験終了後、元の蛍光灯に戻される                     |

### 1445編成の冷房装置試験
2015年より、1445編成の1、2号車の冷房装置がCU71Hから 東芝のRPU-11028に換装された。冷房能力はCU71Hの41.9kWより大きい48.9kWとされたが、2022年10月26日に機器更新が行われ、その際に他の編成と同型のCU-71-G3に換装されている。

### ブレーキ7ノッチ化改造
2018年度より、乗り入れ各社局にてブレーキの7ノッチ化が進んだことを受けたこと、定点停止装置を導入しておらず、可動式ホーム柵のある駅においても運転士の操作によって停車させていることからブレーキの7ノッチ化改造が行われた。自社線内のみを走行する6・4両編成から改造を行い、全編成への改造が終了した2022年度より8両編成も改造を開始した。

## 更新工事
2017年度より、製造から15年程度経過したアルミ車両への車体更新工事・機器更新工事が開始され、同年9月17日には最初に車体更新が施工された1次車の1001編成が公開された。翌9月18日より営業運転を開始している。

### 主な更新内容
主な工事内容は以下の通り。

#### 車体
- 側面行先表示器を幕式からフルカラーLED式に更新[200]。
- 前照灯、車側灯、尾灯、急行灯は電球式からLED式に取り替えられた[200]。
- 車両の前面非常口部分には「けいきゅん」のステッカーを貼り付けられた[198]。

#### 車内設備
- 室内化粧板、天井、床敷物、客用ドア、連結面貫通扉を新品に取り替え[197][200]。
- 車内袖仕切り板をガラス入り大型品に、座席周りの握り棒を曲線形状のものに取り替えた[197]。
- 1001編成を除き、車端の1脚分のクロスシートが撤去され、フリースペースが設置された[60]。
- 先頭車の車椅子スペース部壁面に非常ハシゴと消火器を格納[200]。
- 室内灯は蛍光灯から直管形LED照明に変更された[200]。
- 固定式側窓のうち、各連結面寄りの窓を一段下降窓に、先頭車乗務員室後ドア間の窓を二段窓の開閉可能な仕様へ取り替えた[197][200]。
  - このため、屋根上の排気扇と床下の排気扇用インバータは撤去された[197][200]。
- 各ドア上部に設けられていた車内案内表示器はLEDスクロール表示式から液晶モニター式（LCD）に交換された[197]。
- 各ドア上部には、京急線内での停車駅開扉方向予告点灯機能を搭載したドア開閉案内表示灯を設置した[197]。

#### 乗務員設備
- 運転台の日除けを遮光パネルからカーテン式に変更[200]。運転台計器灯、表示灯類をLED式に取り替え[200]。浦賀寄り先頭車の乗務員室へ空調装置操作器を新設[200]。

#### 主要機器
- 1001編成ではVVVFインバータ制御装置を三菱電機製のフルSiC素子を使用したMAP-194-15V296形に更新（1C4M制御）[200]。主電動機は17次車以降の8両編成車と同じMB-5171-A形 190 kW 出力に交換した[200]。
  - なお、1001編成は更新施工当初は原則非直通運用に限定されていた[201]。
- 1001編成以外の1、2次車の8両編成では、1C4M制御のIGBT素子を利用した東洋電機製造製のRG6008-B-Mが用いられた。2100形での主回路換装に用いられたRG6008-A-Mからの派生であり、元のトラクションコンバータコンテナから換装しやすいよう考慮された結果、枕木方向に広く、海側にパワーユニットのヒートシンクと高圧配線ダクトが配置され、山側がすべて蓋となっている特殊な筐体となった[65]。主電動機はTDK6163-Aとされた。
  - 従来よりIGBT素子を使用していた3～5次車では、8、4両編成共にサフィックスが改められたRG6008-C-M、又はRG6008-C1-Mが用いられた。性能はRG6008-B-Mと同等だが、車体の引き回しの違いに対応したフィルターリアクトルの口出しなどに差異が見られる。主電動機は同様にTDK6163-Aとされた[65]。
- 1、2次車の4両編成では、2010年より1405編成に搭載されていた東芝製のSVF093-A形がほかの編成にも搭載された。RG6008-B-Mと同様の理由から、車体側の高圧配線ダクトがそのまま利用できる大型の筐体となった[202]。主電動機はSEA-428が用いられた。
- 蓄電池、放送関係機器、保安関係機器の取り替え[200]。補助電源装置、ブレーキ機器の部品交換[200]。
- 冷房装置は、16次車以降の新製車両に搭載されている三菱電機製のCU71H-G3形に交換された[197][200]。キセがステンレス車両と同等の形状であるため、側面の隙間が広くなった[170]。
- 3次車以降の編成では、8両編成は3、6号車、4両編成では2号車が電動車から付随車化され、2次車以前の編成とMT比が揃えられることになった[203]。3次車以降の電動車用の台車であったTH-2100BMは電装解除を施したTH-2100BTAに改造されている[202]。

### 更新後の編成表

#### 8両編成
|            |            | ← 浦賀品川 →     |                       |                 |                 |                 |                 |                       |                  |               |                |                |                                  |
| 号車       | 号車       | 1                | 2                     | 3               | 4               | 5               | 6               | 7                     | 8                | 機器更新      | 主回路換装     | 車体更新       | 備考                             |
| 形式・車種 | 形式・車種 | デハ1000形 (Muc) | ＜＞ サハ1000形 (Tpu) | サハ1000形 (Tu) | デハ1000形 (Mu) | デハ1000形 (Ms) | サハ1000形 (Ts) | ＜＞ サハ1000形 (Tps) | デハ1000形 (Msc) | 機器更新      | 主回路換装     | 車体更新       | 備考                             |
| 搭載機器   | 搭載機器   | VVVF・CP         | SIV・BT               |                 | VVVF            | VVVF            |                 | SIV・BT               | VVVF・CP         | 機器更新      | 主回路換装     | 車体更新       | 備考                             |
| 車重(t)    |            |                  |                       |                 |                 |                 |                 |                       |                  | 機器更新      | 主回路換装     | 車体更新       | 備考                             |
| 車両番号   | 1次車      | 1001             | 1002                  | 1003            | 1004            | 1005            | 1006            | 1007                  | 1008             | 2017年9月15日 | 2017年9月15日  | 2017年9月15日  | フリースペース未設置             |
| 車両番号   | 1次車      | 1009             | 1010                  | 1011            | 1012            | 1013            | 1014            | 1015                  | 1016             | 2019年3月4日  | 2019年3月4日   | 2019年3月4日   |                                  |
| 車両番号   | 1次車      | 1017             | 1018                  | 1019            | 1020            | 1021            | 1022            | 1023                  | 1024             | 2018年1月15日 | 2019年12月20日 | 2019年12月20日 |                                  |
| 車両番号   | 2次車      | 1025             | 1026                  | 1027            | 1028            | 1029            | 1030            | 1031                  | 1032             | 2019年7月18日 | 2019年7月18日  |                | 定期検査は併施せず、側灯は未更新 |
| 車両番号   | 2次車      | 1033             | 1034                  | 1035            | 1036            | 1037            | 1038            | 1039                  | 1040             | 2021年12月6日 | 2021年12月6日  | 2021年12月6日  |                                  |
| 車両番号   | 3次車      | 1041             | 1042                  | 1043            | 1044            | 1045            | 1046            | 1047                  | 1048             | 2022年8月22日 | 2022年8月22日  |                |                                  |
| 車両番号   | 3次車      | 1049             | 1050                  | 1051            | 1052            | 1053            | 1054            | 1055                  | 1056             | 2022年3月29日 | 2022年3月29日  |                | 定期検査は併施せず、側灯は未更新 |
| 車両番号   | 4次車      | 1057             | 1058                  | 1059            | 1060            | 1061            | 1062            | 1063                  | 1064             | 2023年3月3日  | 2023年3月3日   |                | YELLOW HAPPY TRAIN編成           |
| 車両番号   | 5次車      | 1065             | 1066                  | 1067            | 1068            | 1069            | 1070            | 1071                  | 1072             | 2021年8月11日 | 2021年8月11日  |                | トラッドトレイン編成             |
| 台車       | 1-2次車    | TH-2100AM        | TH-2100AT             | TH-2100AT       | TH-2100AM       | TH-2100AM       | TH-2100AT       | TH-2100AT             | TH-2100AM        |               |                |                |                                  |
| 台車       | 3-5次車    | TH-2100BM        | TH-2100BT             | TH-2100BTA      | TH-2100BM       | TH-2100BM       | TH-2100BTA      | TH-2100BT             | TH-2100BM        |               |                |                |                                  |

#### 4両編成
|            |            | ← 浦賀品川 →      |                      |                        |                   |                |                |                |                                  |
| 号車       | 号車       | 1                 | 2                    | 3                      | 4                 | 機器更新       | 主回路換装     | 車体更新       | 備考                             |
| 形式・車種 | 形式・車種 | デハ1000形 (Muc1) | ＞ サハ1000形 (Tpu1) | ＞ サハ1000形 (Tps1)   | デハ1000形 (Msc1) | 機器更新       | 主回路換装     | 車体更新       | 備考                             |
| 搭載機器   | 搭載機器   | VVVF・CP          | SIV・BT              | SIV・BT                | VVVF・CP          | 機器更新       | 主回路換装     | 車体更新       | 備考                             |
| 自重(t)    |            |                   |                      |                        |                   | 機器更新       | 主回路換装     | 車体更新       | 備考                             |
| 車両番号   | 1次車      | 1401              | 1402                 | 1403                   | 1404              | 2017年11月9日  | 2016年3月15日  |                |                                  |
| 車両番号   | 1次車      | 1405              | 1406                 | 1407                   | 1408              | 2018年2月9日   | 2010年2月10日  |                |                                  |
|            |            |                   |                      |                        |                   |                |                |                |                                  |
| 形式・車種 | 形式・車種 | デハ1000形 (Muc1) | サハ1000形 ('T)      | ＜＞ サハ1000形 (Tps1) | デハ1000形 (Msc1) | 機器更新       | 主回路換装     | 車体更新       | 備考                             |
| 搭載機器   | 搭載機器   | VVVF・CP          | BT                   | SIV・SIV               | VVVF・CP          | 機器更新       | 主回路換装     | 車体更新       | 備考                             |
| 自重(t)    |            |                   |                      |                        |                   | 機器更新       | 主回路換装     | 車体更新       | 備考                             |
| 車両番号   | 2次車      | 1409              | 1410                 | 1411                   | 1412              | 2018年8月17日  | 2018年8月17日  | 2022年11月16日 |                                  |
| 車両番号   | 2次車      | 1413              | 1414                 | 1415                   | 1416              | 2018年12月18日 | 2018年12月18日 | 2023年2月27日  |                                  |
| 車両番号   | 3次車      | 1417              | 1418                 | 1419                   | 1420              | 2019年4月12日  | 2019年4月12日  |                |                                  |
| 車両番号   | 3次車      | 1421              | 1422                 | 1423                   | 1424              | 2019年8月22日  | 2019年8月22日  |                |                                  |
| 車両番号   | 4次車      | 1425              | 1426                 | 1427                   | 1428              | 2020年1月23日  | 2020年1月23日  |                |                                  |
| 車両番号   | 4次車      | 1429              | 1430                 | 1431                   | 1432              | 2021年10月26日 | 2021年10月26日 |                | 定期検査は併施せず、側灯は未更新 |
| 車両番号   | 4次車      | 1433              | 1434                 | 1435                   | 1436              | 2020年10月28日 | 2020年10月28日 |                |                                  |
| 車両番号   | 4次車      | 1437              | 1438                 | 1439                   | 1440              | 2020年11月24日 | 2020年11月24日 |                |                                  |
| 車両番号   | 5次車      | 1441              | 1442                 | 1443                   | 1444              | 2022年7月20日  | 2022年7月20日  |                |                                  |
| 車両番号   | 5次車      | 1445              | 1446                 | 1447                   | 1448              | 2022年10月26日 | 2022年10月26日 |                | 定期検査は併施せず、側灯は未更新 |
| 台車       | 1-2次車    | TH-2100AM         | TH-2100AT            | TH-2100AT              | TH-2100AM         |                |                |                |                                  |
| 台車       | 3-5次車    | TH-2100BM         | TH-2100BTA           | TH-2100BT              | TH-2100BM         |                |                |                |                                  |

## 運用

### 8両編成
都営浅草線、京成線、北総線への乗り入れ運用を中心とした快特などの優等列車が主体で、成田スカイアクセス線（京成成田空港線）経由の「アクセス特急」にも使用される。また、京成本線経由の運用もある。
- 2015年（平成27年）
  - 12月5日
    - 同日のダイヤ改正で、平日ダイヤでの京成佐倉への乗り入れ運用が復活。
- 2017年（平成29年）
  - 10月28日
    - 同日のダイヤ改正で浦賀始発の特急京成佐倉行が新設され、土休日ダイヤでの京成佐倉への乗り入れが復活[205][206]。
- 2019年（令和元年）
  - 10月26日
    - 同日のダイヤ改正で、京成本線経由での成田空港への乗り入れが復活。
- 2020年（令和2年）
  - 5月16日
    - 主制御器にフルSIC素子を使用した編成の乗り入れ運用開始[207]。

### 6両編成
主に普通列車を中心に運用されている。また、逗子線系統の急行の一部でも運用されている。

### 4両編成

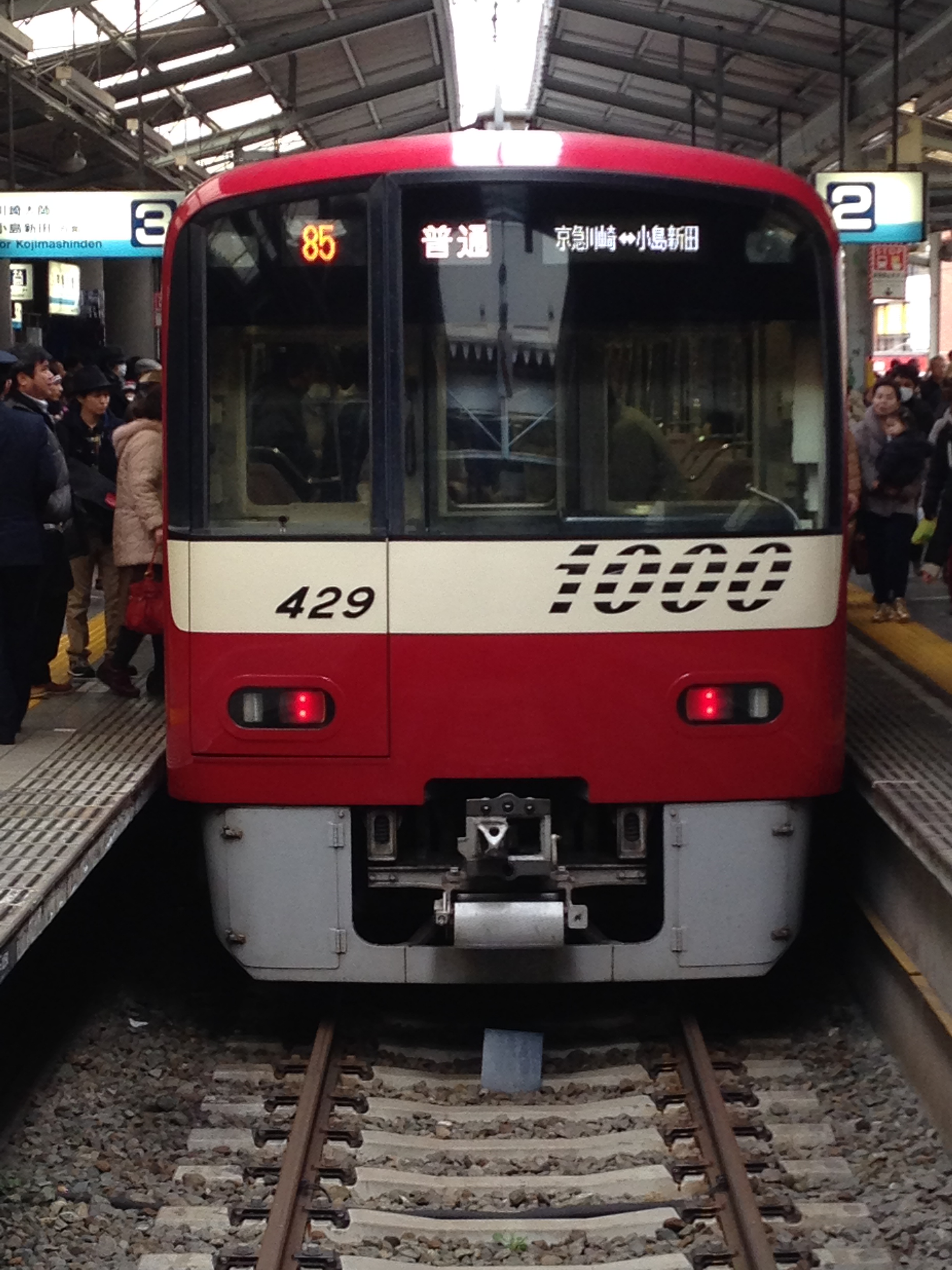
大師線で運用される1429編成

普通列車での4両編成単独運用、優等列車の増結車としての運用、4両編成を2本連結した8両編成での自社線完結の急行の運用があるほか、大師線でも運用されることがある。1800番台は先頭車間の幌を繋いだ時に限り、地下鉄線内への乗り入れが可能である。
1890番台は『モーニングウイング』3号に使用後、品川で都営からの直通列車に増結して京急川崎止まりになり、神奈川新町駅で切り離し後入庫する。その後は、一般車4両と組成して急行で運用される事が多い。
1500形・600形・2100形との連結が可能。
- 2016年（平成28年）
  - 5月25日
    - 1801編成と1805編成にて幌を付けて8両編成での運転が開始される[211]。

  - 6月16日～7月1日
    - 1801+1805編成を使用し、初日の第667H列車より直通先への乗り入れ運用に充当[211]。
- 2021年（令和5年）
  - 5月6日
    - 「モーニング・ウィング」3号12両運転開始に伴い同列車への1890番台の運用開始[212]。

  - 5月17日
    - 1890番台のエアポート急行への運用開始。
- 2023年（令和5年）
  - 6月22日～6月27日
    - 同年の6月24日に行われた『初運行！8両幌付きLe Cielで行く「1000形大集合撮影会！」』にて、1809編成を幌付きで展示するにあたり、1809号車に幌を設置したまま運用された。浦賀寄りに幌が設置されるのは本形式で初となった[213]。

  - 11月25日
    - 同日のダイヤ改正により従来2100形で運行されていた「イブニング・ウィング」14・16号の運行体系が変更され、8両編成の快特に品川→金沢文庫間で後ろに4両のウィング号を併結する形となり[214]、1890番台が充当される[215][216]。

## 特別装飾・ラッピング

### 2004年（平成16年）

#### 羽田空港第2ターミナル開業記念
- 2次車の8両編成2本は同年12月1日の羽田空港第2ターミナル開業を記念してスカイブルーをベースとするラッピングが施され、2005年（平成17年）3月まで運転された[189][217]。

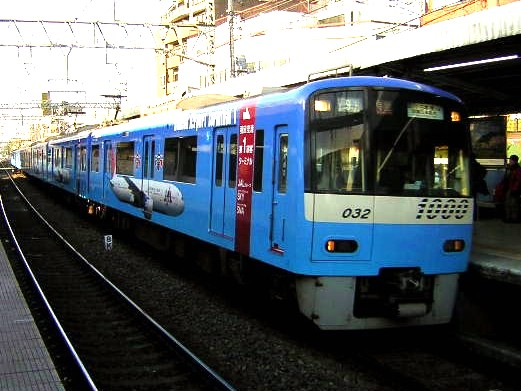
第2ターミナル開業記念編成
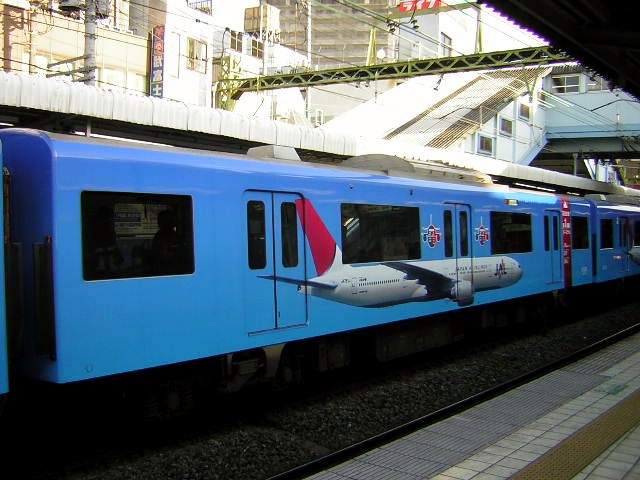
JAL機がラッピングされた車両 （品川方4両）
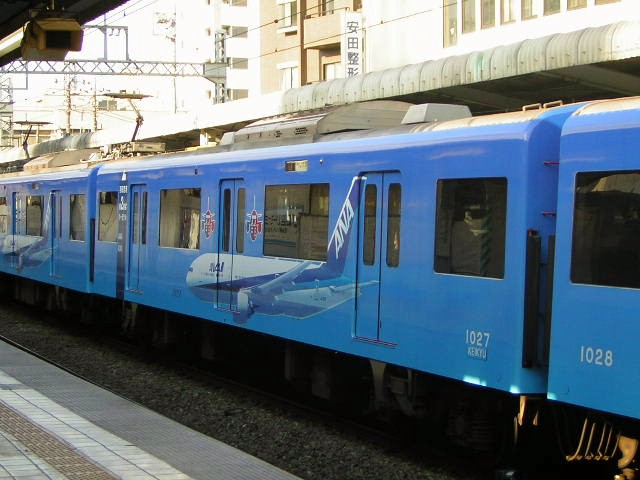
ANA機がラッピングされた車両 （浦賀方4両）

### 2012年（平成24年）

#### ノルエコラッピング
- 6月18日から7月28日にかけて、前年度末導入の1313編成より室内灯がLEDに変更されたことを受け、「京急環境車両」として1325編成に前面と側面にラッピングが行われた[218]。これはステンレス車での初のラッピングとなった[219]。

### 2014年（平成26年）

#### KEIKYU YELLOW HAPPY TRAIN
- 1057編成は5月1日から京急の電動貨車の塗装をイメージした黄色塗装に変更され、「KEIKYU YELLOW HAPPY TRAIN」（京急イエローハッピートレイン）として運行開始した[220]。

黄色く塗装された姿が西武鉄道の車両に似ているとの声から、京急が西武にコラボレーションを提案、西武9000系の9103編成を赤い車体に白い帯とした「幸運の赤い電車 (RED LUCKY TRAIN)」とし、両社で共同キャンペーンを実施していた。
当初は3年間の運行予定であったが、好評のため運行開始から3年が経過する2017年（平成29年）5月以降も運行が継続されることになった。同年には塗装がマイナーチェンジされ、従来は銀色だった乗降扉部分も黄色に変更され、車体側面全体が黄色の塗装となった。同年4月29日よりこの塗装での運行を開始した。

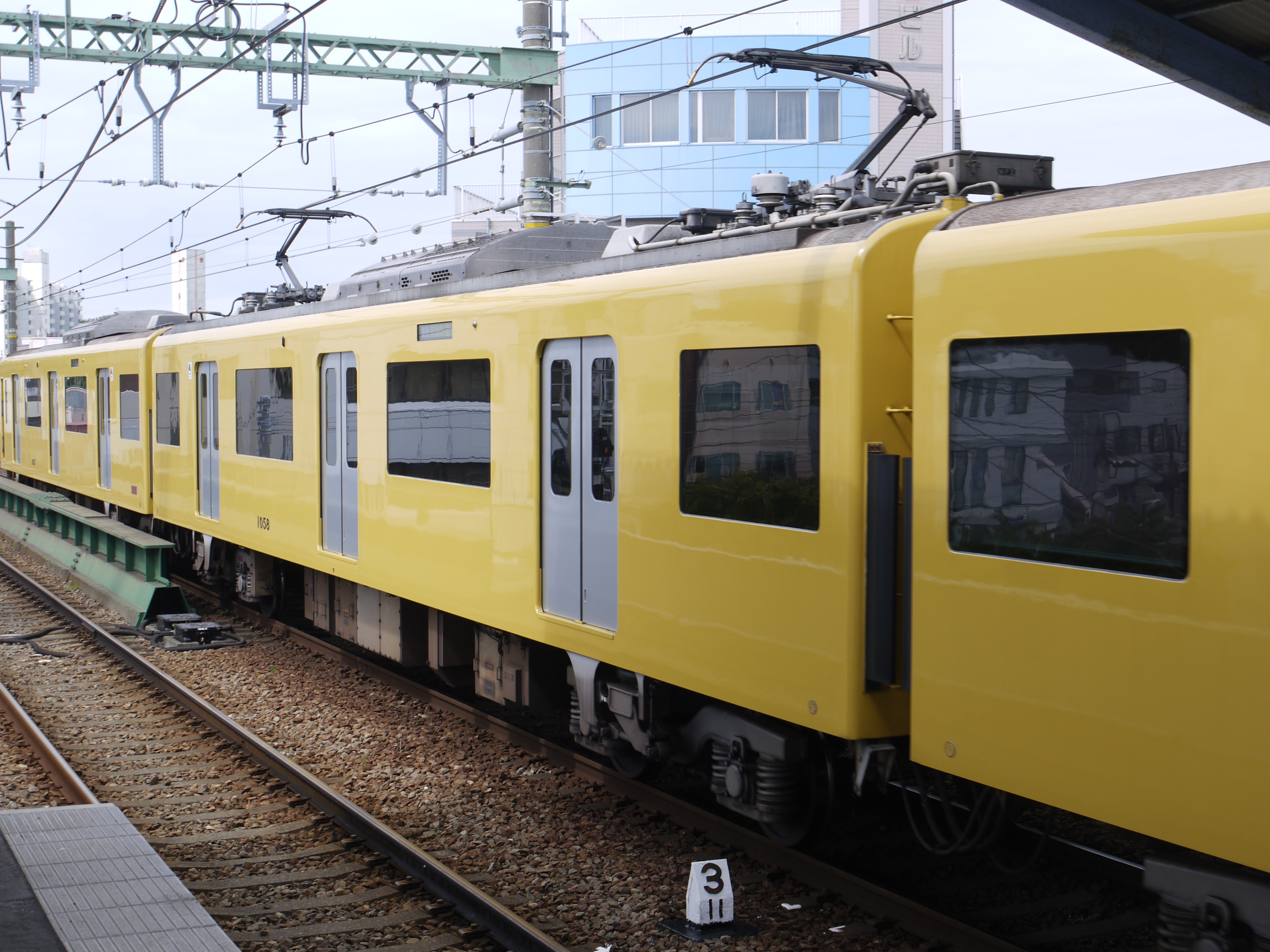
西武鉄道とのコラボレーション期間中に見られた黄色車体に銀色の扉（2014年8月14日）

- 同年8月30日 には同編成を利用した「しあわせの黄色い電車『京急』で行くTHE鉄コン!in横須賀」が運転[224]されたほか、その後も以下のラッピングが施されることがあった。

### 2016年（平成28年）

#### 京急×都営地下鉄×京成×北総 相互直通25周年ヘッドマーク
- 4月25日から6月30日にかけて、京急線・都営浅草線・京成線・北総線の直通運転25周年を記念して、1025編成にヘッドマークが掲出された[211]。

#### 京急リラックマトレイン
- 6月16日～7月1日にかけて、京急×リラックマコラボの一環として、1065編成が「京急リラックマトレイン」として運行された。
  - 9月11日には、同編成を使用した貸切列車である「京急×リラックマごゆるりおでかけ号」が品川～三浦海岸間で運転された[211]。

### 2017年（平成29年）

#### 1017編成西暦表示
- 1月には、1017編成が前面非常扉にある「017」の車体番号に「2」を追加し、「2017」と施して運行された[225]。
  - 1月1日には、臨時列車である「初日の出号」1号に充当された[206]。

### 2018年（平成30年）

#### 「京急沿線の風景」ギャラリー号
- 2月25日より、創立120周年を記念して1201編成が前面非常扉にある「201」の車体番号に「1」を追加して運行された。車内には募集された写真や絵画が掲出された[226]。
  - 同編成は翌2019年1月1日の「初日の出2号」に充当され、その際は末尾に「9」を張り付けて運行された[227]。

#### リラックマいちごお祝い号・しあわせのキイロイトリ号
- 3月5日から5月13日にかけて、同年に誕生15周年と京急120周年を同時に祝う企画として、「リラックマ＆京急一緒にごゆるりお祝いキャンペーン」が行われ、一環として1065編成に「リラックマイチゴお祝い号」、1057編成に「しあわせのキイロイトリ号」のラッピングが施された[228]。
  - 最終日である5月13日には、同イベント内で行われていたスタンプラリー企画での当選者50組100名を対象に、1065編成「リラックマイチゴお祝い号」を利用した「赤い電車でお出かけ！リラックマのイチゴケーキ号」が品川～三浦海岸間で貸切列車として運行された。

#### 『北斗の拳』と「OTODAMA SEA STUDIO」のラッピング車両
- 7月30日から9月17日にかけて、北斗の拳35周年と京急120周年を祝う企画として行われた「北斗京急周年のキャンペーン」の一環として、1065編成に『北斗の拳』のキャラクターや、三浦海岸にて「北斗の拳＆蒼天の拳　スペシャルミニライブ＆トークイベント」が行われるOTODAMA SEA STUDIOのラッピングを施した[229]。
  - 「北斗の拳＆蒼天の拳　スペシャルミニライブ＆トークイベント」が開催された8月11日には、同編成を利用した貸切列車である「ザコと行く三浦海岸！京急ヒャッハー！トレイン」が品川駅から三浦海岸駅間無停車で運転され、「北斗の拳」のフォトパネル、窓タペストリー、シートカバー、天刷り膜が装飾された[230]。

### 2019年（平成31年・令和元年）

#### 京急宴線 真夏のONE PIECE列車
- 7月8日から9月16日にかけて、テレビアニメ「ONE PIECE」放送開始20周年、カレーの街よこすか20周年、京急電鉄創立120周年を記念したコラボとして、「京急宴線 真夏のONE PIECE列車」を実施。1057編成(イエローハッピートレイン)が「ONE PIECE麦わらストア TRAIN」、1065編成(トラッドトレイン)が「ONE PICE　STANPEDE TRAIN」として運転[227]。車内広告もすべてワンピース仕様とされた。

#### 「秋の三浦半島」・「行こう！秋の三浦半島」ラッピング
- 9月18日から11月1日にかけて1057編成に「秋の三浦半島」ラッピングとヘッドマークが、同年9月29日から11月3日にかけて1065編成に「行こう！秋の三浦半島」とヘッドマークがそれぞれ提出された[227]。

#### 京急沿線のすみからすみまであそびにいこうキャンペーン
- 11月18日から翌2020年（令和2年）1月26日にかけて、すみっコぐらしとのコラボ企画である、『すみっコぐらし×けいきゅう「京急沿線のすみからすみまであそびにいこうキャンペーン」』を実施。一環として、1057編成を「たべものもぐもぐ号」、1065編成を「すみっコぐらし号」としてラッピングを施して運転された[207]。車端部のクロスシートが「すみっコぐらしシート」とされた。
  - 最終日である2020年1月26日には、同イベント内で行われていたスタンプラリー企画での当選者50組100名を対象に、「すみっコぐらし号」が貸切列車として、品川から三崎口駅間で運転された。

### 2020年（令和2年）

#### 三浦海岸河津桜ラッピング
- 1月27日から3月7日にかけて、1065編成に「三浦海岸河津桜ラッピング」が施された[207]。
  - 2月15日には、同編成を利用した「みうら河津号」（品川～三浦海岸）・「みうら夜桜号」（京急川崎～三浦海岸）が運転された。

#### 東京2020オリンピックラッピング
- 3月9日から9月6日までの間、1065編成が同年に開催される予定であった東京オリンピックを記念してラッピングされた。新型コロナウイルスの感染拡大により同大会は2021年に延期されたが、ラッピングは延長されることなく外された[207]。

### 2021年（令和3年）

#### 「コロナに負けるな　京急沿線商店街」号
- 1月25日から2月27日の間、新型コロナウイルスの感染拡大を受けて1201編成に「コロナに負けるな　京急沿線商店街」ラッピングが施された[212]。

東京都大田区の商店街の紹介や、大田区公式キャラクター「はねぴょん」がデザインされている。

#### 京急×都営地下鉄×京成×北総 相互直通30周年ヘッドマーク
- 3月31日から6月30日にかけて、京急線・都営浅草線・京成線・北総線の直通運転30周年を記念して、1201編成にヘッドマークが掲出された[212]。

#### よこすかルートミュージアム号
- 10月11日から翌2022年（令和4年）1月30日までの間、京急電鉄が「よこすか MEGURU PROJECT」へ参画した一環として、1065編成にラッピングが施された[212]。

### 2022年（令和4年）

#### すみっコぐらし10周年号
- 9月5日から11月16日の間、すみっコぐらしの10周年を記念した企画である「すみっコぐらし×けいきゅう＆はねだくうこうinおおたく　東京都のすみっコ大田区で10周年お祝いキャンペーン」が開催された一環として、1893-1編成が「すみっコぐらし10周年号」にラッピングされた[231]。

#### 「ブルーリボン賞」受賞記念号
- 1890番台のブルーリボン章受賞を記念して、2022年（令和4年）12月4日より、1893-1編成に記念ヘッドマークと側面マークを付けて運行された[232]。
  - 運行初日となる12月4日には、同編成を使用して「『Le Ciel』ブルーリボン賞受賞記念貸切列車ツアー」が京急蒲田駅から久里浜工場信号所間で運転された[213]。

### 夏詣ヘッドマーク
京急電鉄の企画として2019年より実施されている「夏詣キャンペーン」に合わせて2021年より毎年1201編成に夏詣ヘッドマークが掲出されている。
- 2021年 - 7月1日～8月29日[212]
- 2022年 - 6月26日～8月28日[231]

## 事故廃車
1137編成は2019年（令和元年）9月5日、神奈川新町駅近くの踏切にてトラックと衝突する事故（京浜急行本線神奈川新町第1踏切衝突事故）を起こし、損傷が激しいことから、翌2020年（令和2年）3月15日付で本系列初の廃車となった。この影響で、モーニングウィング号1号の増便運行開始が1ヶ月延期された。